# Arte de Mesopotamia
El arte mesopotámico es una división cronológica y geográfica de la historia del arte que trata de Mesopotamia durante la Edad Antigua. Hace referencia a las expresiones artísticas de las culturas que nacieron en las riberas de los ríos Tigris y Éufrates. Desde el Neolítico (hacia el VI milenio a.  C.) hasta la caída de Babilonia ante los persas en el año 539 a. C.
Entre ambas fechas se desarrollaron las civilizaciones sumeria, acadia, babilonia (o caldea), casita, hurrita (Mittani) y asiria (arte asirio).
Tras milenios  entre el predominio de la Baja Mesopotamia y la Alta Mesopotamia, la región, al formarse el imperio persa, se incorporó a una dimensión espacial de orden muy superior, que el imperio de Alejandro Magno y el helenismo conectaron con la época romana (arte persa, arte helenístico). Incluso en la época anterior a los persas, el arte mesopotámico tuvo varias vías de contacto, a través de la guerra, la diplomacia y el comercio a larga distancia, con el de las demás civilizaciones del Antiguo Oriente Próximo (arte de la civilización hitita y otras del Asia Menor; arte fenicio, del antiguo Israel y de otras civilizaciones del Levante mediterráneo; y el arte egipcio), e incluso con el arte de la India y del Asia central.

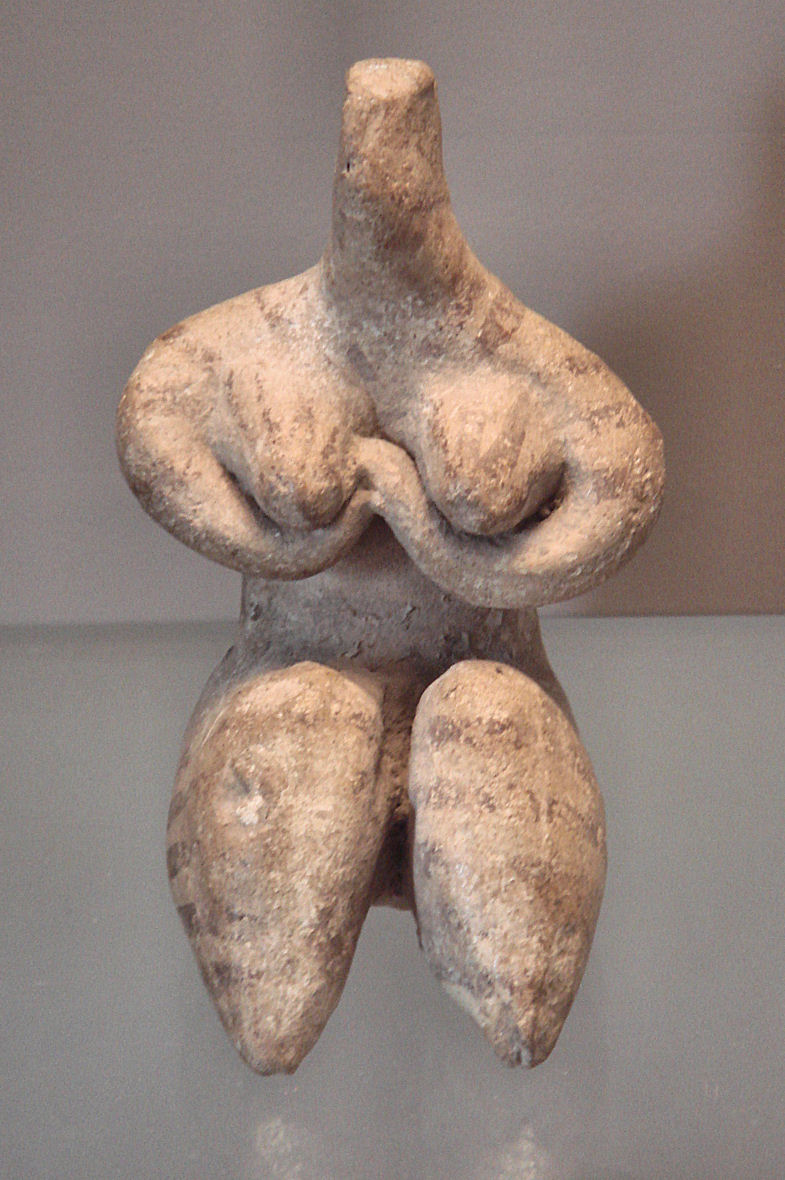
Figurilla femenina procedente de Samarra, c. 6000 a. C.
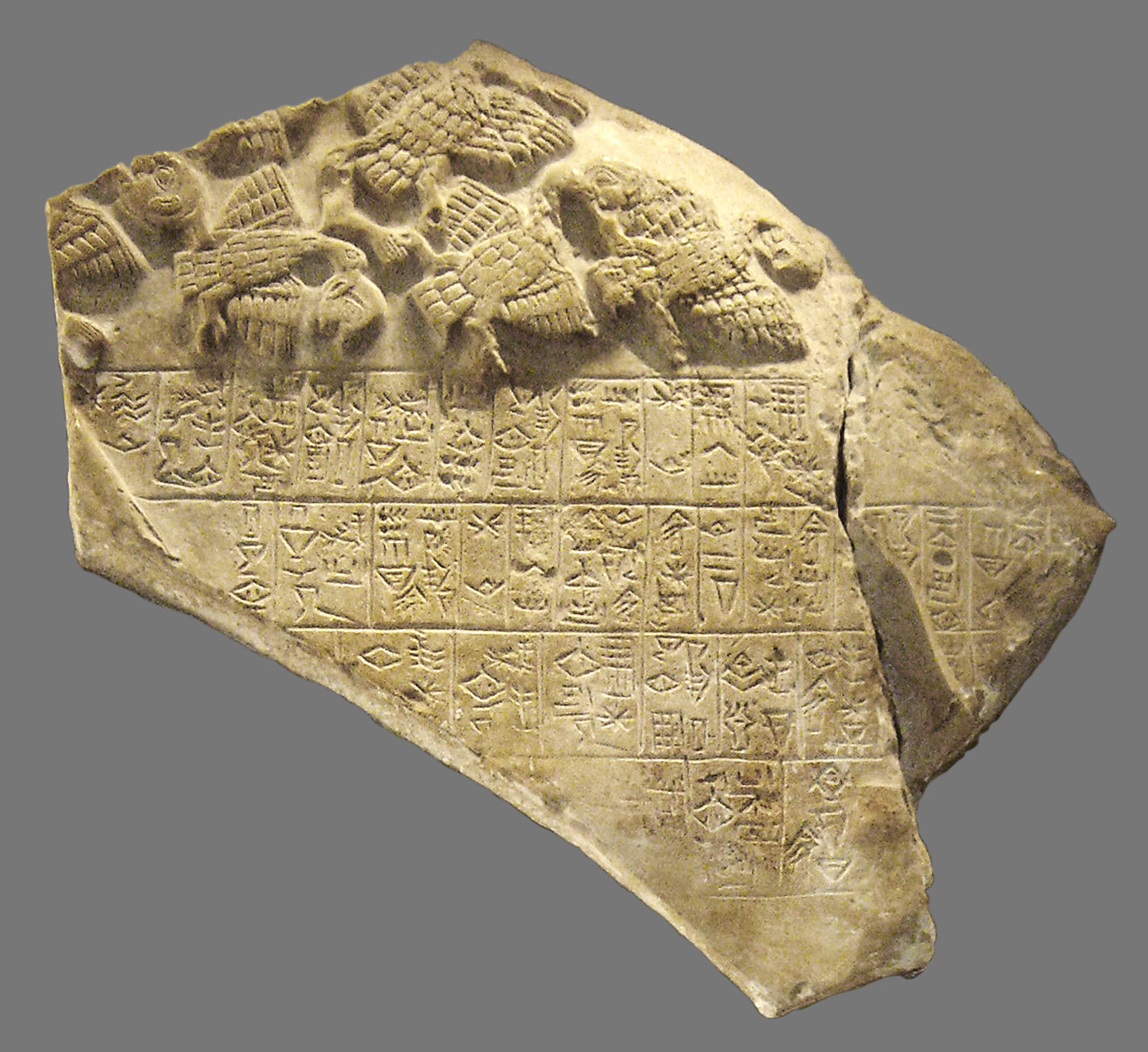
Fragmento de la Estela de los buitres, comienzos del periodo dinástico III, 2600-2350 a. C.
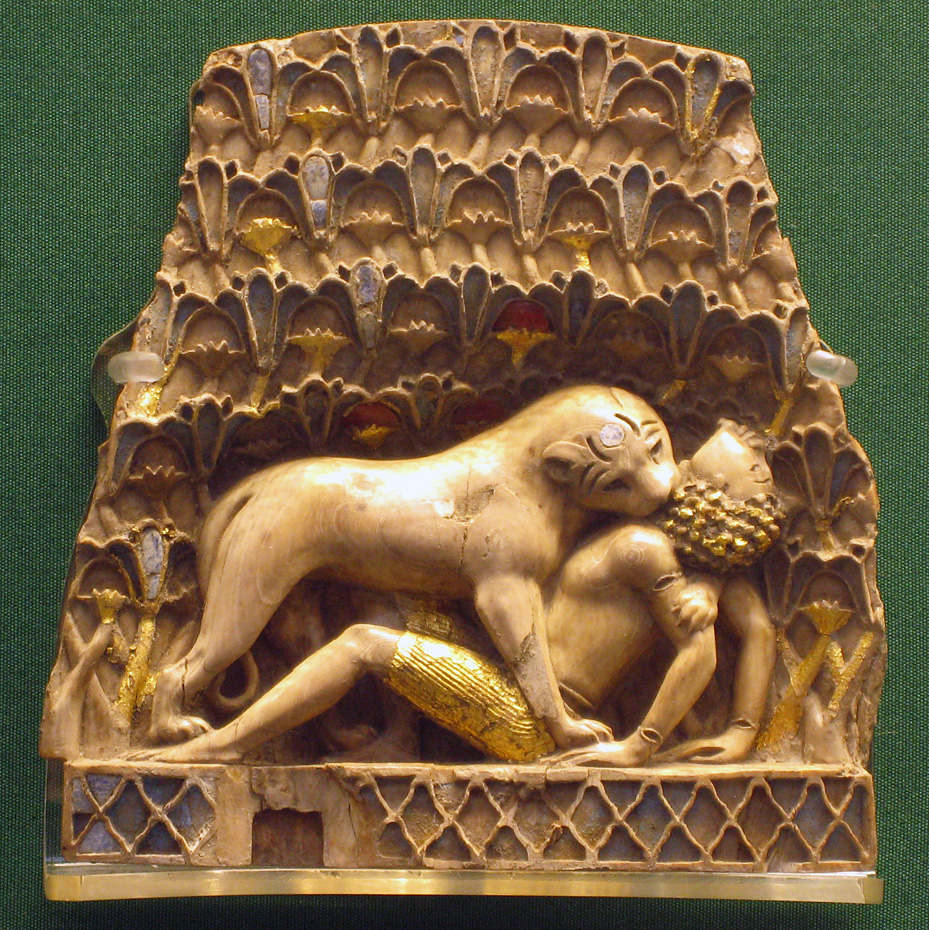
Uno de los marfiles de Nimrud, periodo neo-asirio, siglos IX al VII a. C.
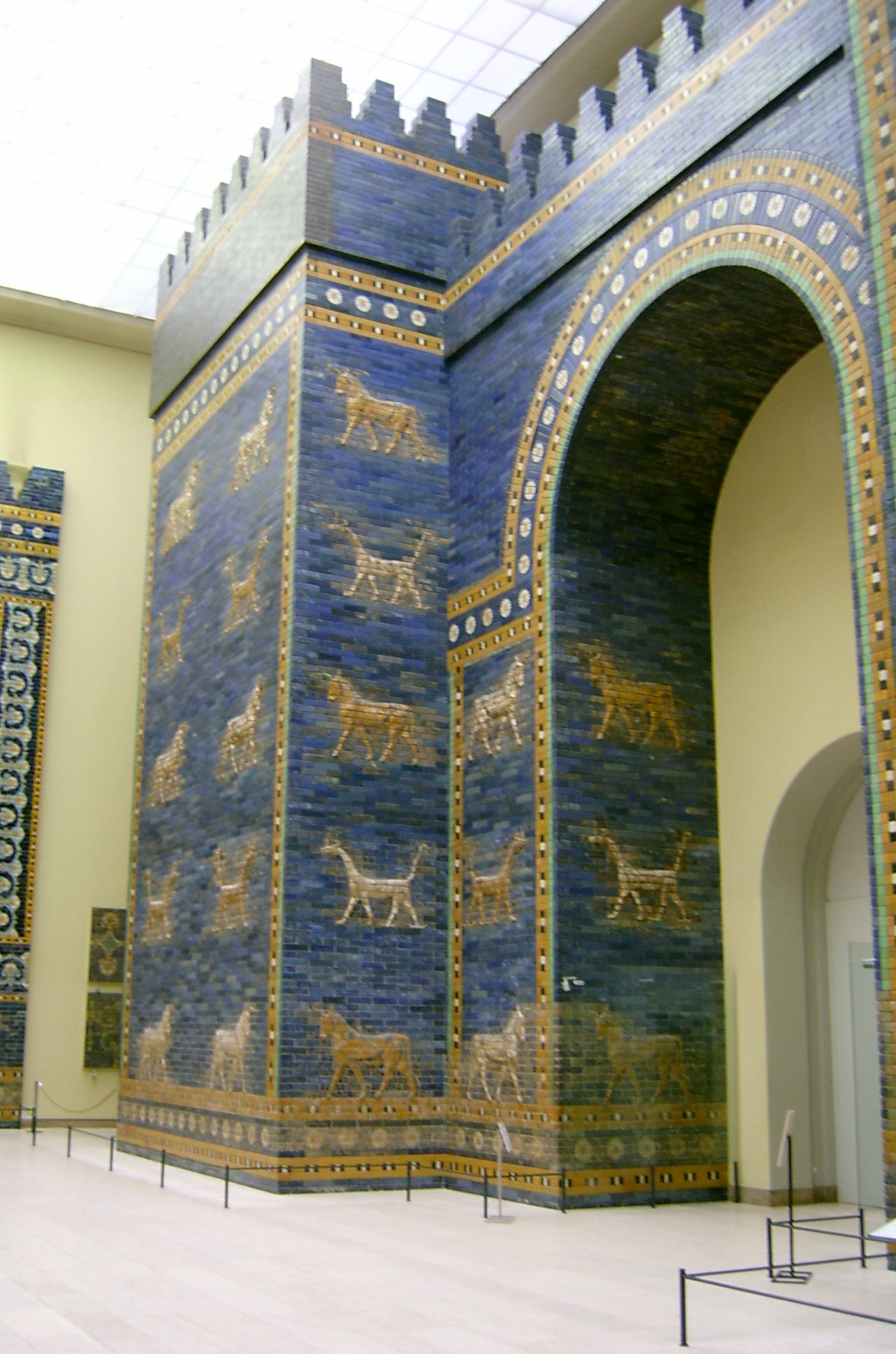
Reconstrucción de la Puerta de Ishtar (Babilonia, 575 a. C.) en el Museo de Pérgamo (Berlín).

Panel de la guerra del Estandarte de Ur,

La incorporación por difusión cultural o el desarrollo endógeno de múltiples materiales y técnicas artísticas y artesanales fue parejo tanto a los avances tecnológicos (desarrollo de hornos cada vez más eficaces, del torno de alfarero, de la cerámica vidriada o de la metalurgia) como sociales y culturales (nacimiento de la ciudad, de la escritura, de las religiones institucionalizadas y del Estado —lo que se denomina sociedad compleja o civilización—).
La evolución estilística de las formas, géneros y temas, presenta una notable continuidad a pesar de lo amplio del periodo.

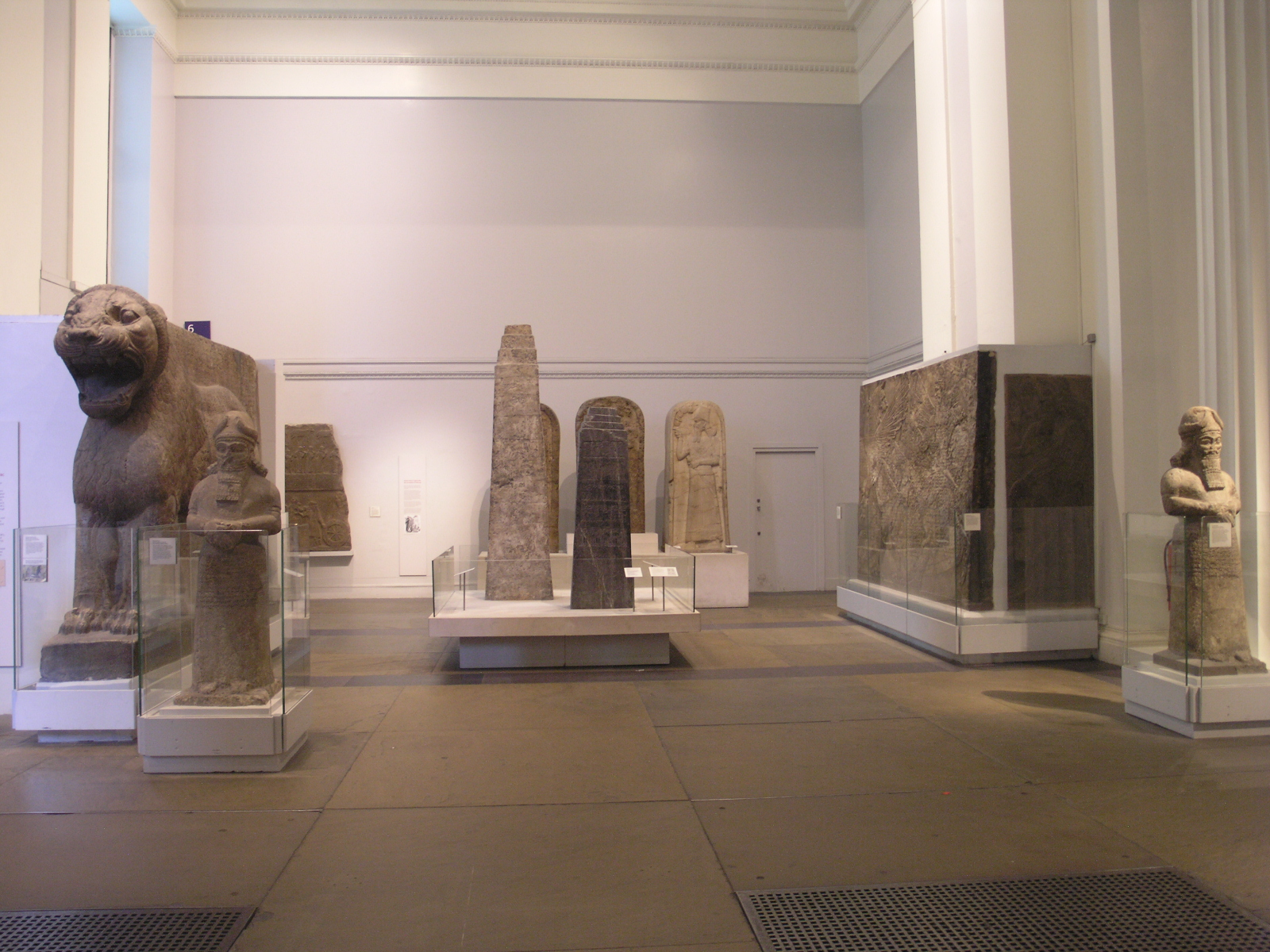
Sala 6 del British Museum: Escultura asiria.
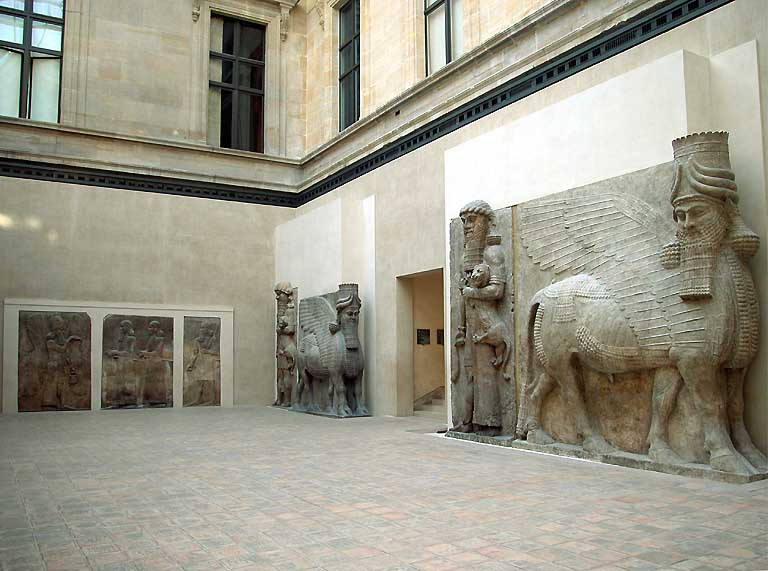
Sala 6 del Museo del Louvre: Khorsabad.

La conservación del patrimonio artístico de la Mesopotamia antigua es una cuestión polémica. Explotado por los primeros arqueólogos (orientalistas, asiriólogos) desde el siglo XIX, las piezas más valiosas nutrieron las colecciones de los museos europeos (British Museum de Londres, Museo del Louvre de París y el Museo de Pérgamo de Berlín). Más recientemente, los nuevos hallazgos se han dirigido a los museos iraquíes (Museo Nacional de Irak de Bagdad). Se han realizado reconstrucciones in situ de algunos edificios monumentales. La guerra de Irak ha producido saqueos y deterioros.

## Cerámica

Regiones productoras de metales en la Edad Antigua en Oriente Próximo. Se muestran marcadas las áreas de prevalencia del bronce arsenioso y del bronce de estaño durante el III milenio a. C.

Desde el Neolítico, la cerámica (que aparece en Anatolia hacia el 6000 a. C.) es el principal elemento diferenciador de la cultura material, puesto que los cambios tipológicos, a veces muy sutiles, permiten identificar el origen y la datación de las piezas y de su contexto arqueológico.
Su función como recipiente para la conservación y el transporte de todo tipo de alimentos y bebidas (incluso de otros materiales) es crucial en un momento en el que se estaba desarrollando (pasando de aldeana a urbana) la primera economía productiva con excedentes, división del trabajo y comercio a larga distancia. De no menor importancia es su valor como vehículo de expresión artística; tanto en el modelado como en la decoración, en estrecha relación formal con piezas escultóricas o de orfebrería, y con la pintura en otros soportes.
Los primeros documentos que registraron la historia (Uruk, hacia 3300-3200 a. C.), al hacerlo mediante tablillas de arcilla grabadas con escritura cuneiforme, dan una categoría especial y muy concreta a la producción cerámica en la zona.

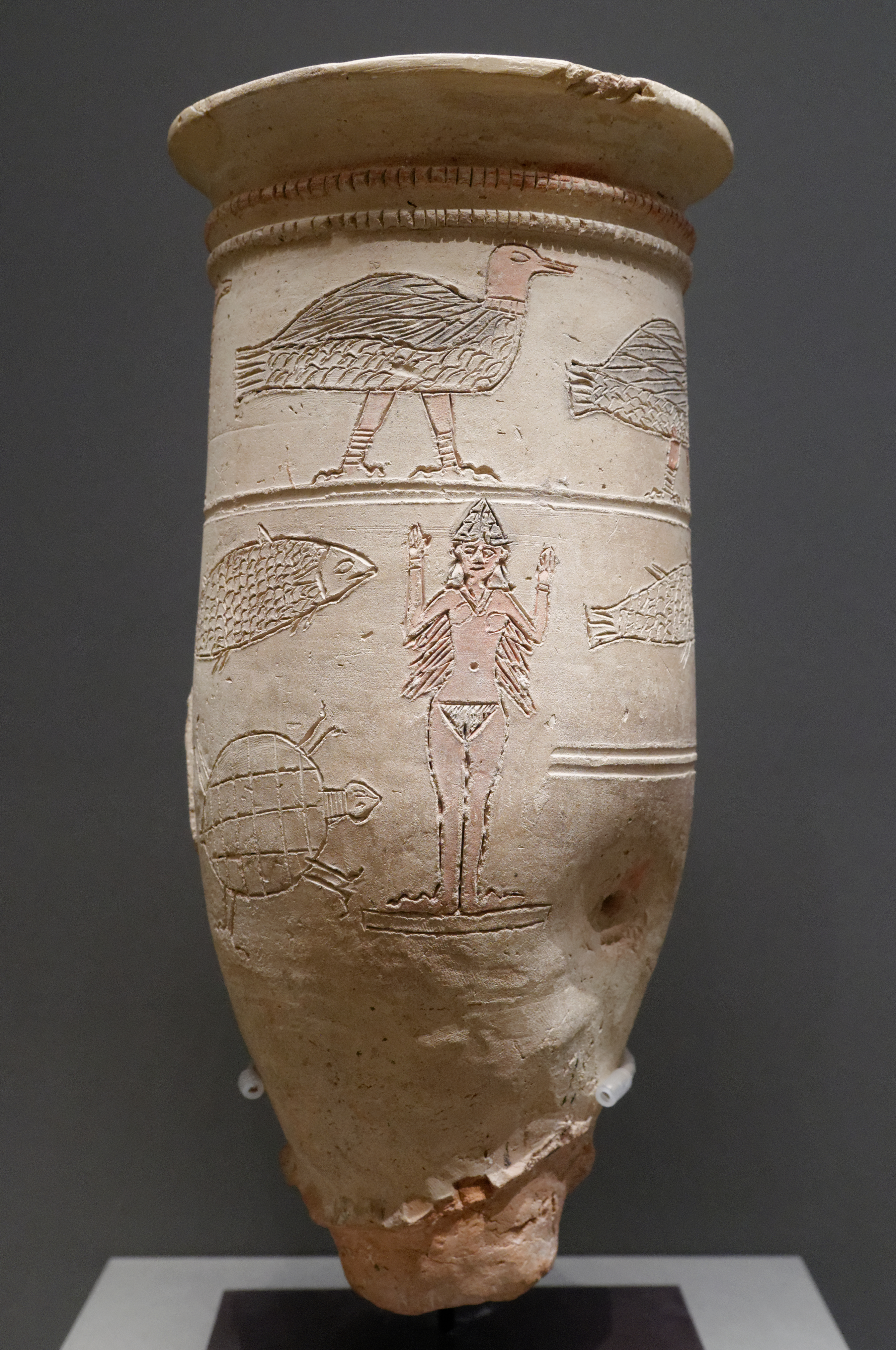
Vaso de Ishtar, con decoración incisa y policromada, procedente de Larsa (II milenio a. C.)
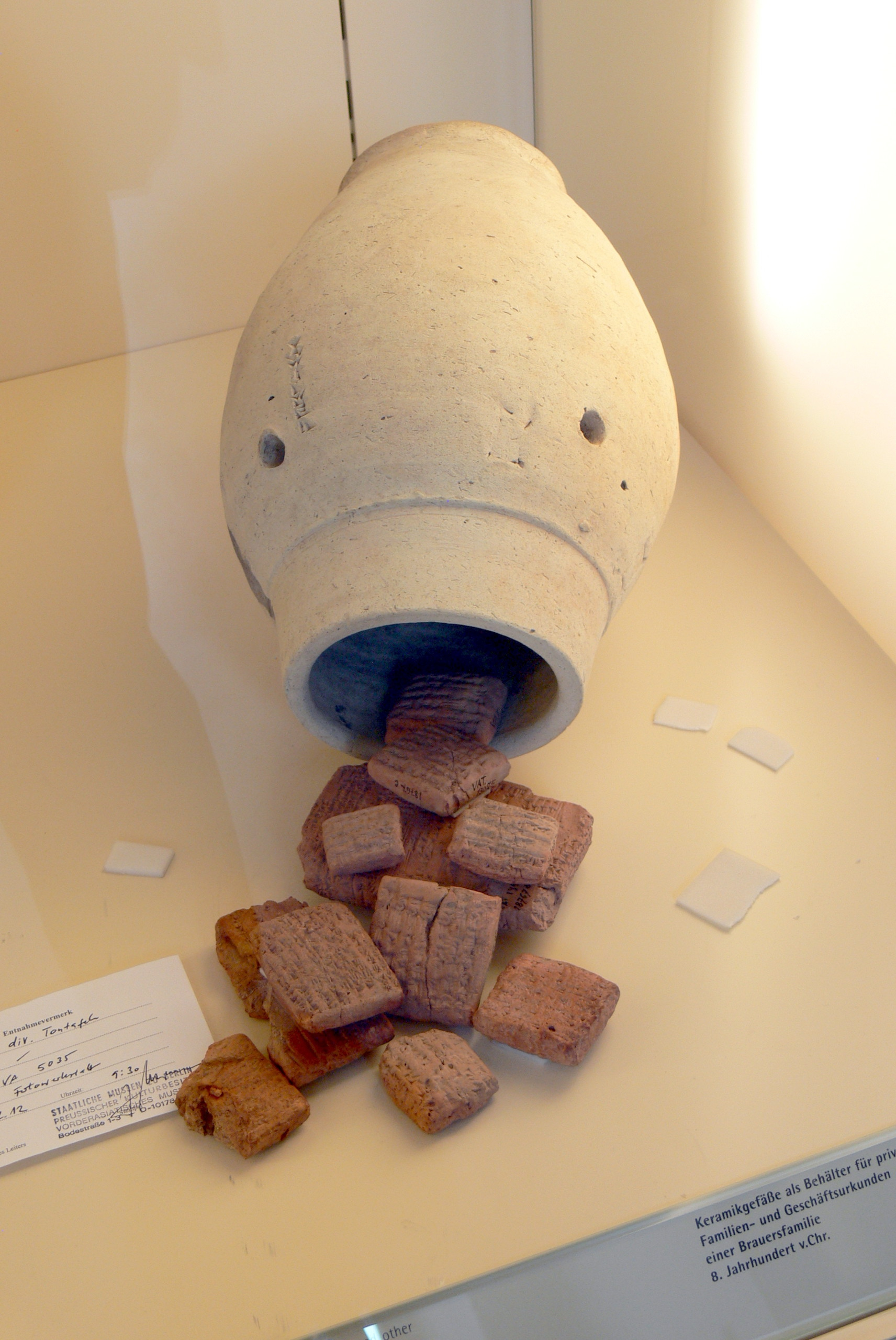
Recipiente asirio utilizado para la conservación de tablillas de arcilla
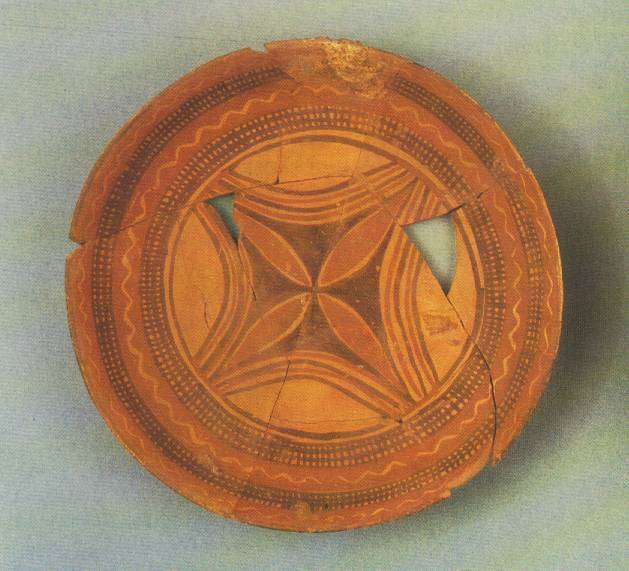
Plato de cerámica Halaf (VI milenio a. C.)
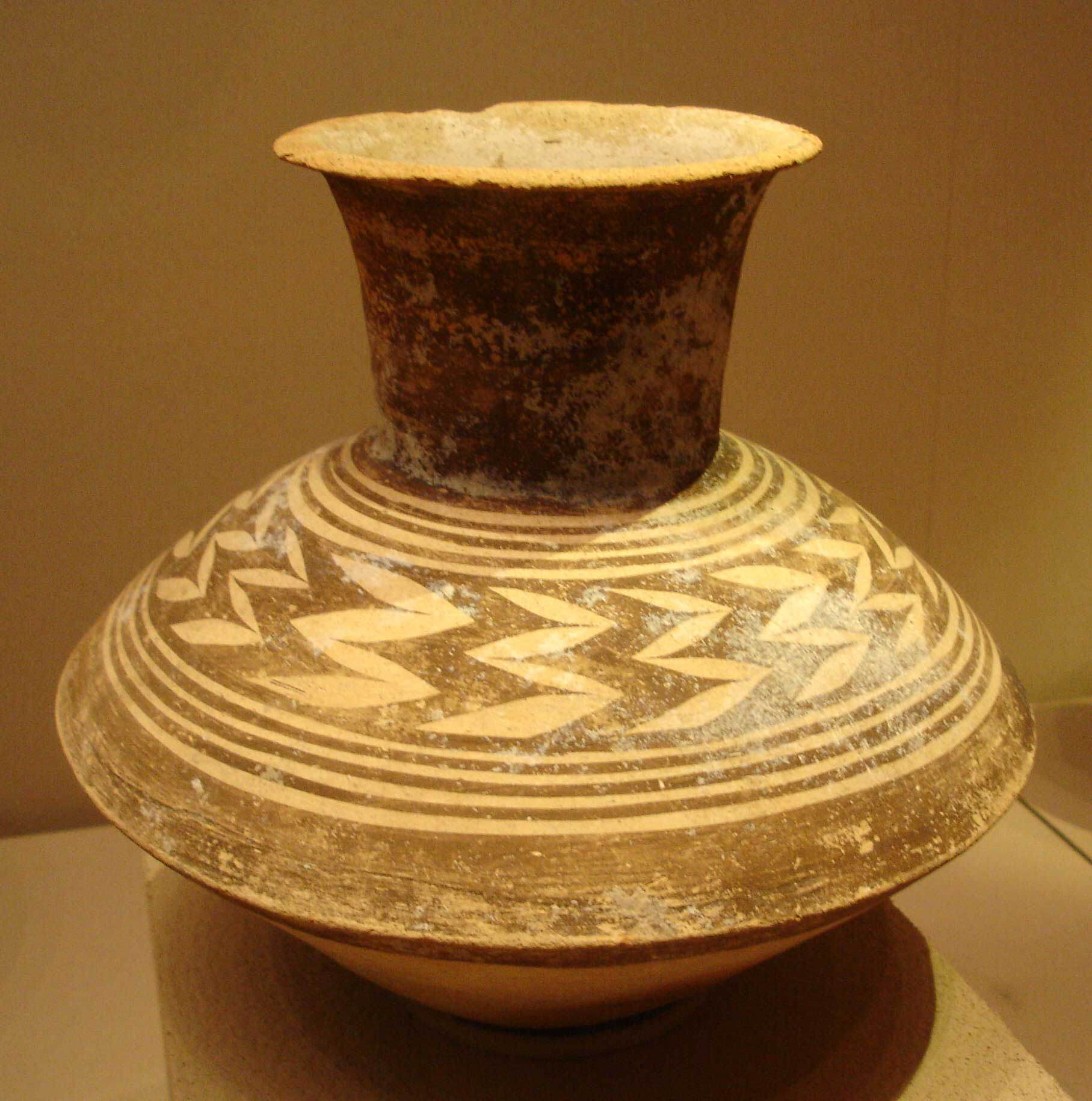
Jarra de cerámica El-Obeid (V milenio a. C.)
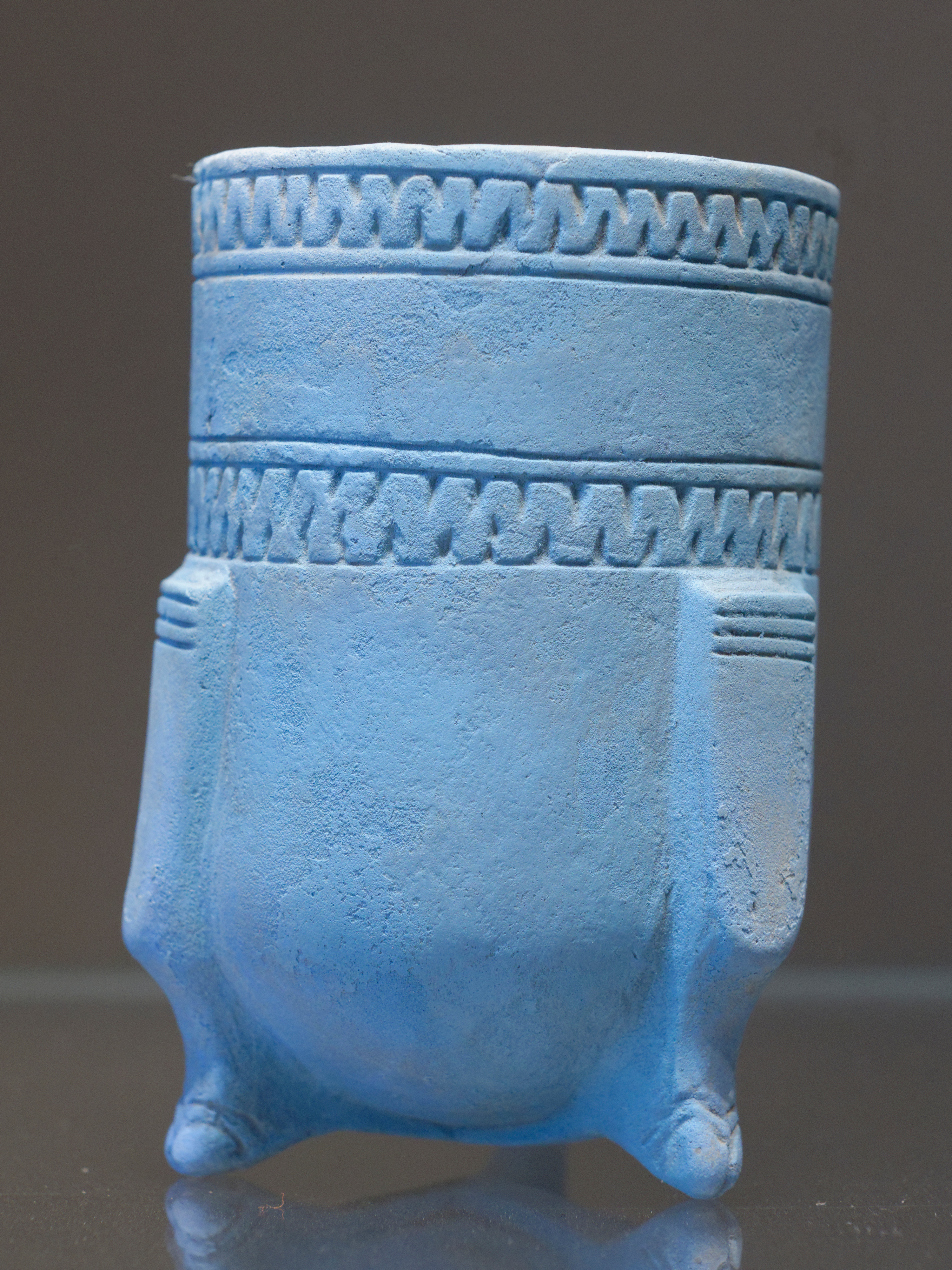
Copa de tres pies, coloreada de azul egipcio[6] para imitar el lapislázuli. Procede de Baja Mesopotamia.
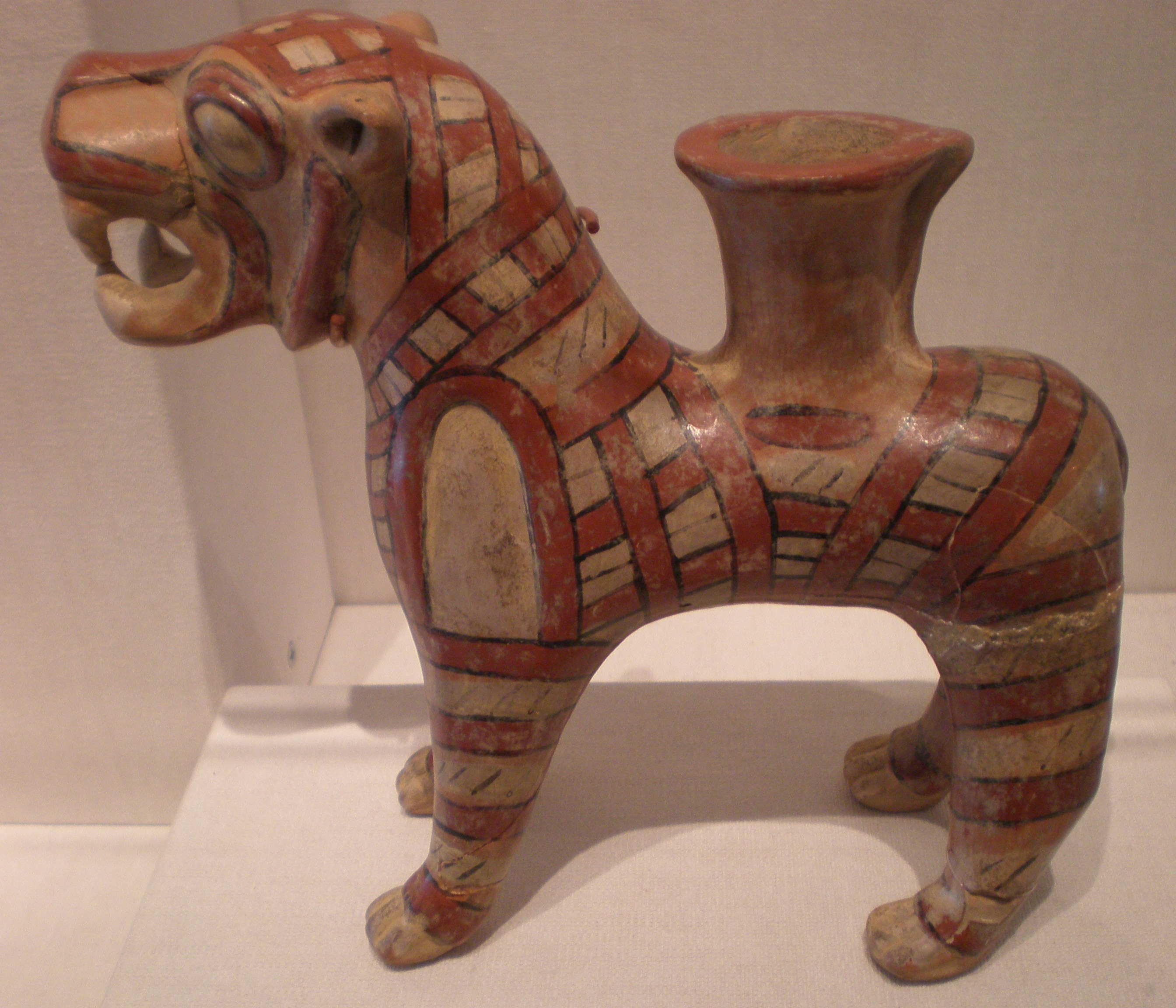
Ritón de cerámica asiria en forma de león procedente de Kültepe (1860-1780 a. C.). Periodo de las colonias comerciales asirias.

## Metalurgia y orfebrería

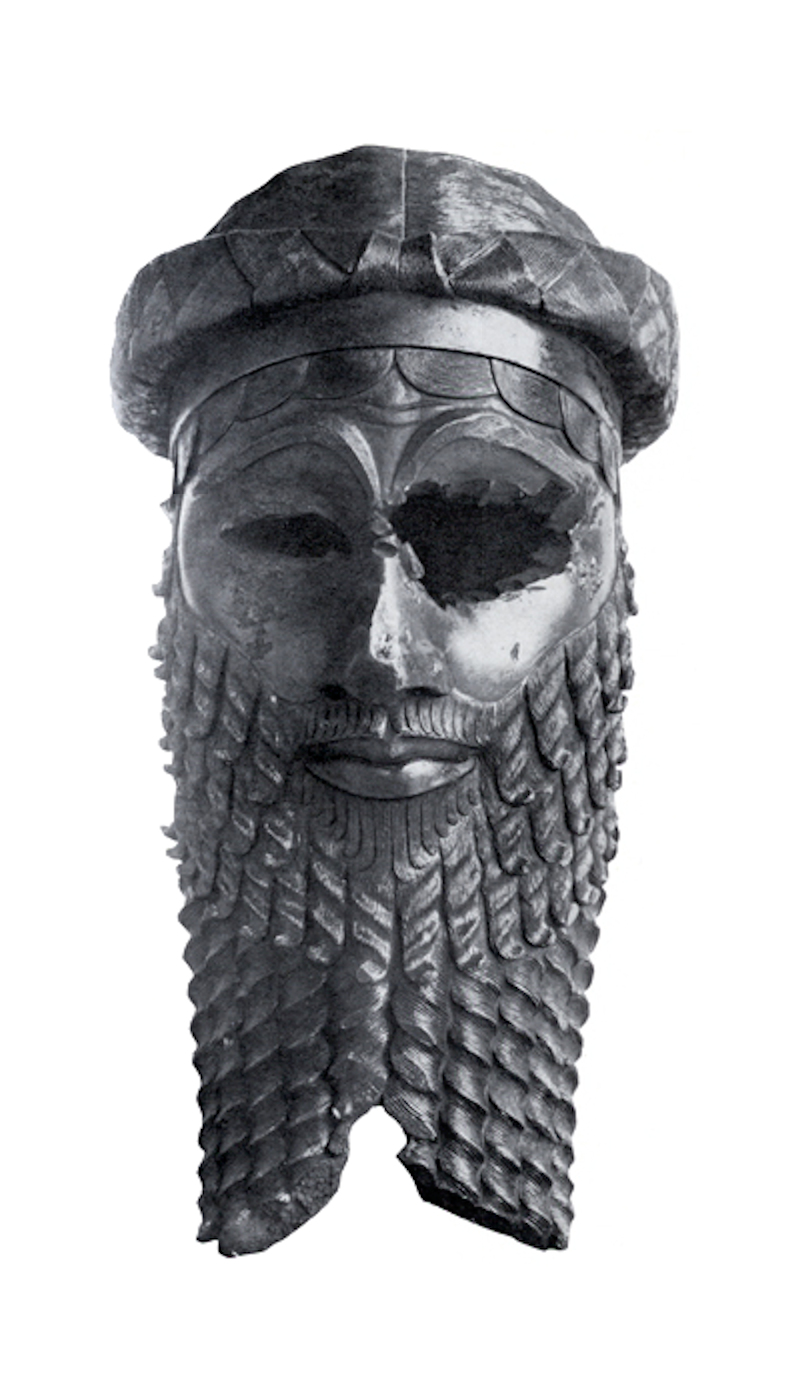
La llamada máscara de Sargón.

Hacia la mitad del III milenio a. C. se produjo el florecimiento de la metalurgia. Si bien desde milenios atrás se fabricaban objetos de metal a base de materiales metálicos encontrados tal cual en la naturaleza (metal nativo), fue en este período cuando aparecieron las primeras técnicas de forja y de obtención de metal a partir de minerales metalíferos (mena).
Además de los metales preciosos (oro, plata y su aleación natural, el electro) y del plomo, entre los primeros metales destacó el cobre, que poco después se comenzó a alear con estaño o con arsénico para fabricar bronce, que a diferencia de las anteriores (relativamente fáciles de trabajar) era una materia muy resistente y adecuada para la fabricación de armas y todo tipo de utensilios y obras de arte; lo que requería su fundición y la obtención de la forma requerida mediante un molde o la técnica de la cera perdida. Estos dos tipos de bronce convivieron durante unos mil años en diferentes zonas geográficas del Antiguo Oriente Próximo: el bronce arsenioso se dio al sur de Mesopotamia, en Canaán, al este de Anatolia y en el Cáucaso; y el bronce de estaño en toda Mesopotamia, Irán, Siria y Cilicia. La única región donde estos dos tipos de bronce convivieron fue Mesopotamia. Hacia principios del II milenio a. C. el bronce de estaño terminó por imponerse.
Hacia 1200-1000 a. C. se incorporó el uso del hierro en la metalurgia, posiblemente a partir del descubrimiento de la tecnología de carburación; aunque en esta época su escasez y alto precio (muy superior al del cobre y en muchos casos similar al del oro) restringía su uso al ámbito militar, y no se popularizó hasta mucho más tarde.
En los documentos de la época se distinguían tres profesiones relacionadas con el trabajo de los metales: el qurqurru era el encargado de la obtención del metal desde el mineral, esto es, el metalúrgico; el nappahu o fundidor, era el encargado de fabricar las piezas a base del material obtenido del qurqurru; por último, el kutimmu se encargaba del trabajo de los metales preciosos (la orfebrería).
El trabajo del bronce dorado tuvo un particular desarrollo en el reino de Urartu (desde el Cáucaso hasta el norte de Mesopotamia) entre el siglo IX y el VII a. C.
A diferencia de la cerámica, que solía producirse en talleres autónomos, la metalurgia era un sector controlado por el Estado, dado su carácter estratégico y la necesidad de obtener sus materias primas por comercio a larga distancia.

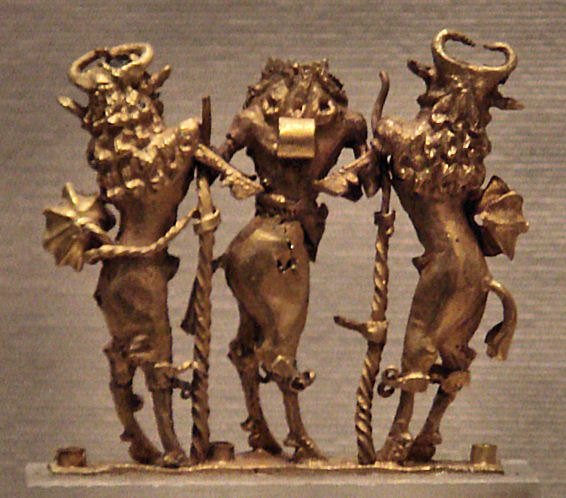
Toros androcéfalos modelados en oro (c. 2500 a. C.)
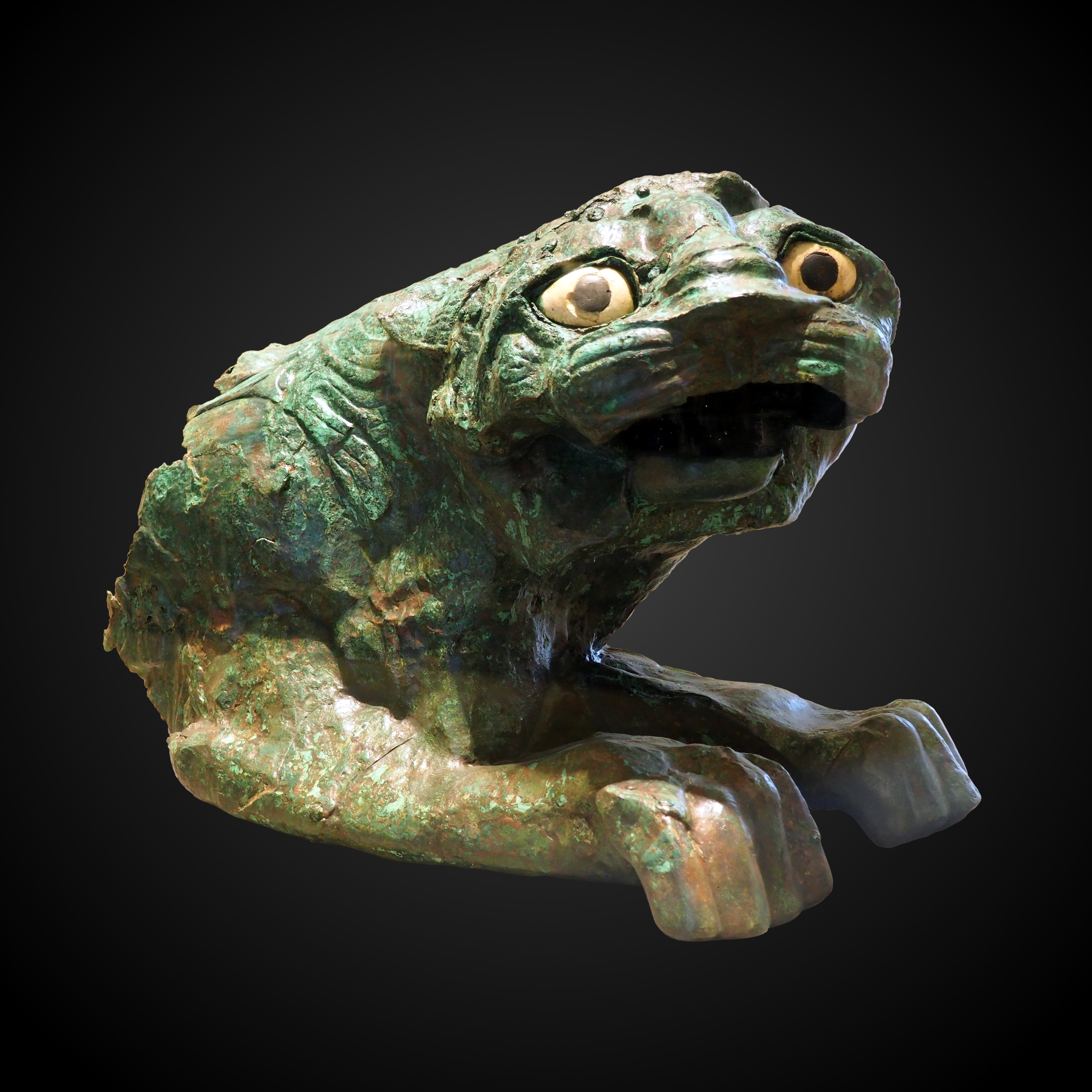
León de Mari, de bronce, caliza y esquisto. Procede del templo de los leones de Mari.
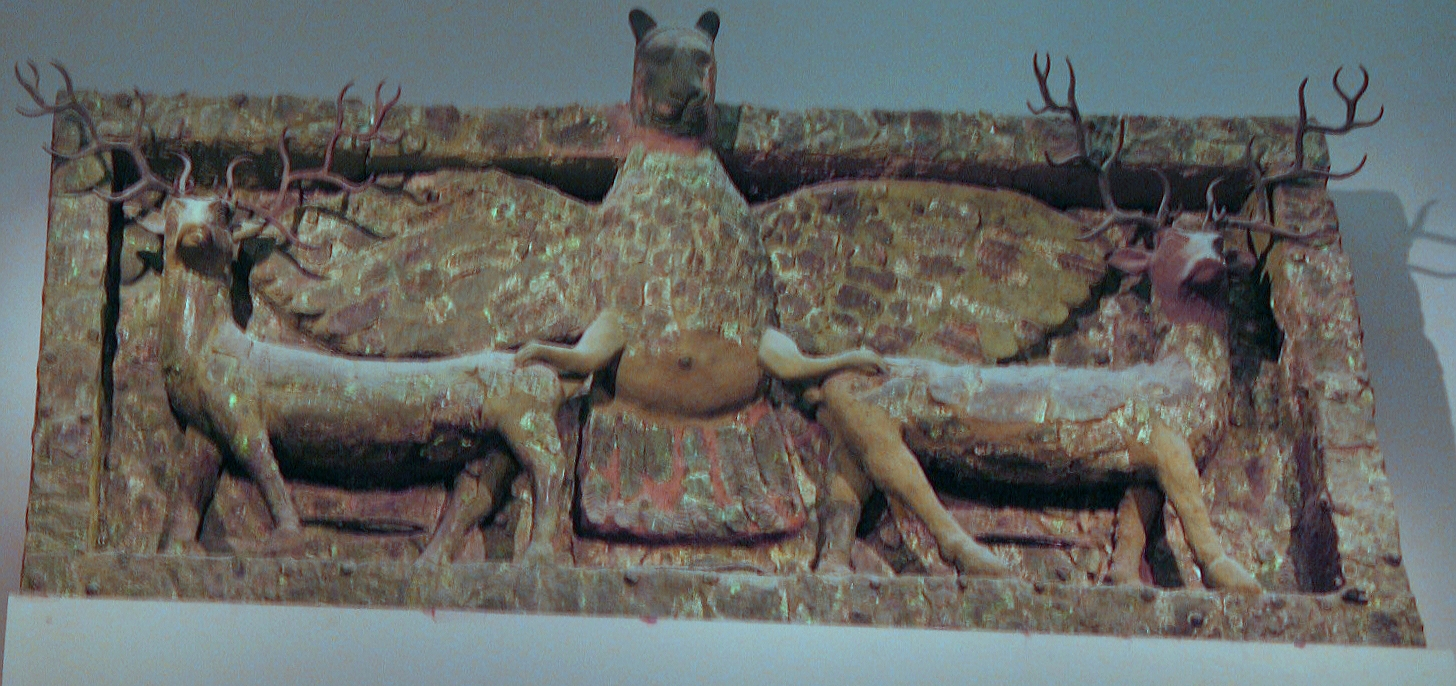
Relieve de Imdugud (Zu o Anzu, águila con cabeza de león) flanqueado por dos ciervos, trabajo en plancha de cobre procedente del templo de Ninhursag en Tell al-Ubaid (c. 2500 a. C.)
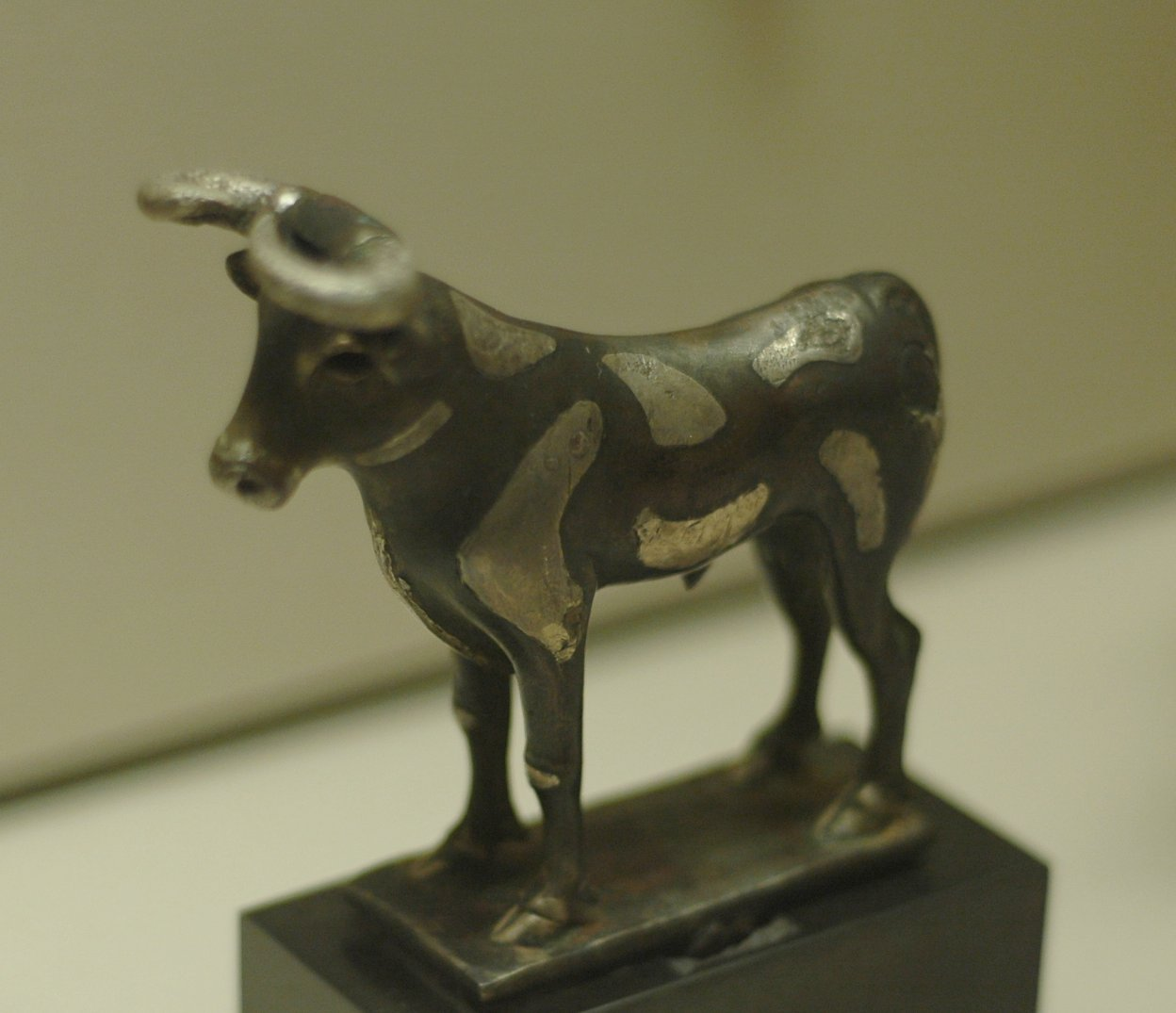
Figurilla de toro en bronce y plata (dinastías arcaicas III)
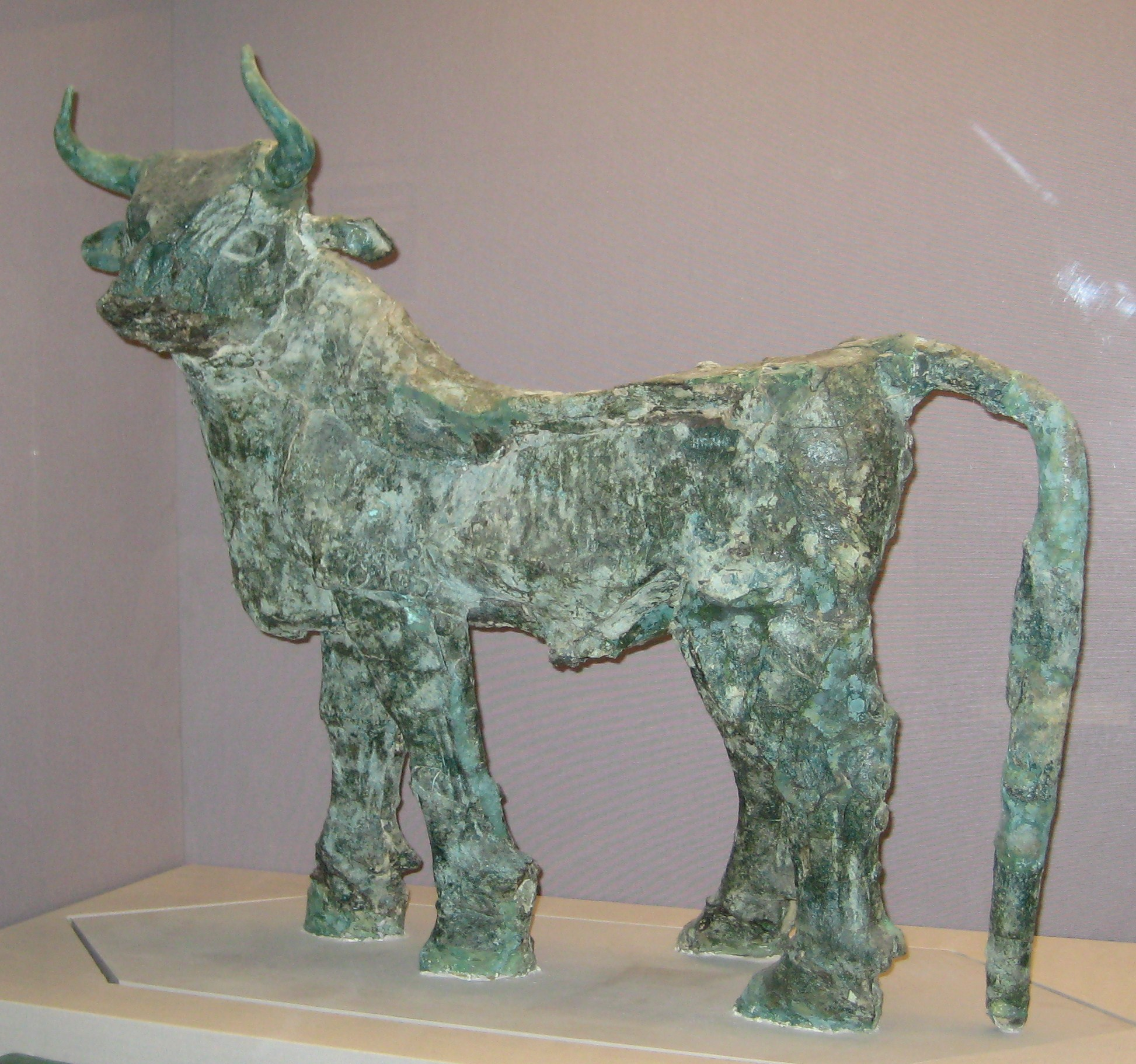
Figura de toro en bronce procedente del templo de Ninhursag en Tell al-Ubaid (c. 2500 a. C.)
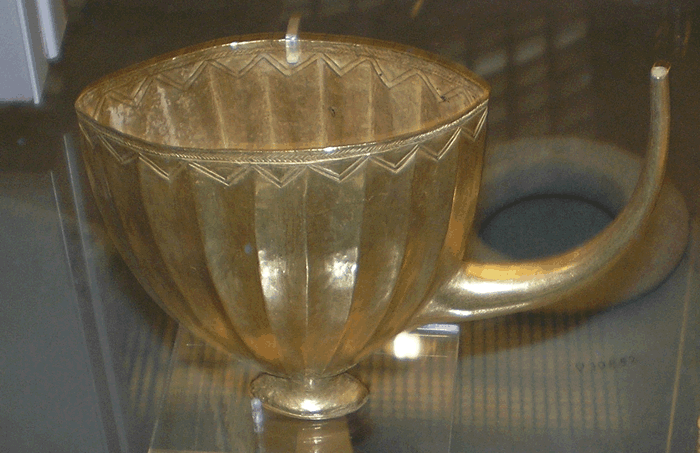
Taza de oro de Puabi, procedente de la tumba «de la reina» de Ur (2600-2400 a. C.)
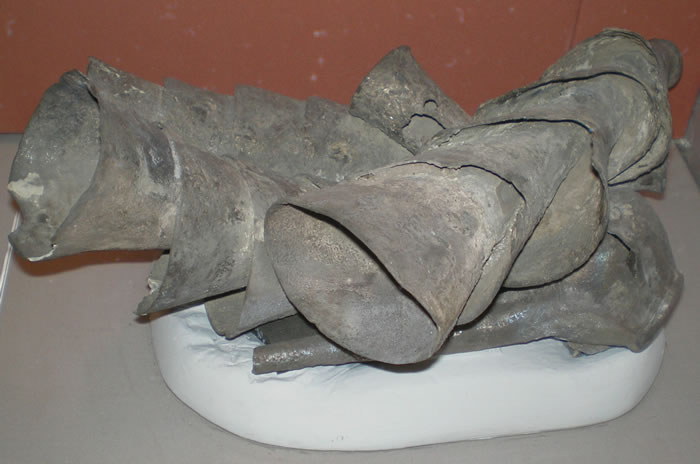
Vasos de plata de Puabi, de la misma procedencia
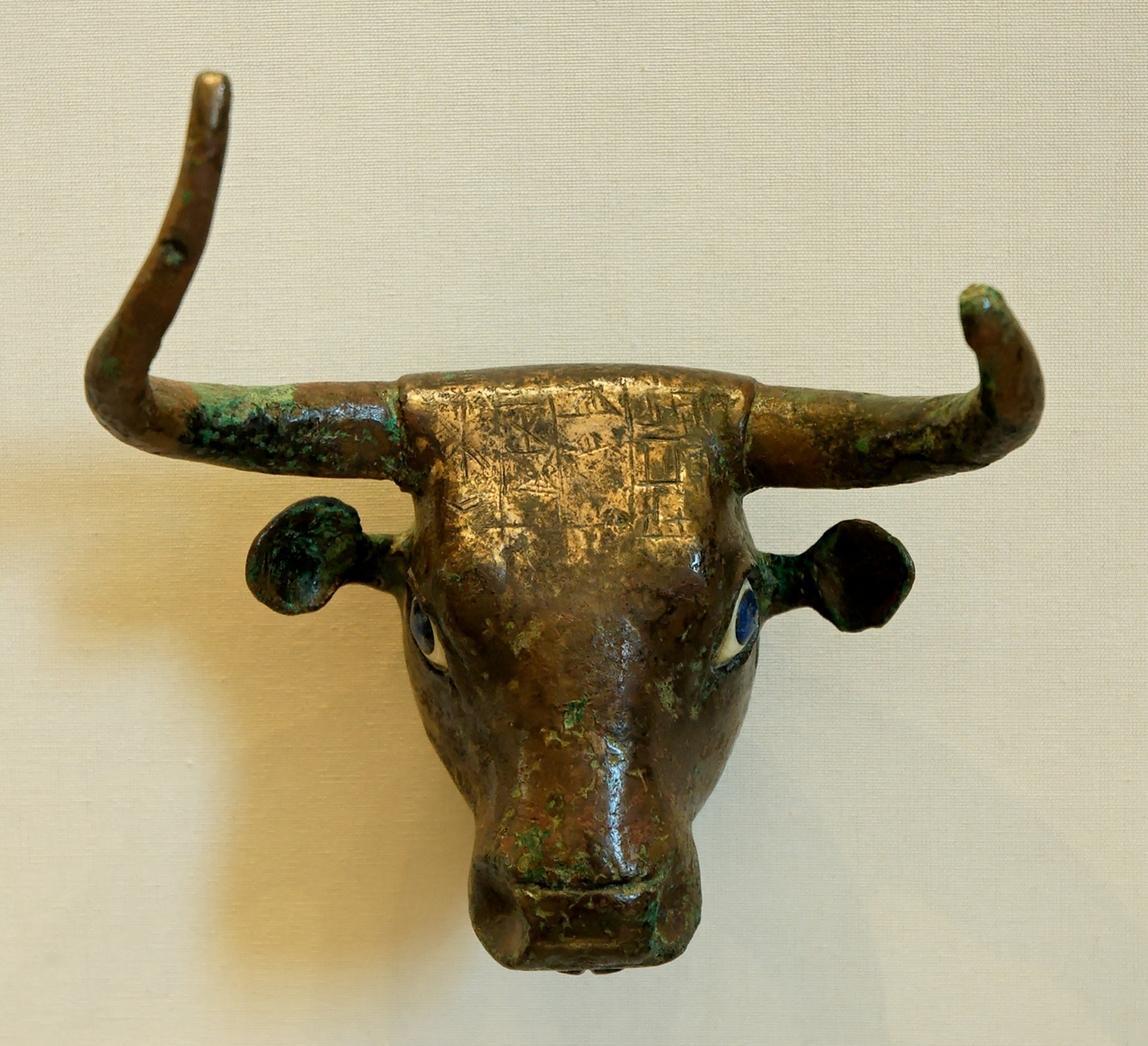
Cabeza de toro en cobre, madreperla y lapislázuli procedente de Ngirsu (III milenio a. C.).
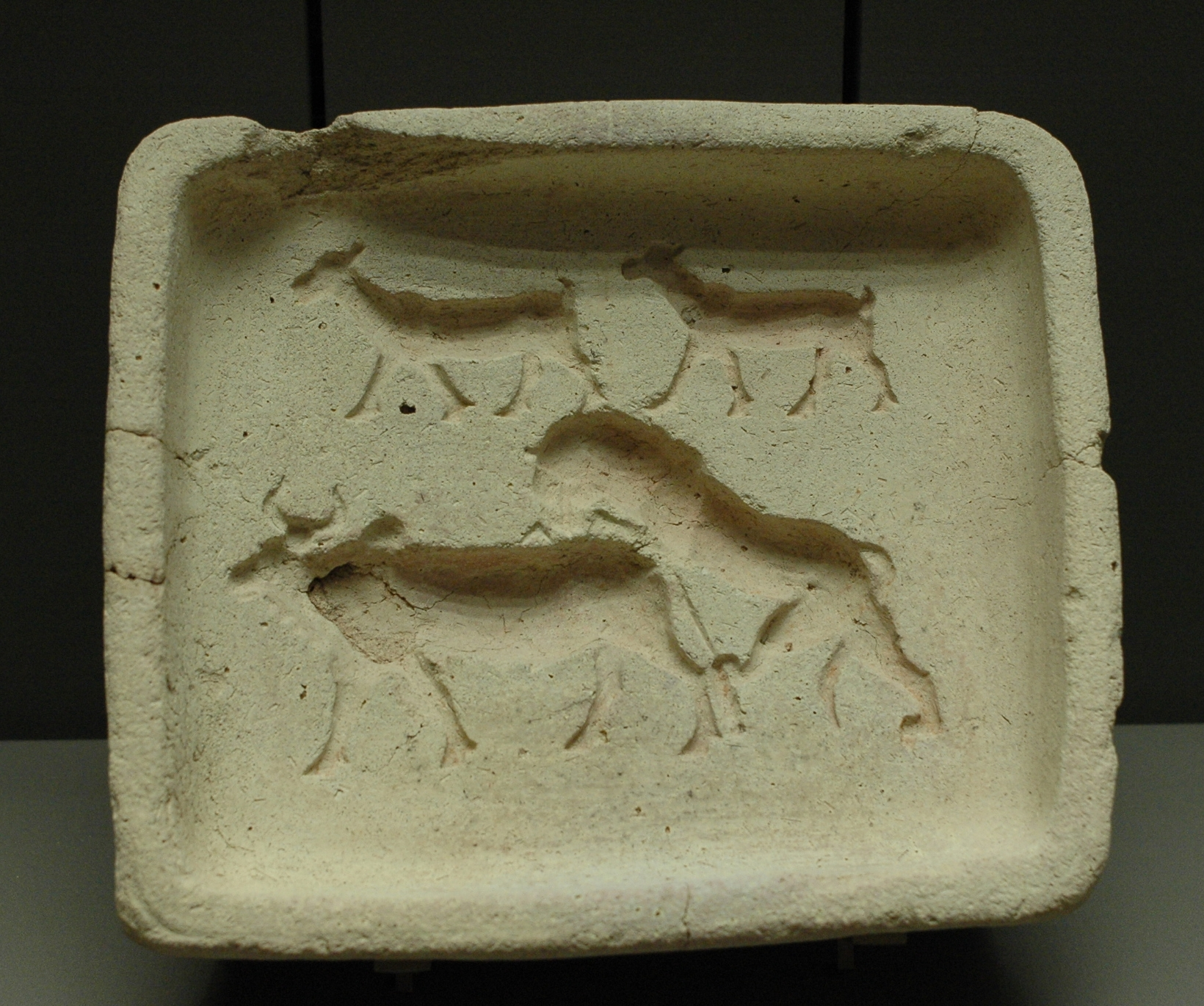
Molde de terracota procedente de Mari (comienzos del II milenio a. C.)
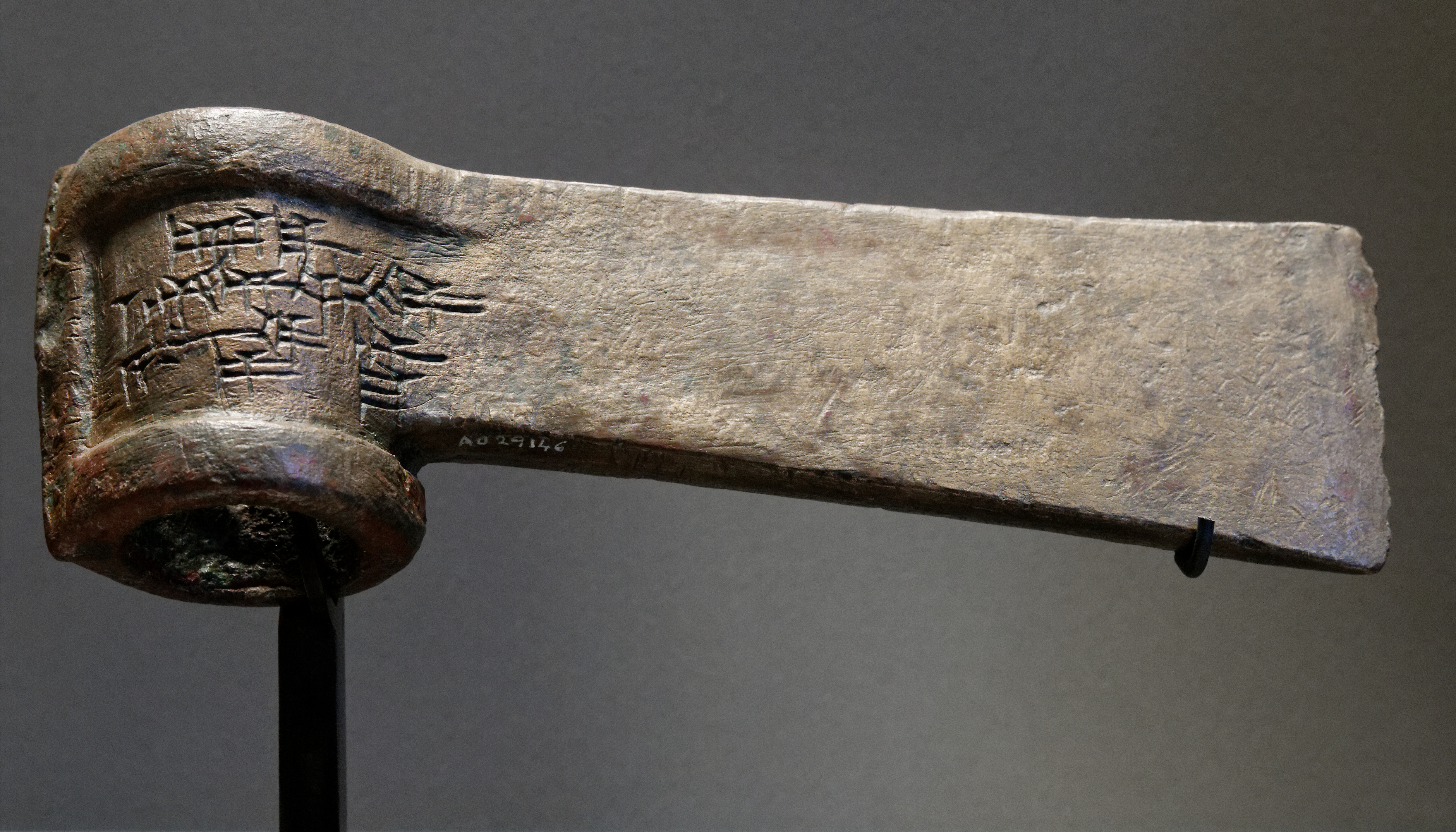
Hoja de hacha en bronce con una inscripción de Adad-nirari I. Periodo casita (1307-1275 a. C.)
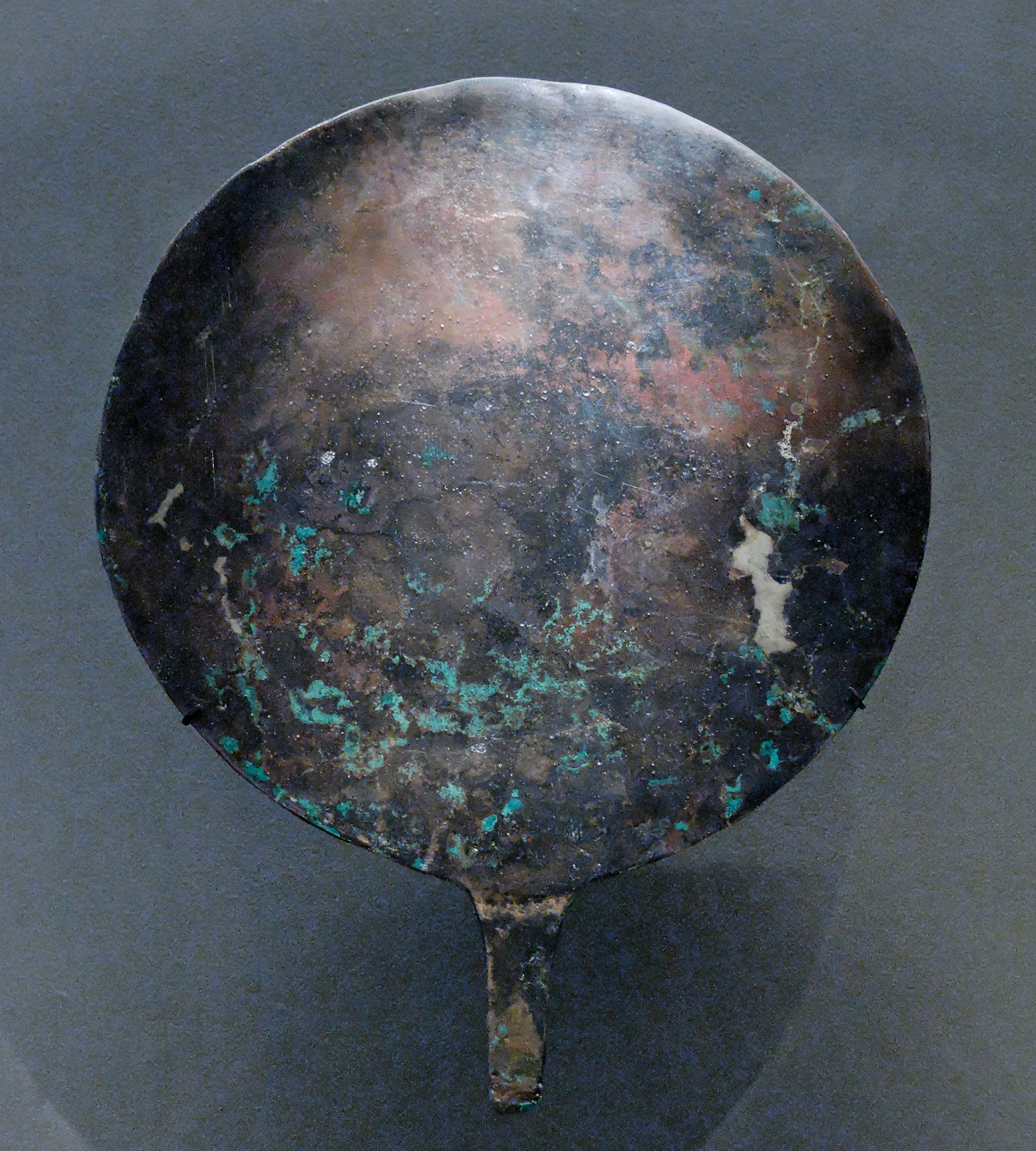
Espejo de bronce procedente de Mari (siglo XIII o XII a. C.)
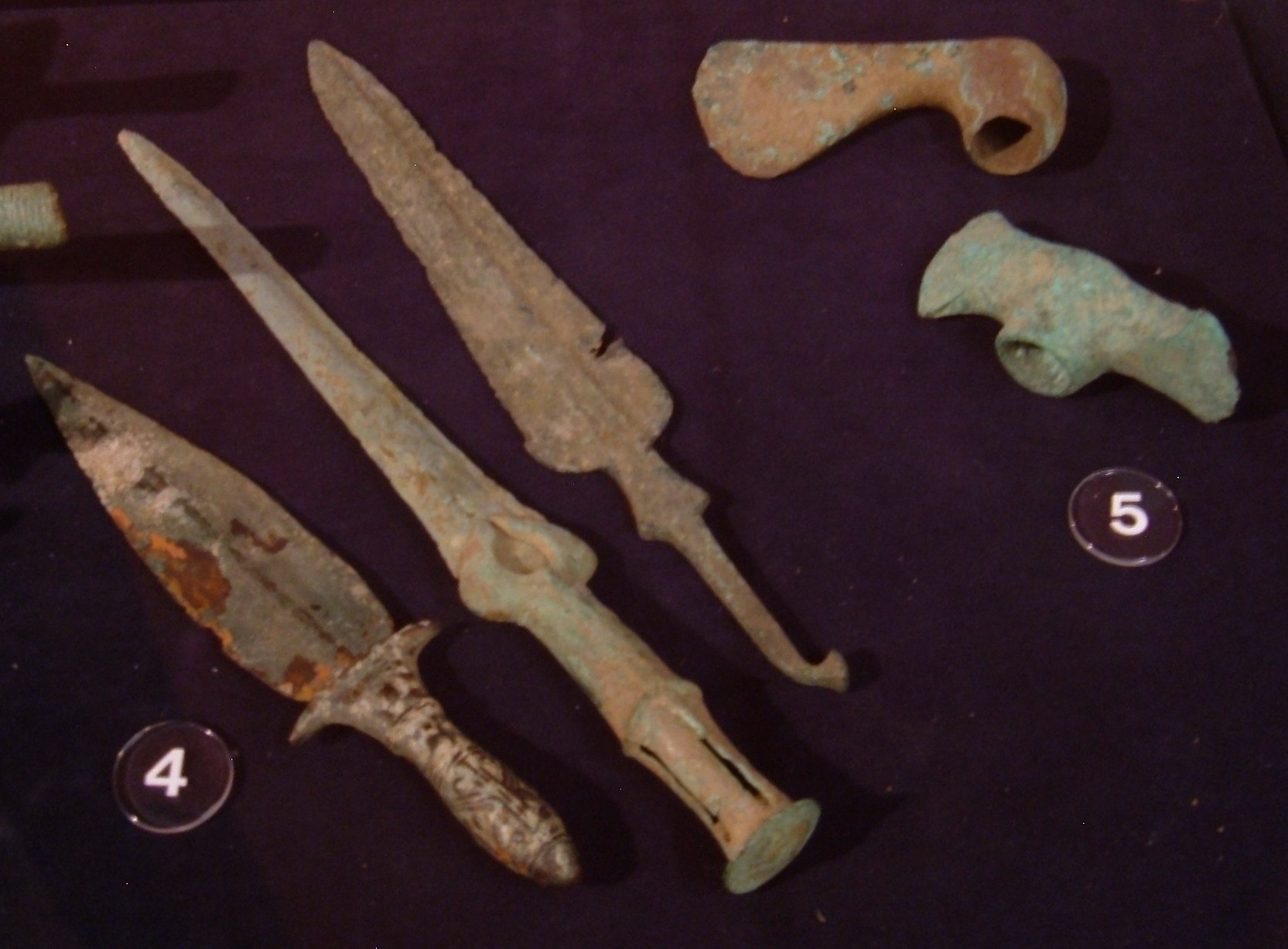
Armas de bronce de estilo sumerio procedentes del actual Irán (c. 1000-900 a. C.)
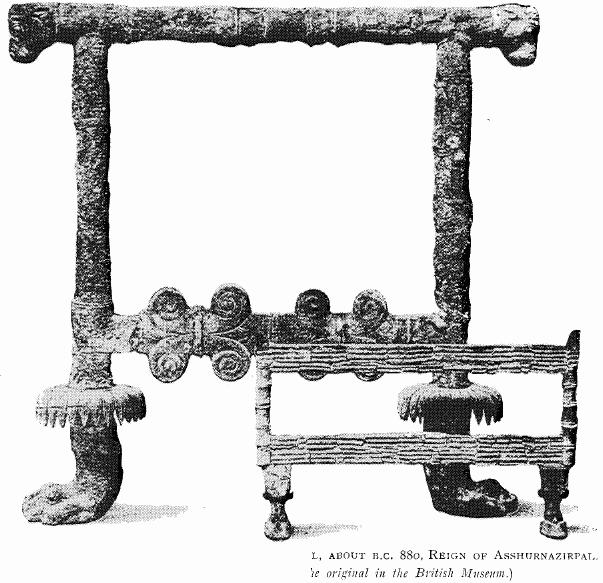
Piezas de bronce que formaban parte de un trono asirio
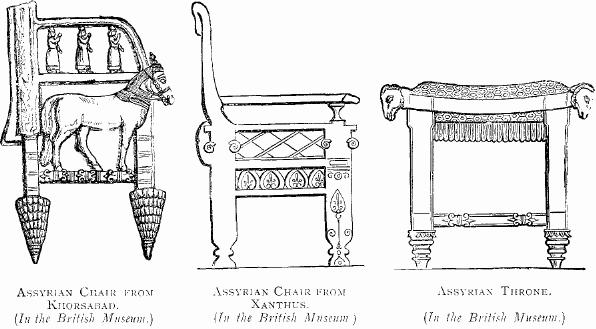
Reconstrucción arqueológica de tronos asirios procedentes de Khorsabad y  Janto
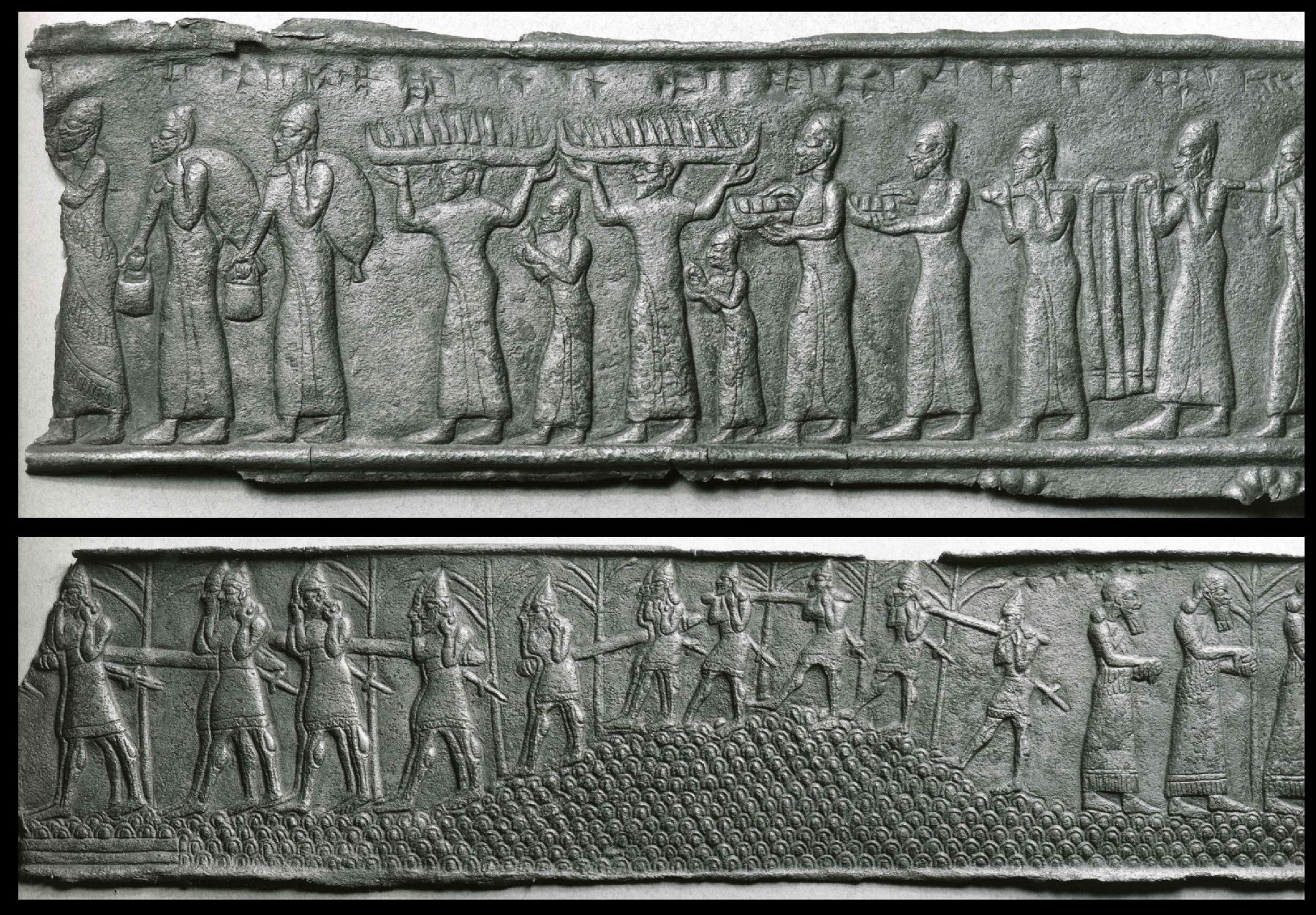
Placas de bronce de la puerta del templo asirio de Balawat, Nimrud (859-824 a. C.)
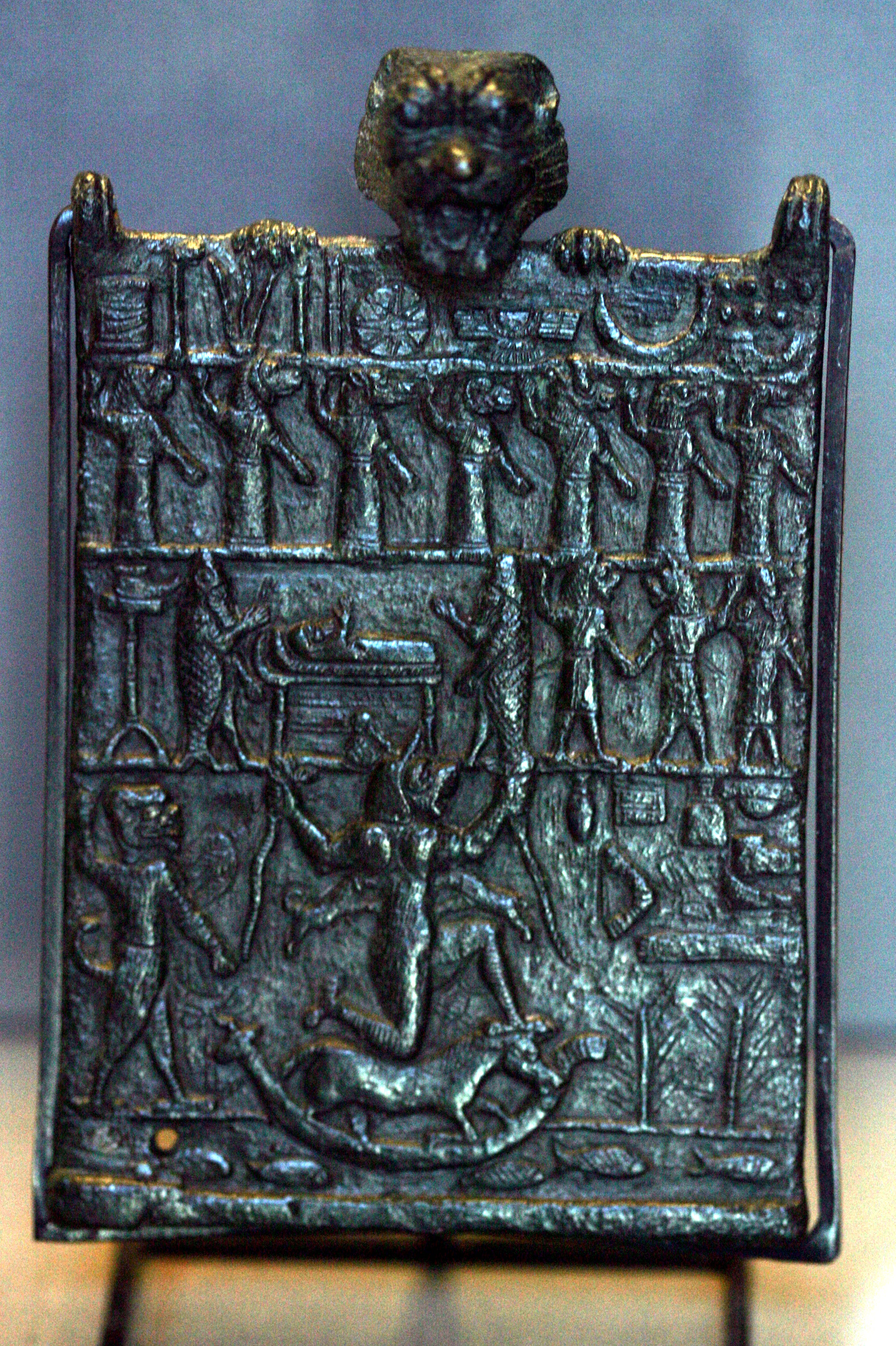
Placa de bronce con relieves apotropaicos contra Lamashtu, periodo neoasirio (934-609 a. C.)
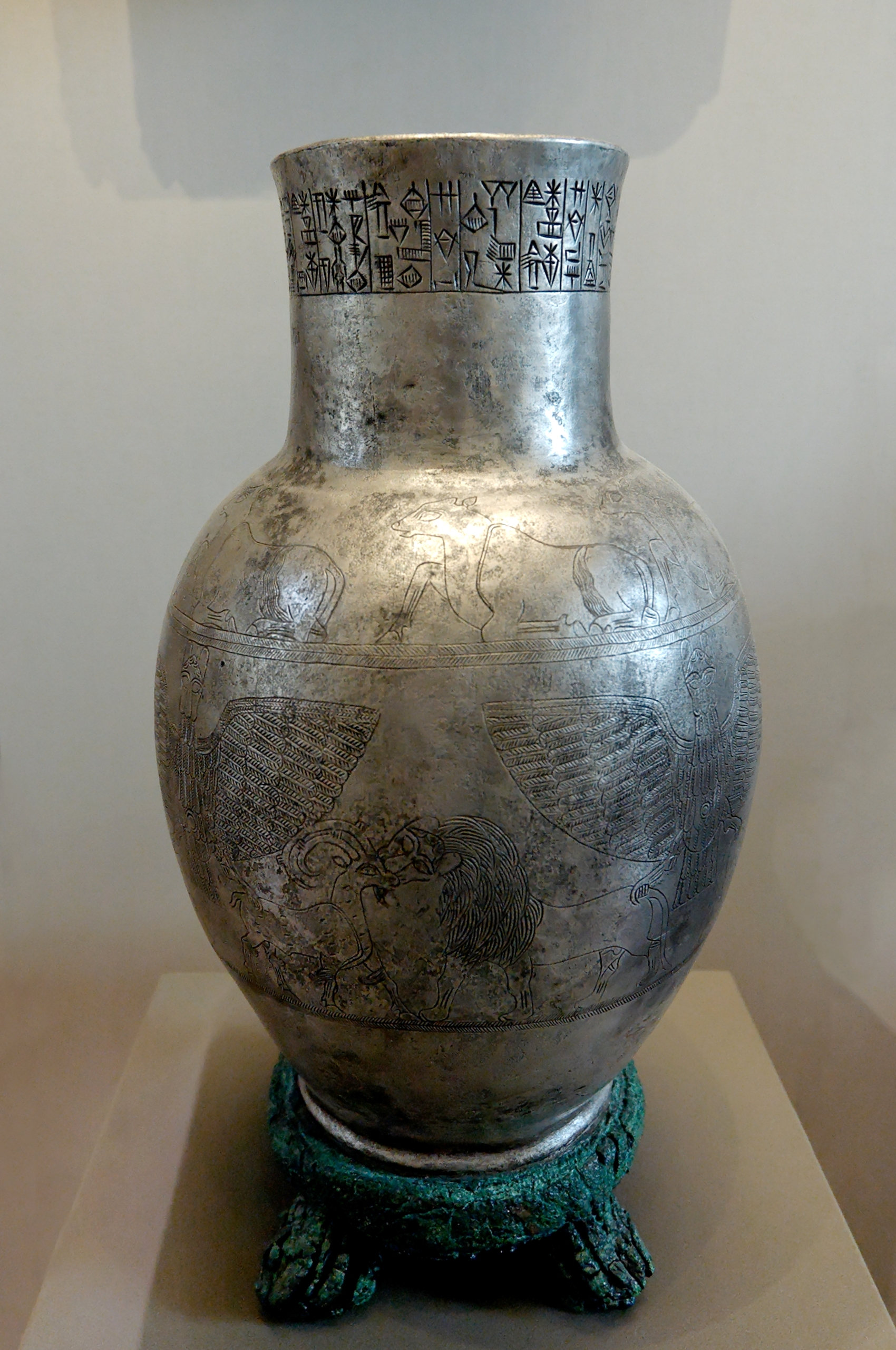
Vaso votivo, de plata y cobre, ofrendado por Entemena, rey de Lagash, al dios Ningirsu. Procedente de Ngirsu (c. 2400 a. C.)
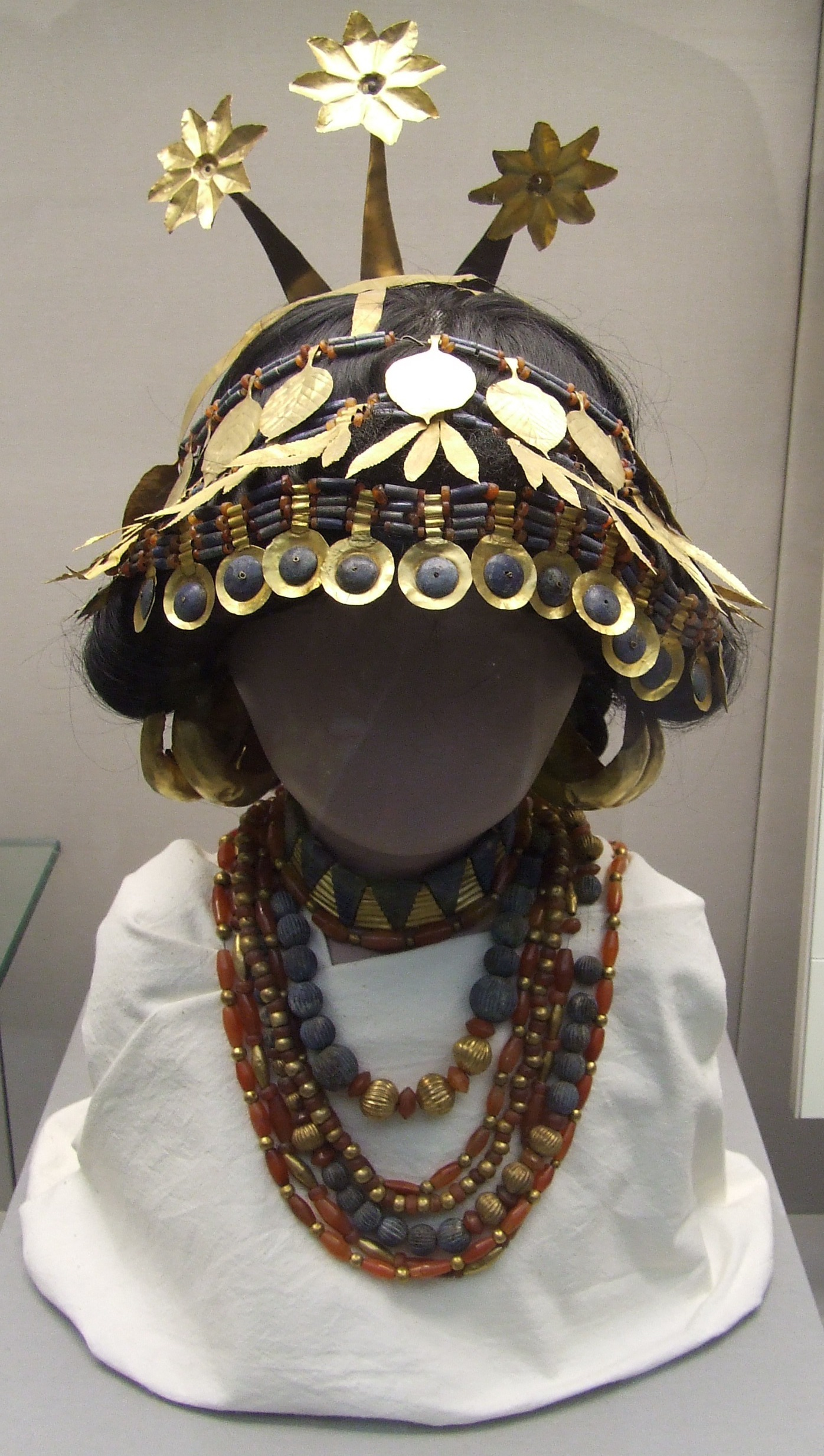
Joyas sumerias en el Museo Británico
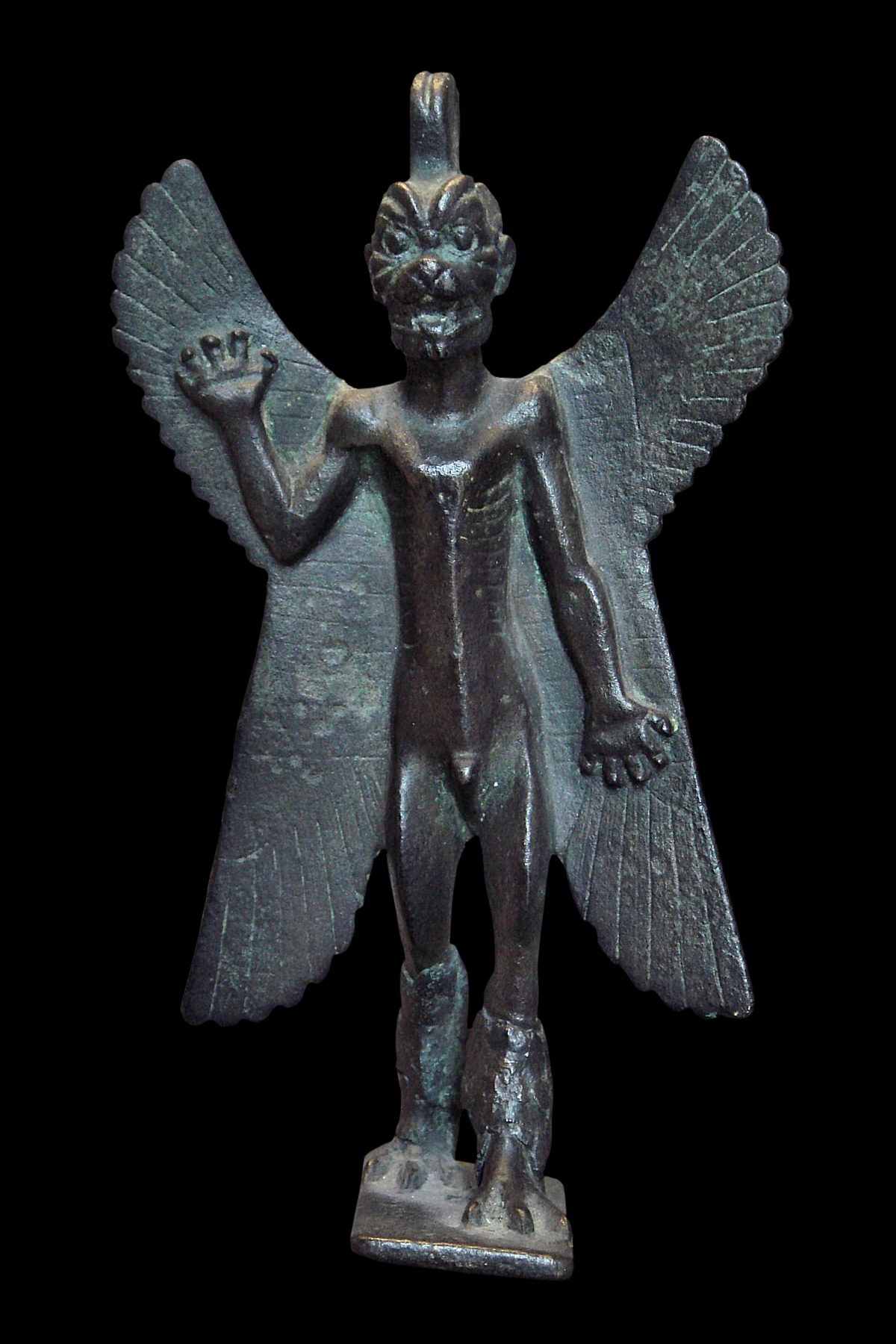
Pazuzu, demonio, periodo neoasirio (siglo VIII o VII a. C.)
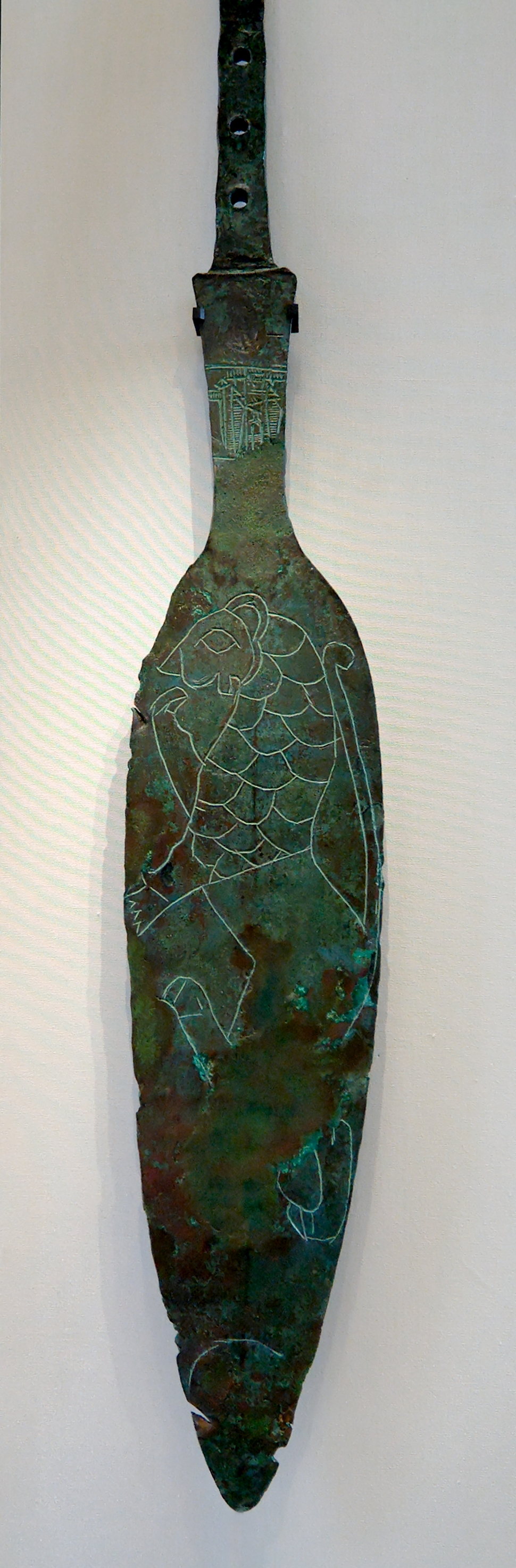
Lanza sumeria de Lugal.
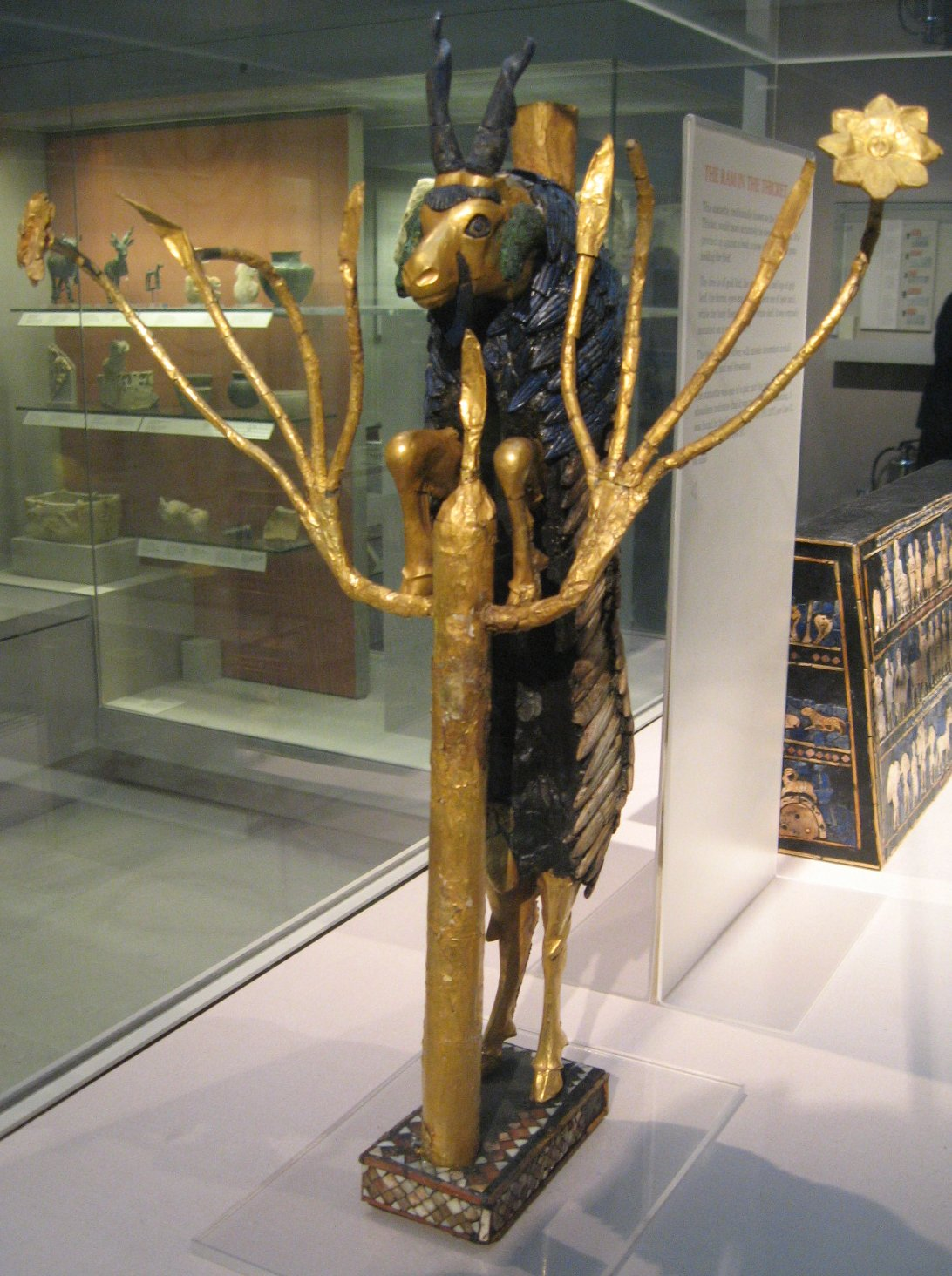
Cabra ramoneando un matorral, figura de oro, cobre, concha y lapislázuli, procedente de las tumbas reales de Ur (2600-2400 a. C.)
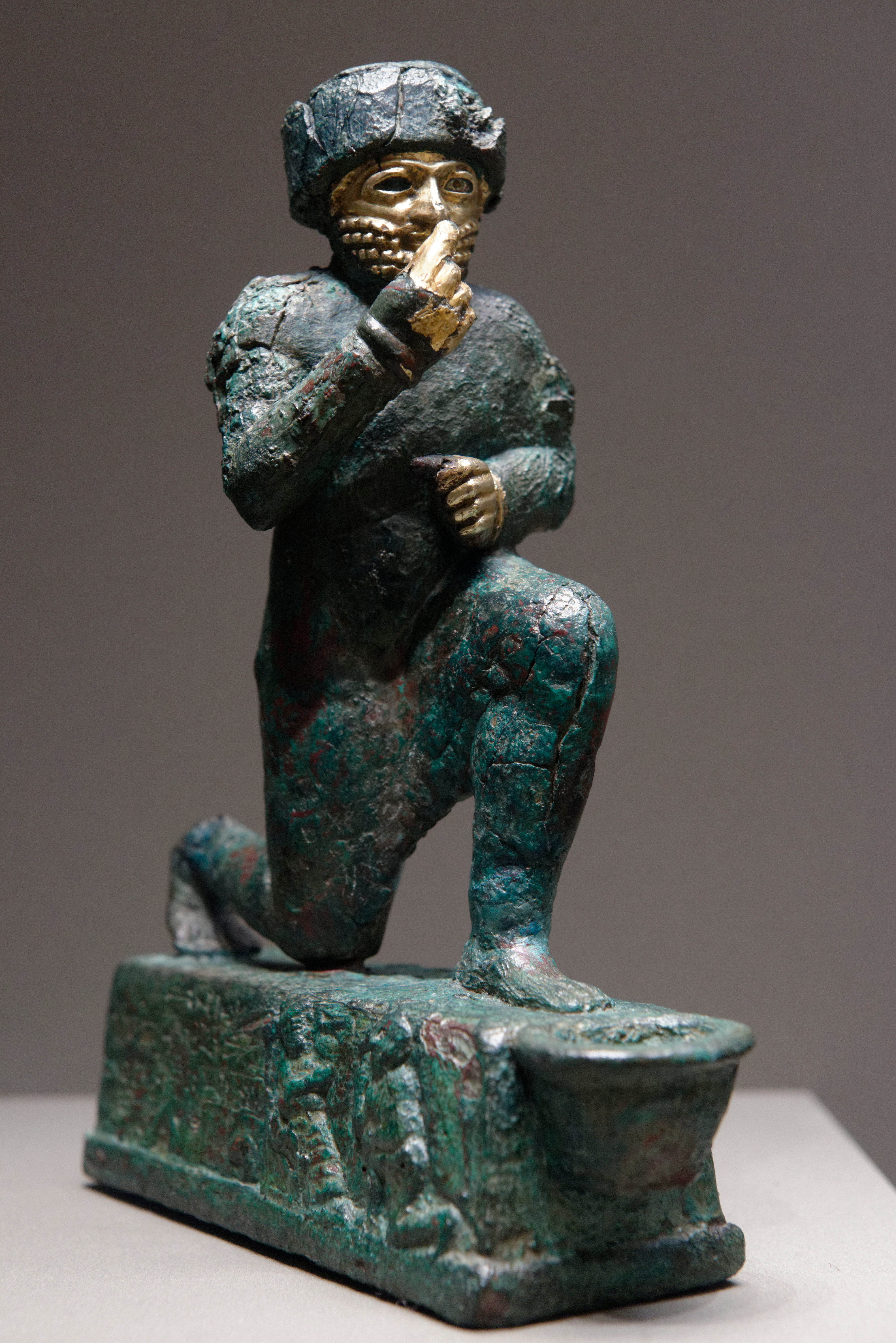
El adorante de Larsa, estatuilla votiva de bronce y oro ofrecida al dios Amurru durante el reinado de Hammurabi (siglo XVIII a. C.)
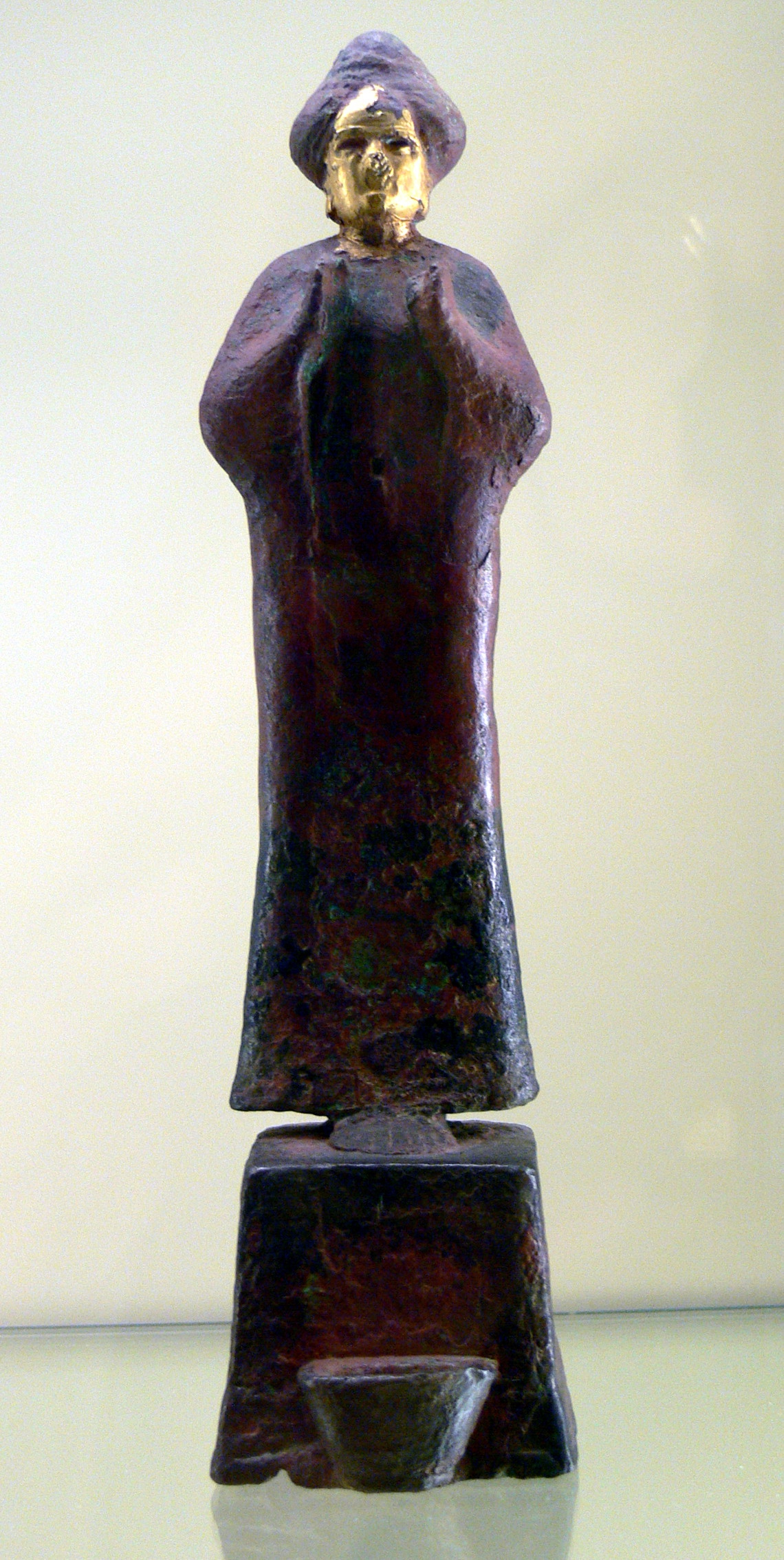
Estatuilla votiva de mujer orante, en oro y bronce (II milenio a. C.)
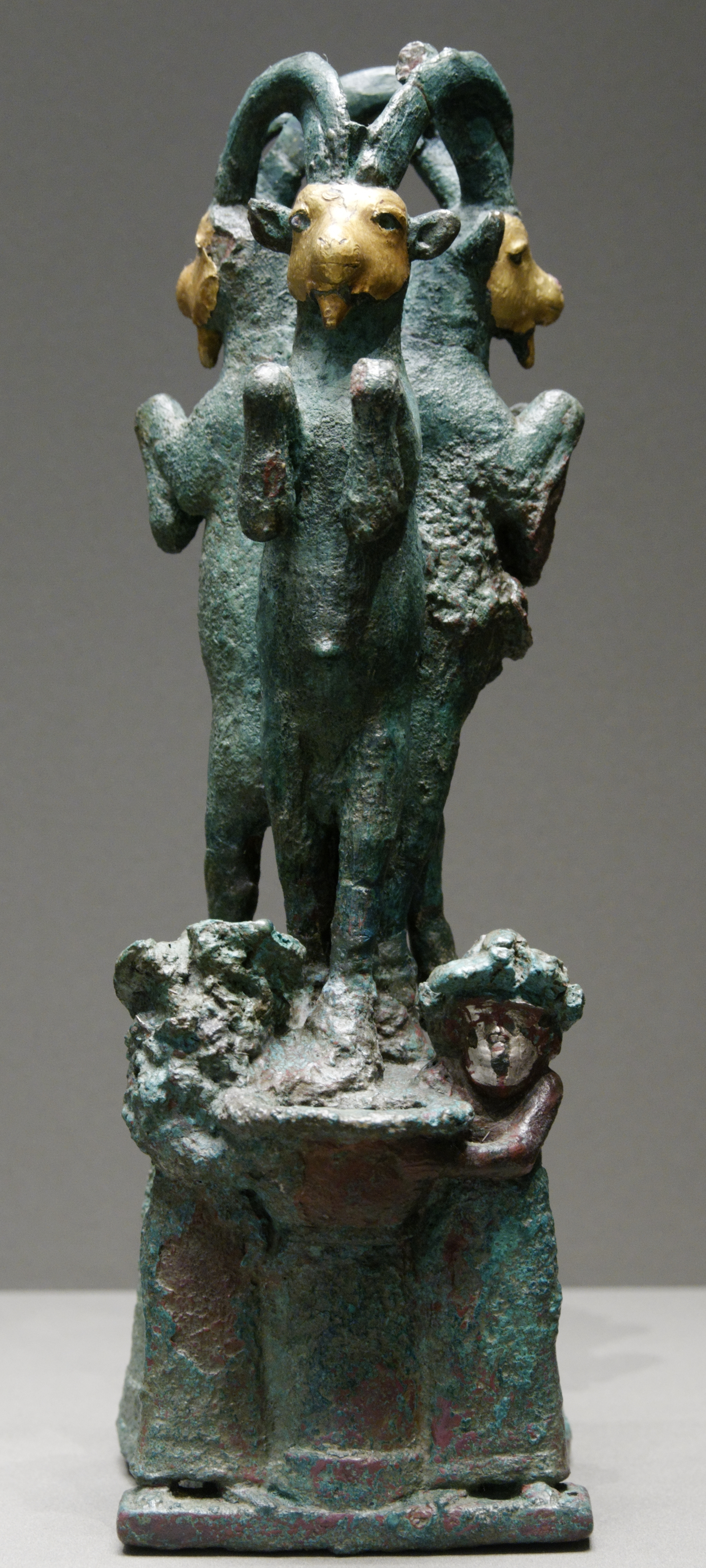
Soporte de copa en oro, plata y bronce proveniente de Larsa (II milenio a. C.)

## Arquitectura

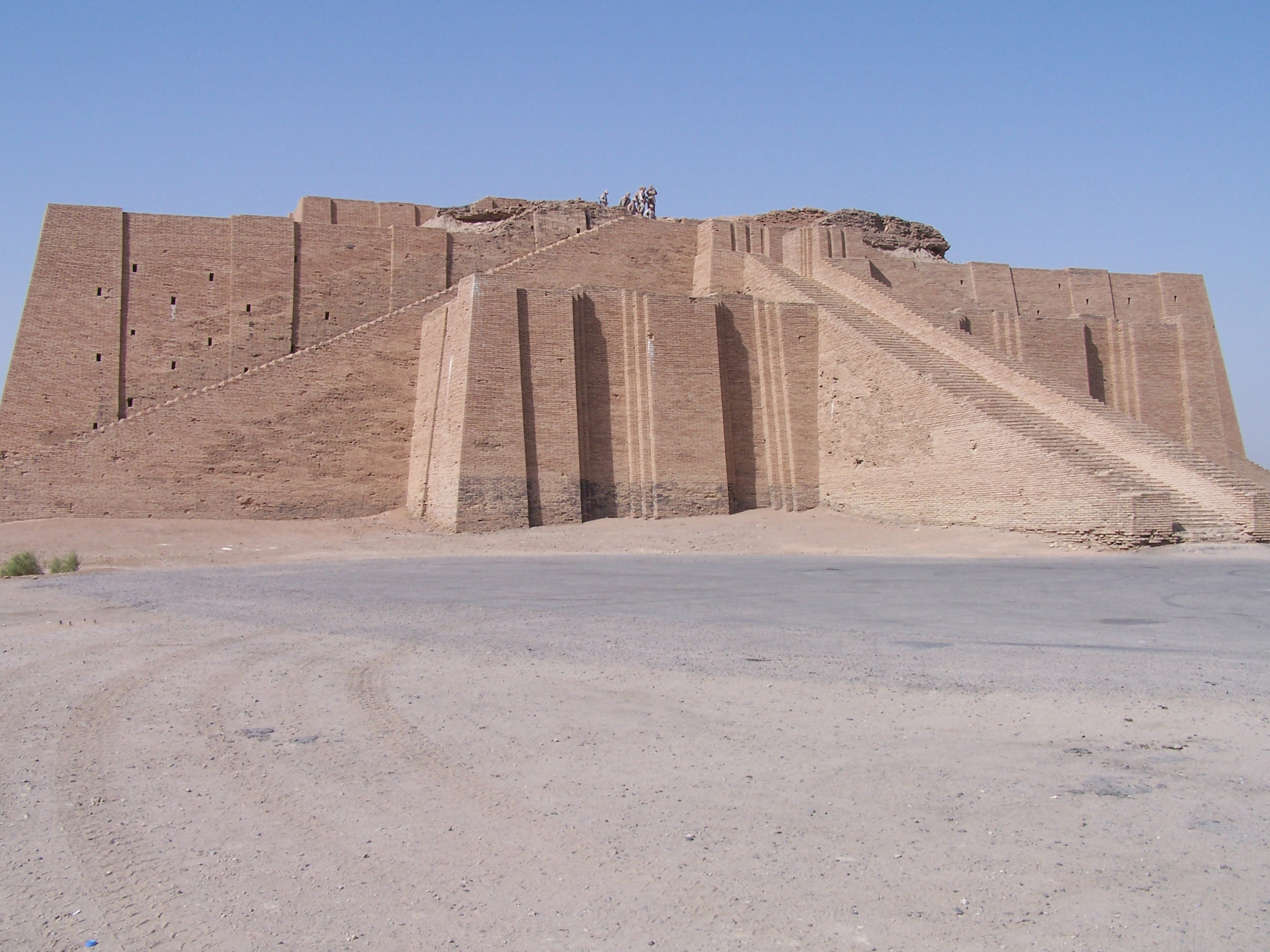
Reconstrucción del zigurat de Ur

La determinación geográfica (escasa disponibilidad de piedra y abundancia de arcilla) se ha considerado la causa principal de la preferencia mesopotámica por el adobe y el ladrillo como base material de su arquitectura. Aunque gran parte de la arquitectura es adintelada (con el uso de vigas de madera), el arco y la bóveda (adecuados para su construcción con dovelas de ladrillo) son más comunes que en la arquitectura egipcia. La principal diferencia con ésta fue la mucha menor importancia de los monumentos funerarios. Son otras dos tipologías básicas para el urbanismo y la arquitectura las que nacieron en Mesopotamia: el templo y el palacio.  Las casas de los dioses, de los reyes o de las personas del pueblo se denominaban con el mismo nombre: É en sumerio, bītu(m) en acadio. La necesidad de segregación y defensa hizo que tanto los edificios singulares como los complejos de edificios de función religiosa y política, y las propias ciudades se rodearan de murallas.
Los templos mesopotámicos tomaron forma de pirámides escalonadas (ziggurat), lo que dio origen al mito de la torre de Babel (identificada con Etemenanki, el ziggurat de la ciudad de Babilonia, templo dedicado a Marduk —aunque tradicionalmente se relacionaba, por proximidad fonética, con Bal o Bel—).

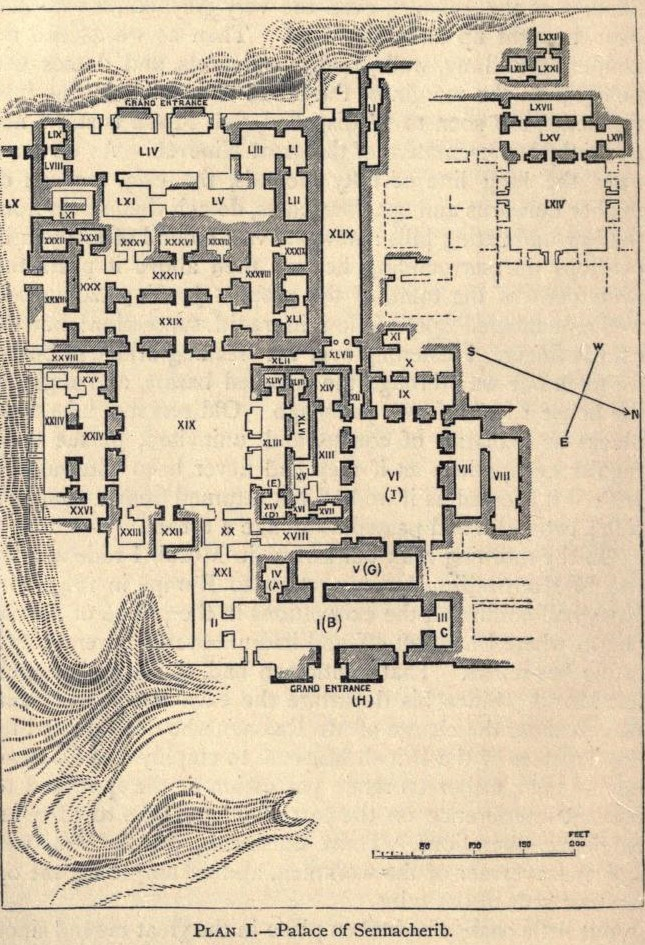
Planta del palacio de Senaquerib en Nínive
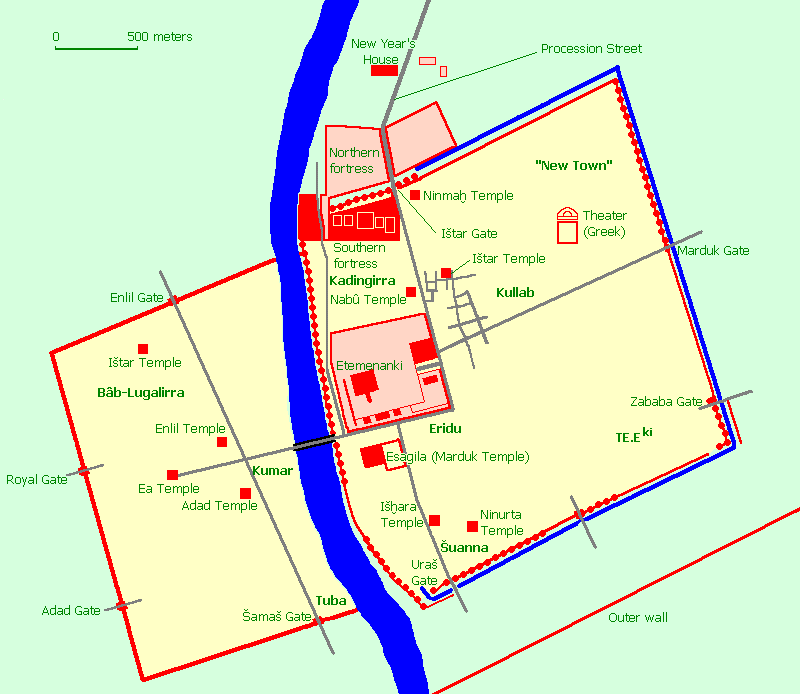
Trazado posible de las murallas y algunas calles, y situación de los edificios más importantes de Babilonia.
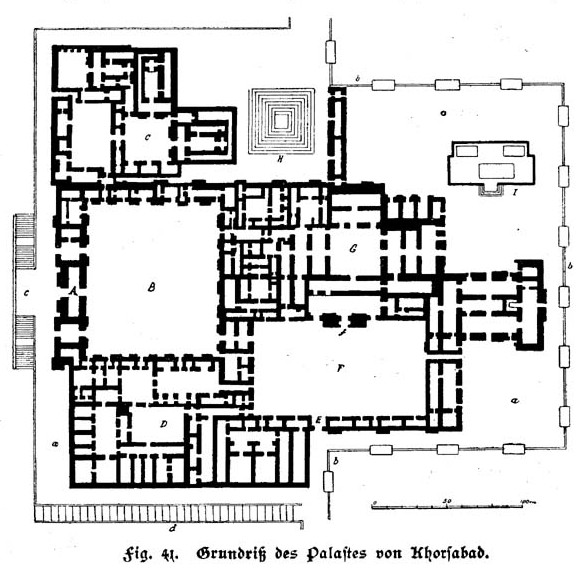
Planta del palacio de Khorsabad o Dur Sharrukin.
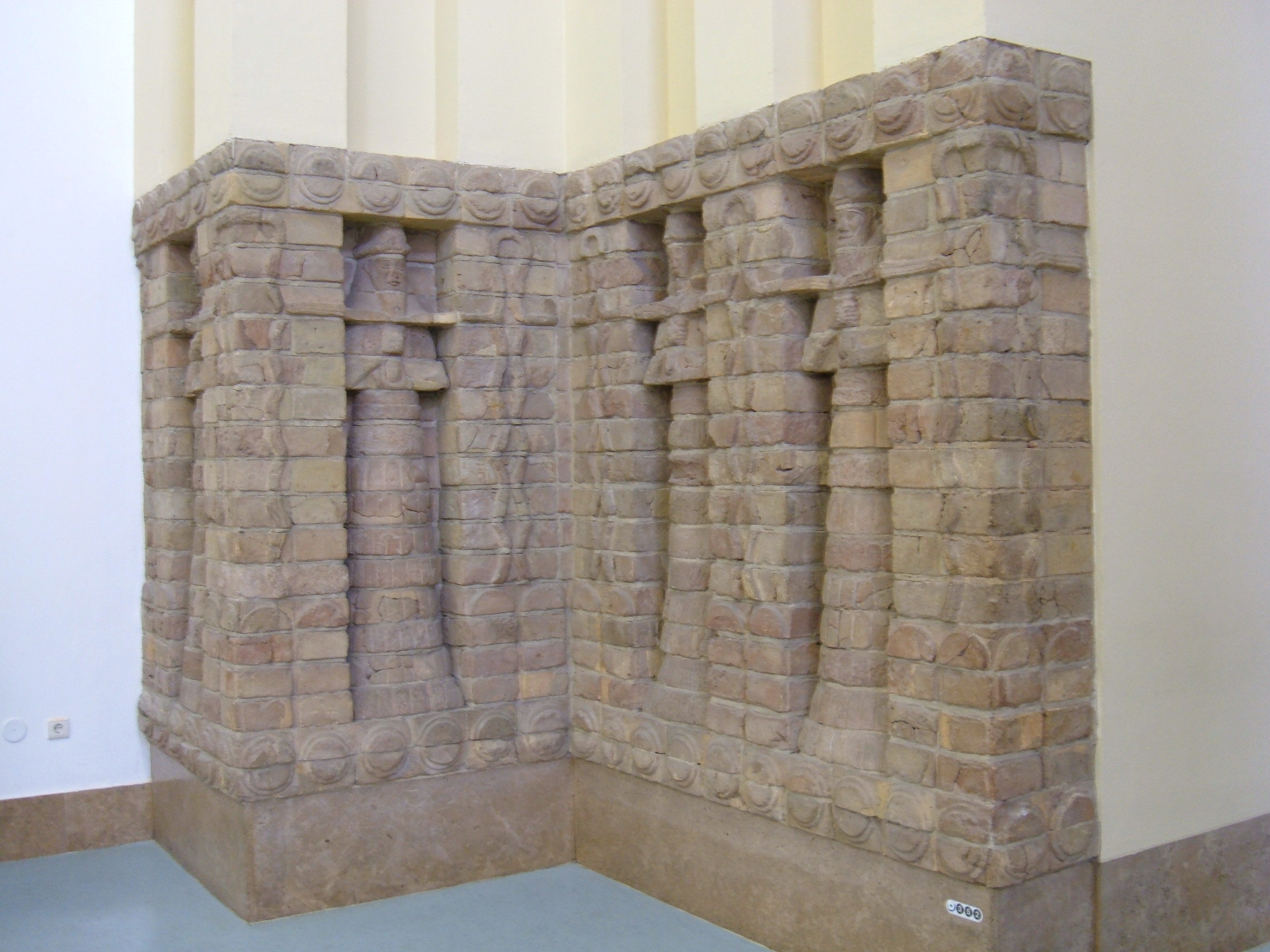
Reconstrucción de parte del templo de Inanna en Uruk (c. 1413 a. C.)
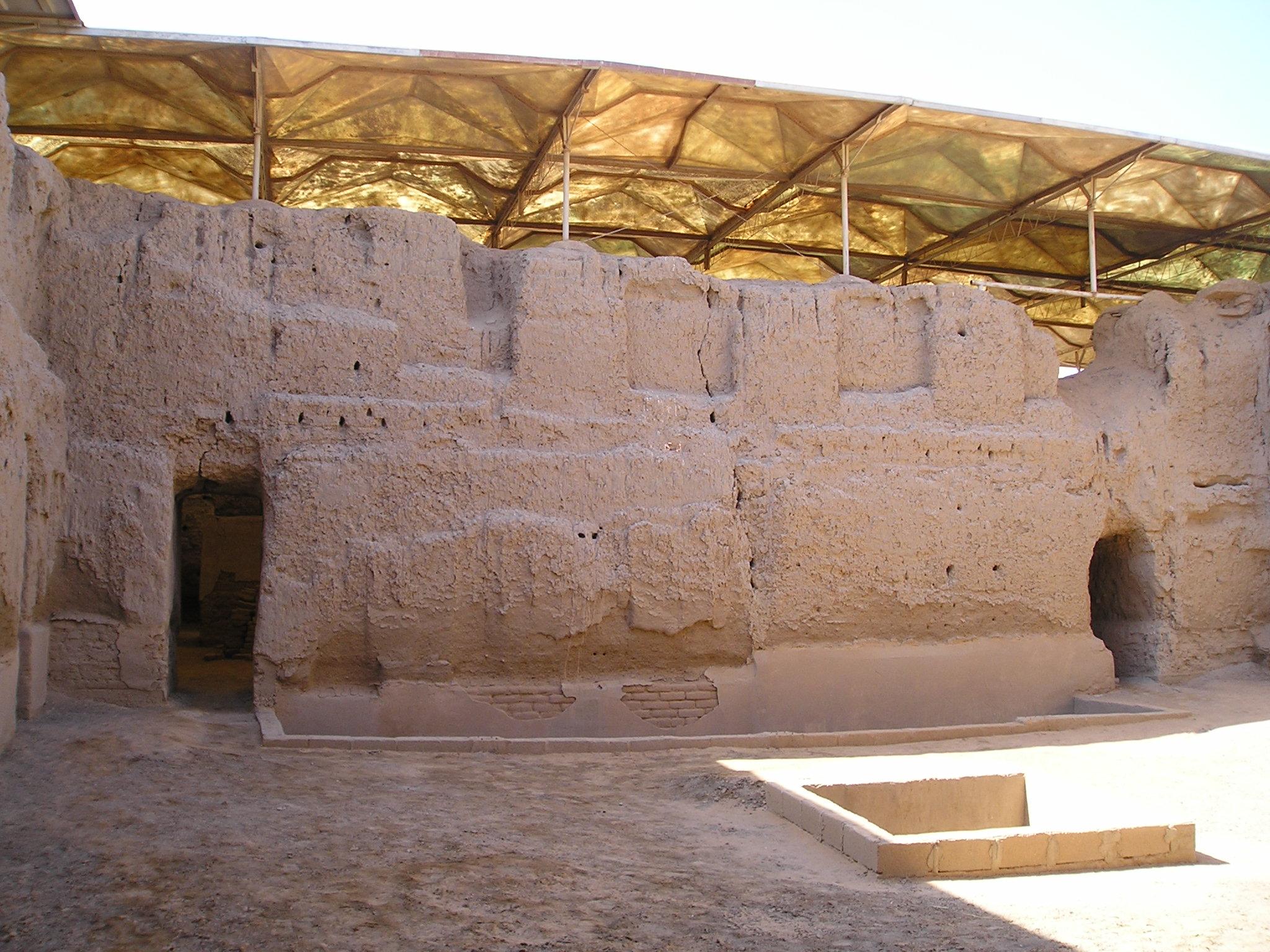
Patio interior del palacio de Zimri-Lim en Mari (siglo XVIII a. C.)
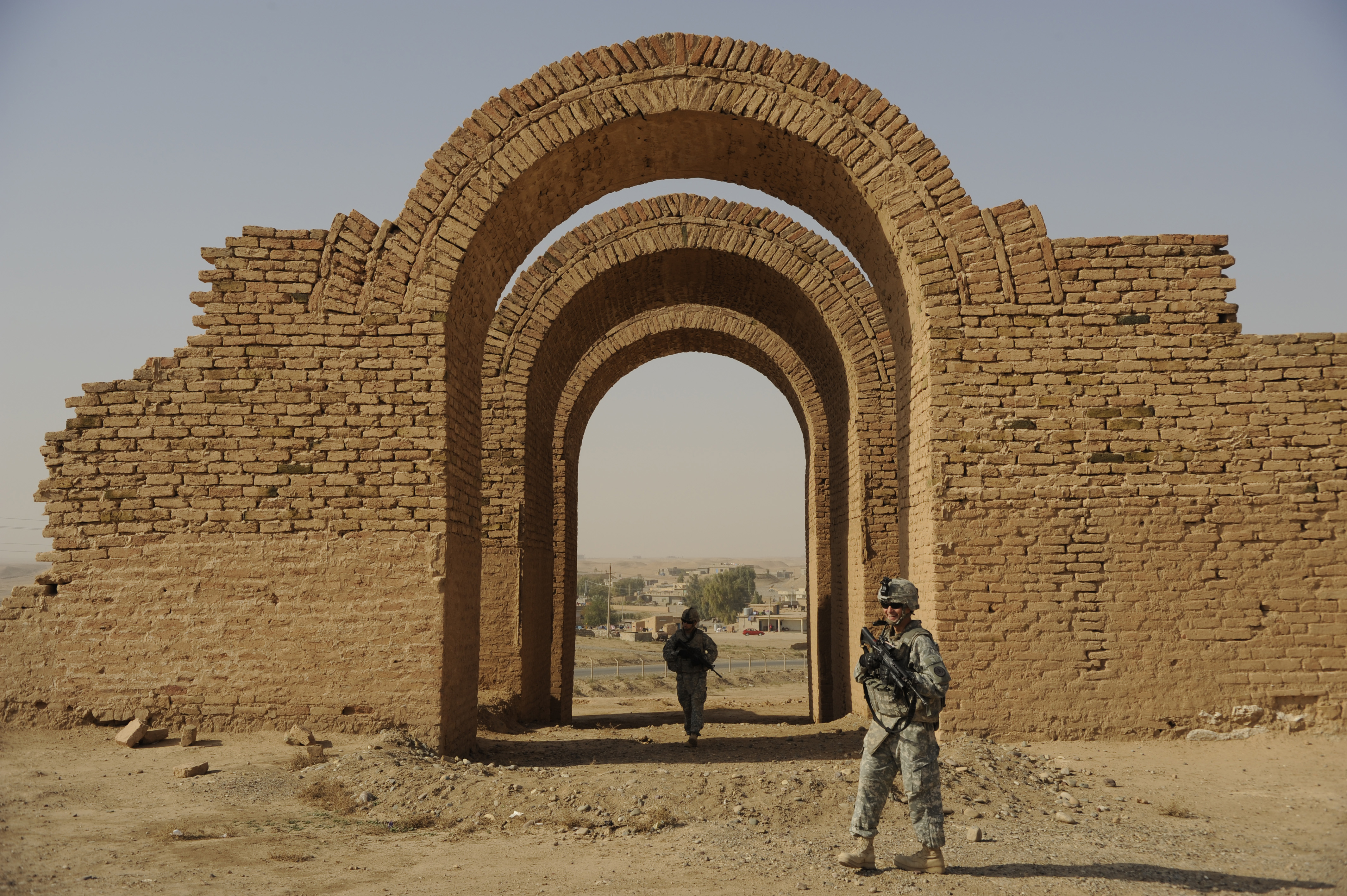
Arcos reconstruidos del palacio de Assur
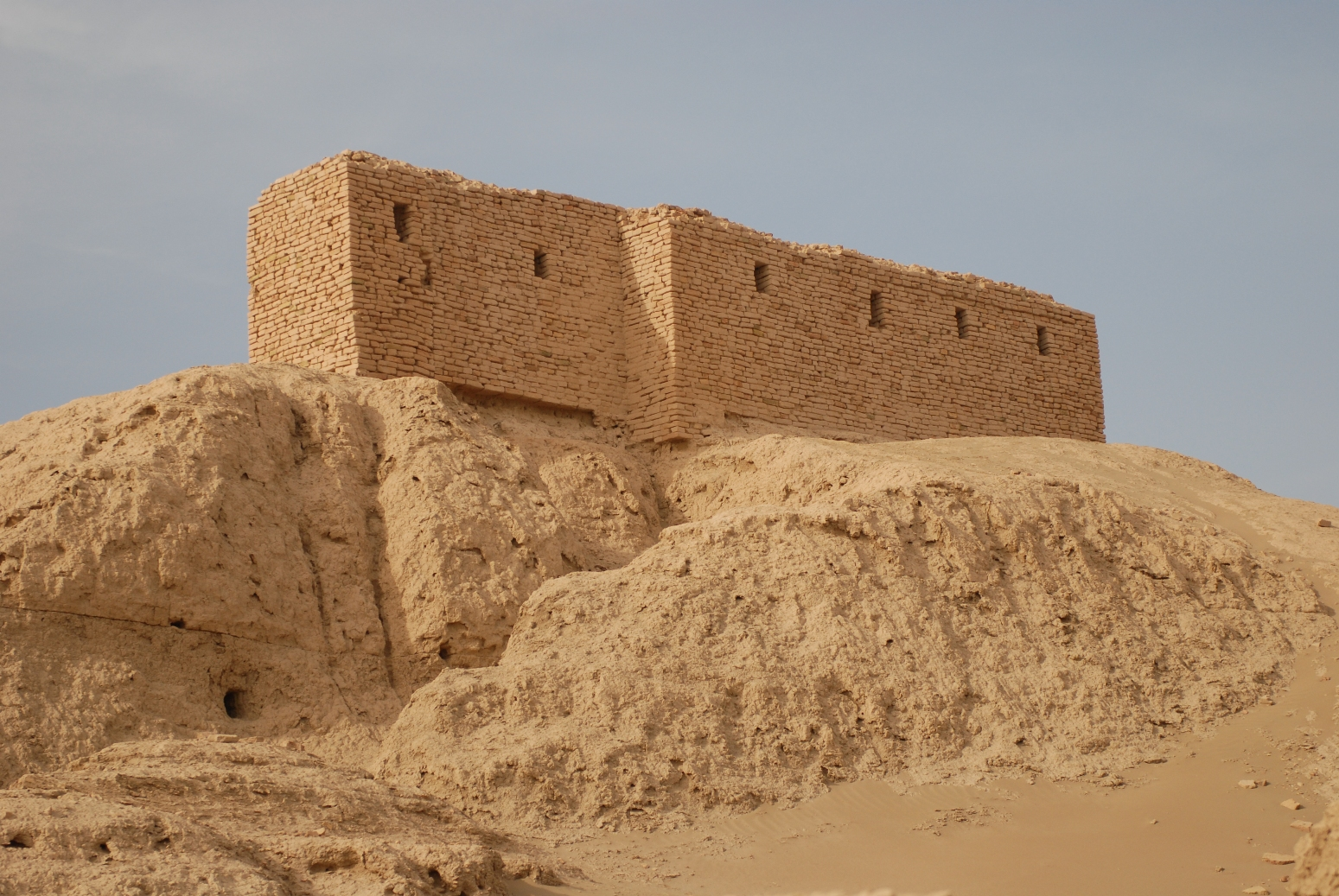
Reconstrucción del ekur ("casa en la montaña") o templo de Nippur.
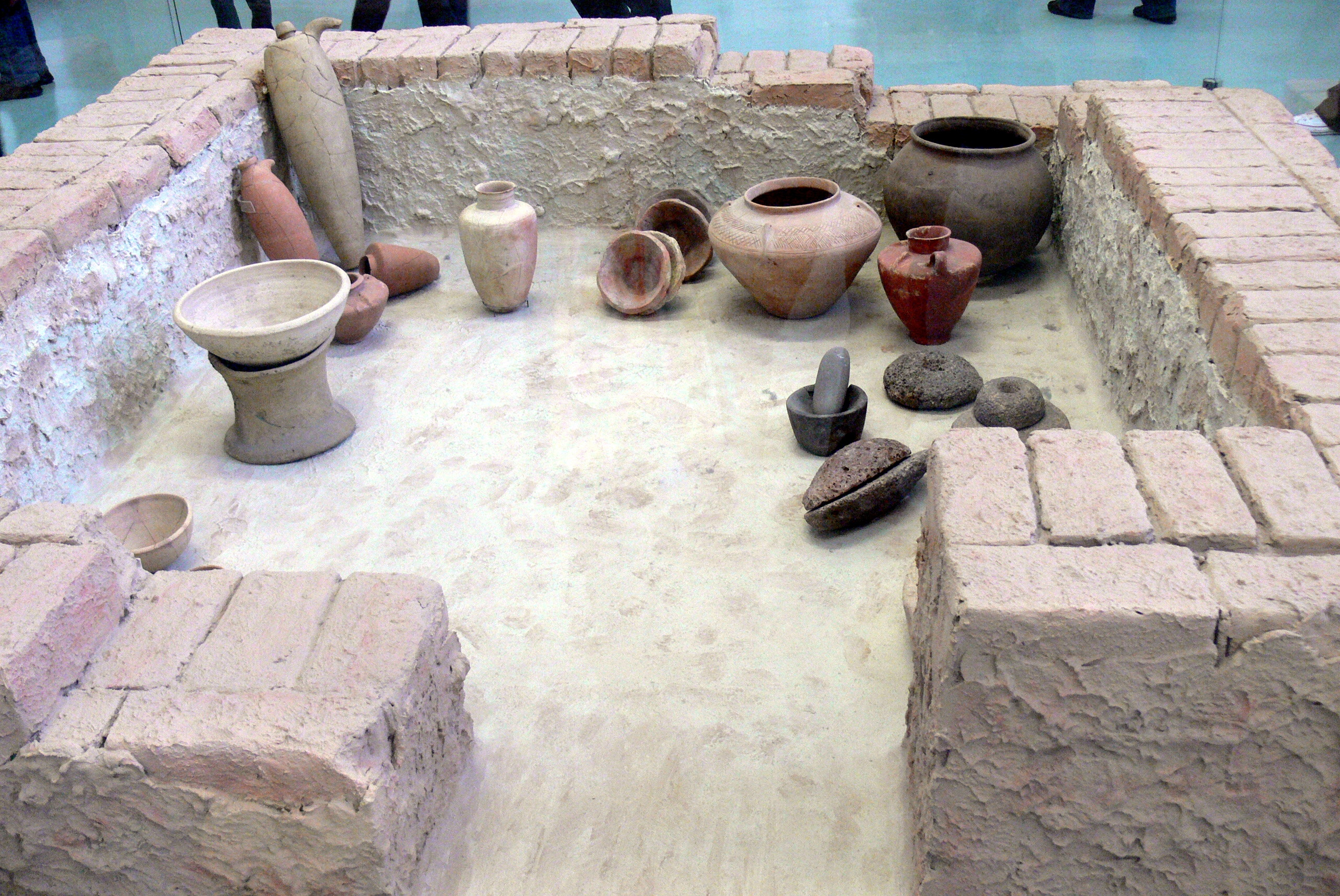
Reconstrucción de una vivienda de Habuba Kabira, periodo de Uruk (IV milenio a. C.)
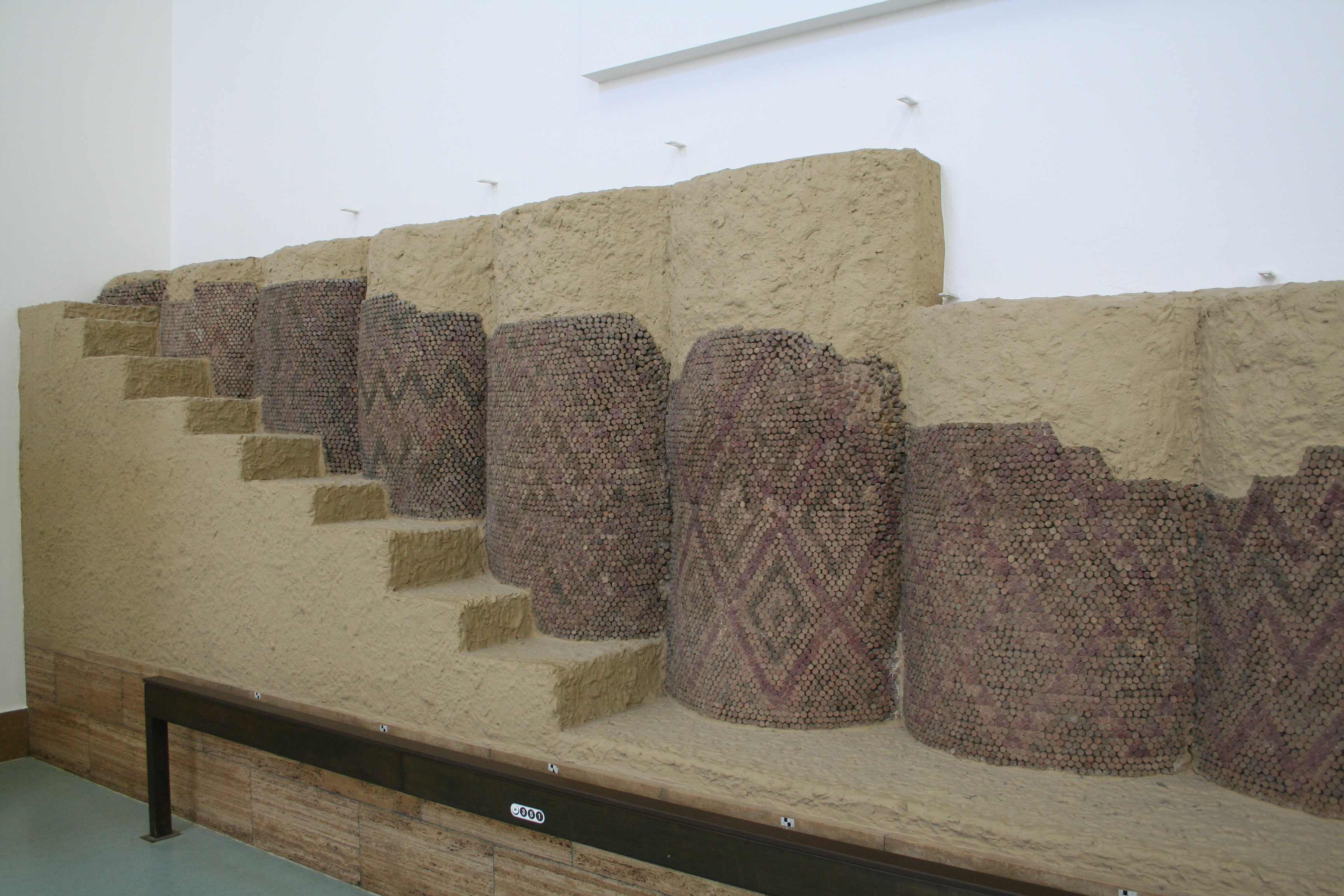
Reconstrucción de una escalera flanqueada por columnas decoradas (Habuba Kabira)
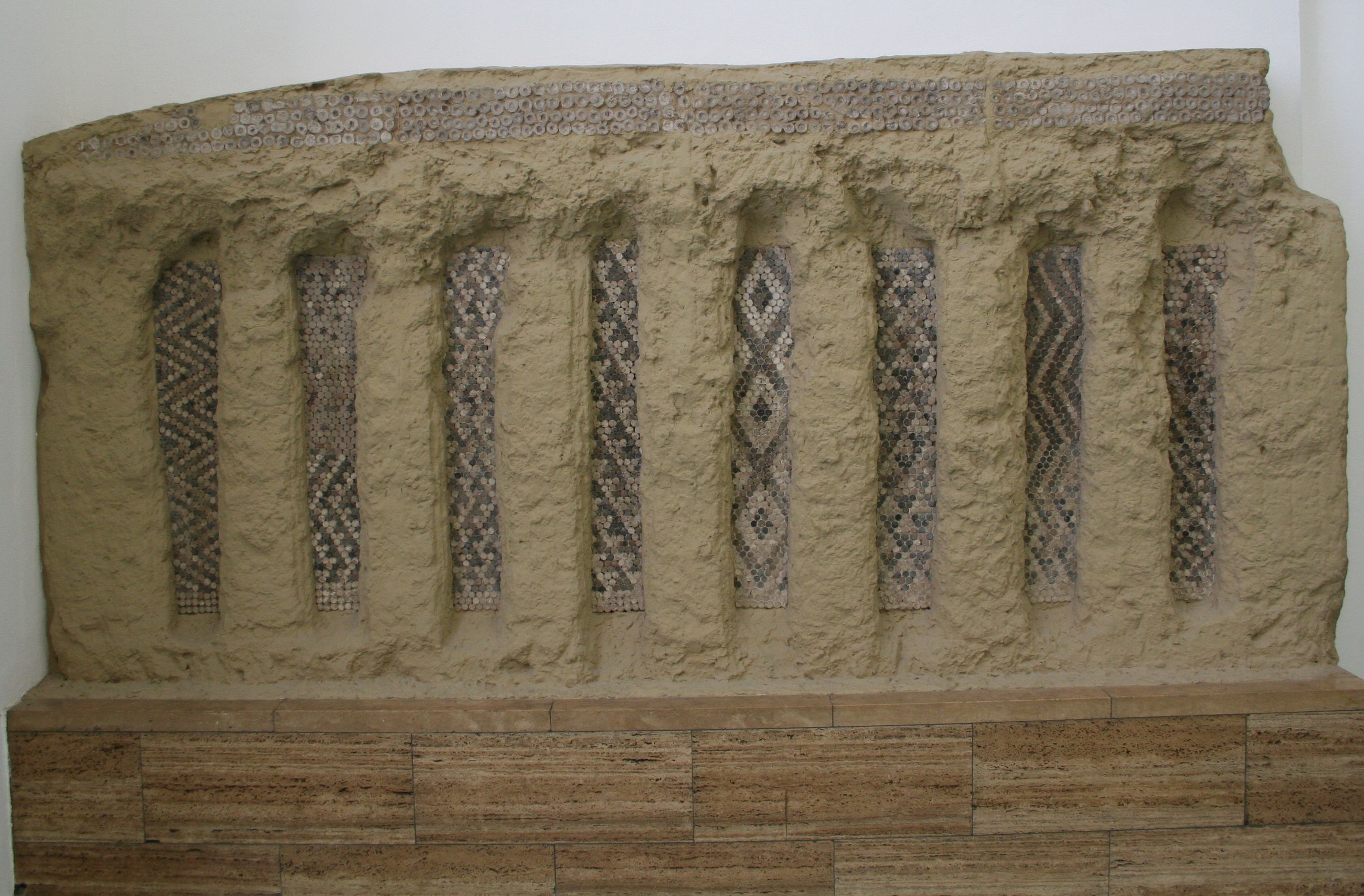
Reconstrucción de columnas decoradas con mosaicos geométricos (son los primeros ejemplos de este tipo de arte)
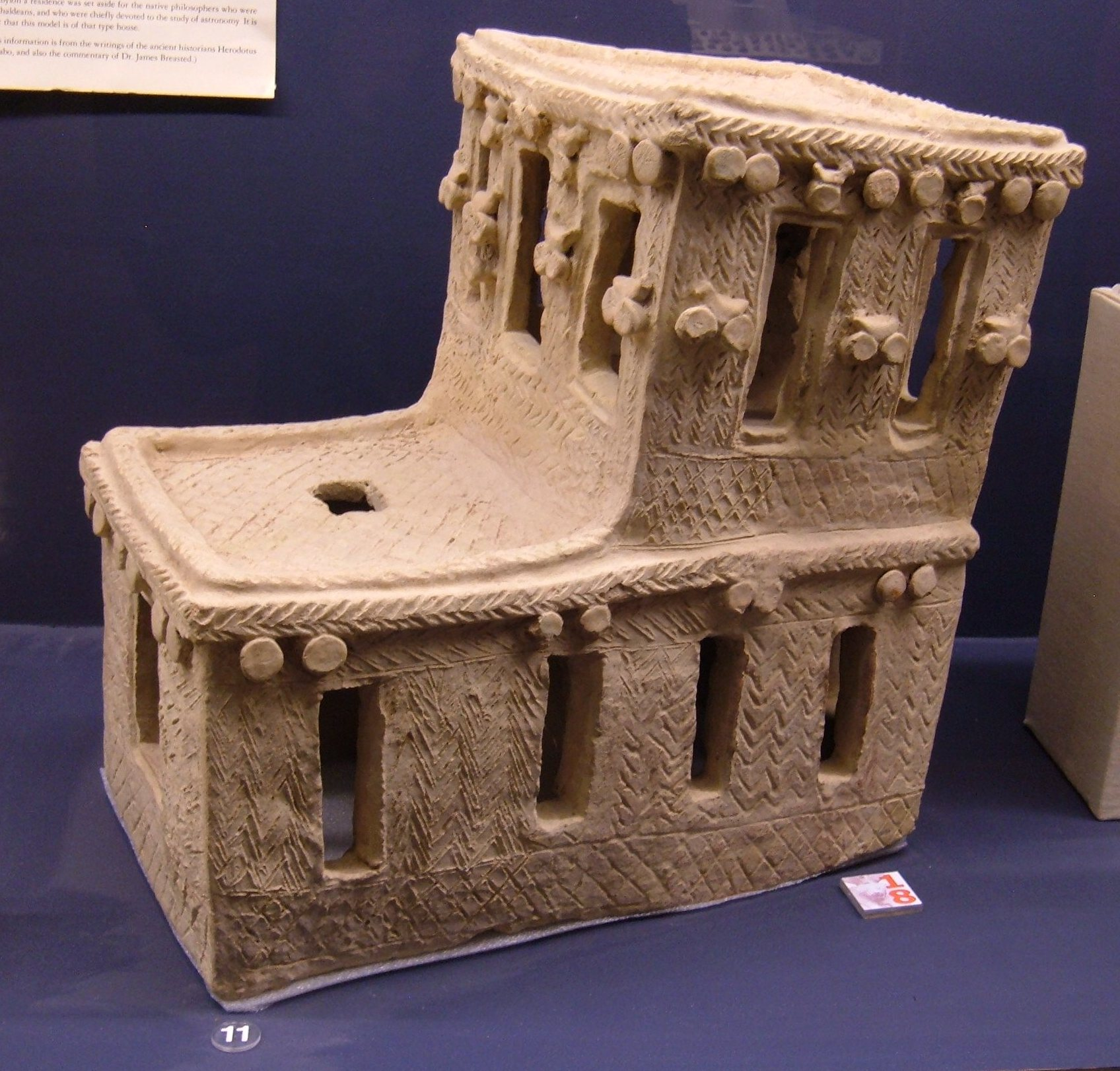
Exvoto de arcilla en forma de casa o «casa de los espíritus» (c. 2600 a. C.)
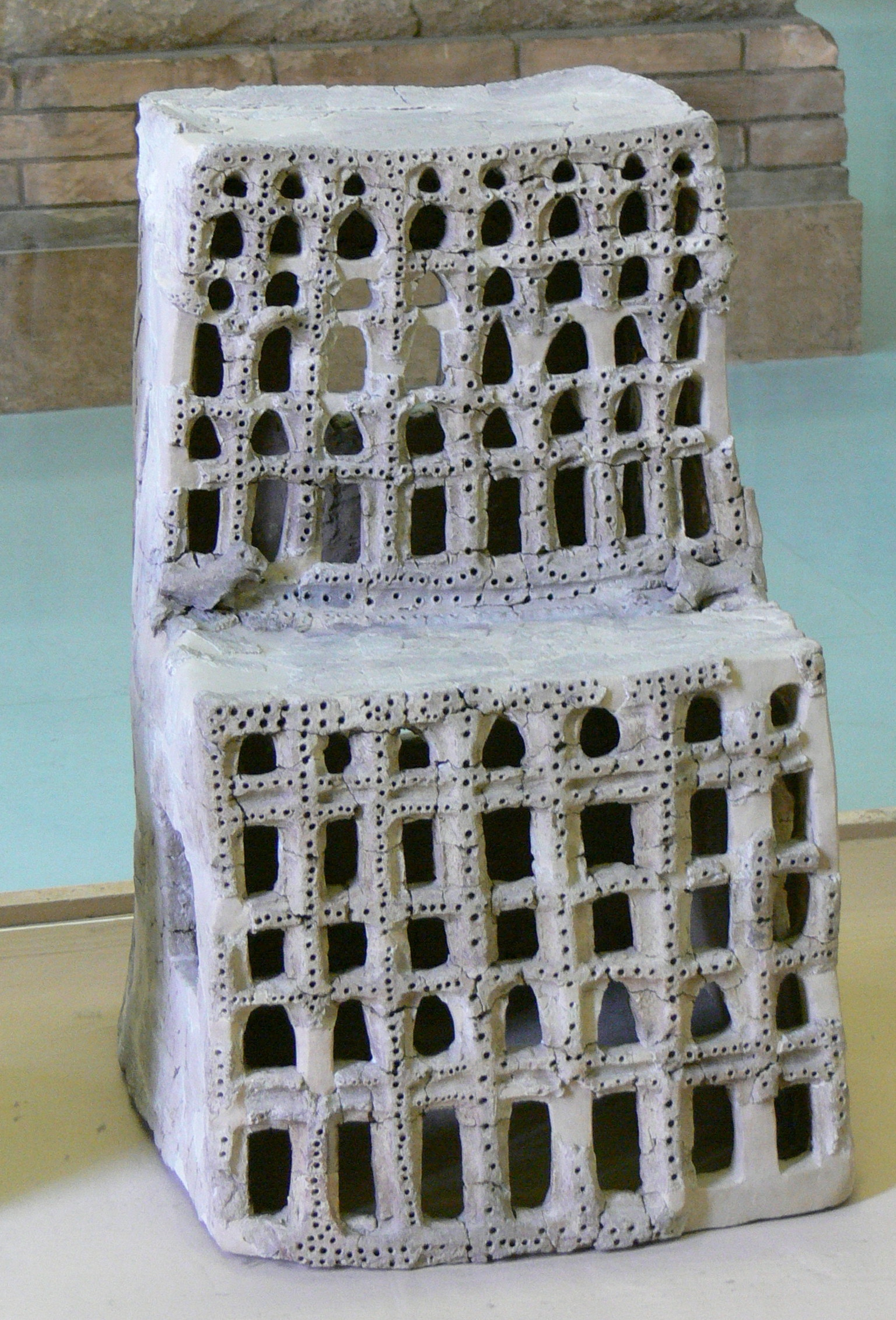
Exvoto arquitectónico procedente de Assur (siglo XXIV a. C.)
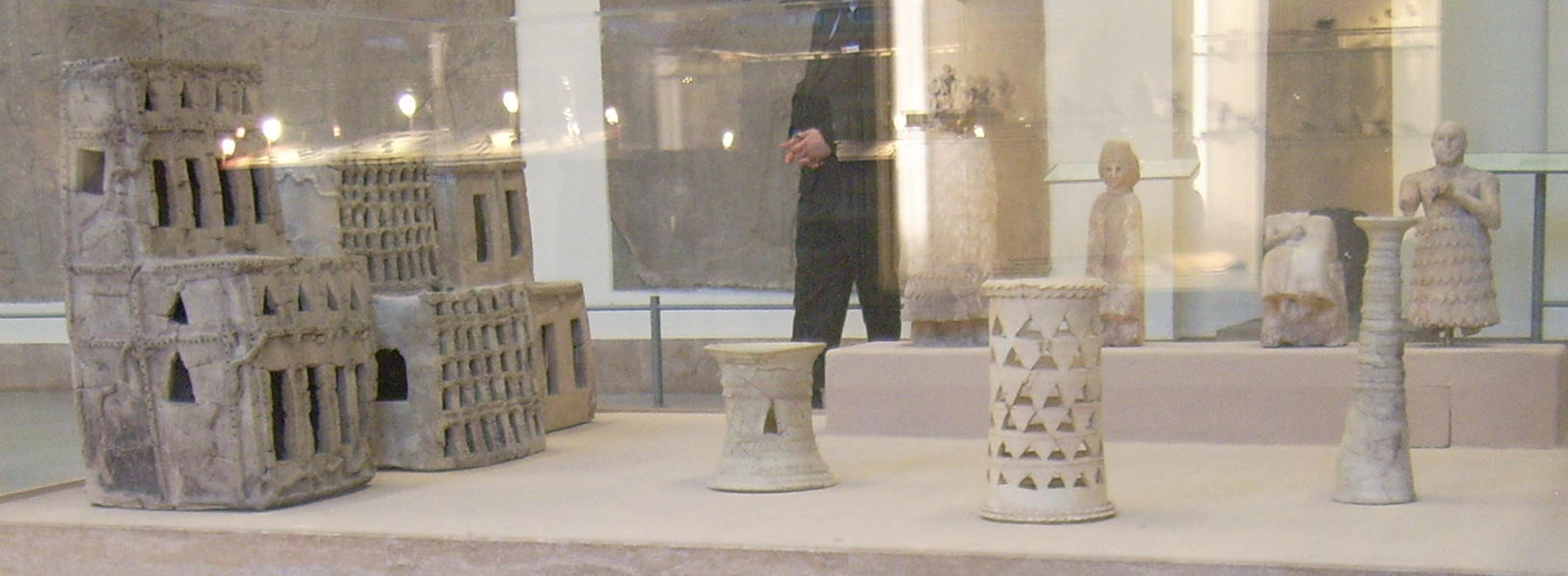
Sala del Museo de Pérgamo: Arte asirio.
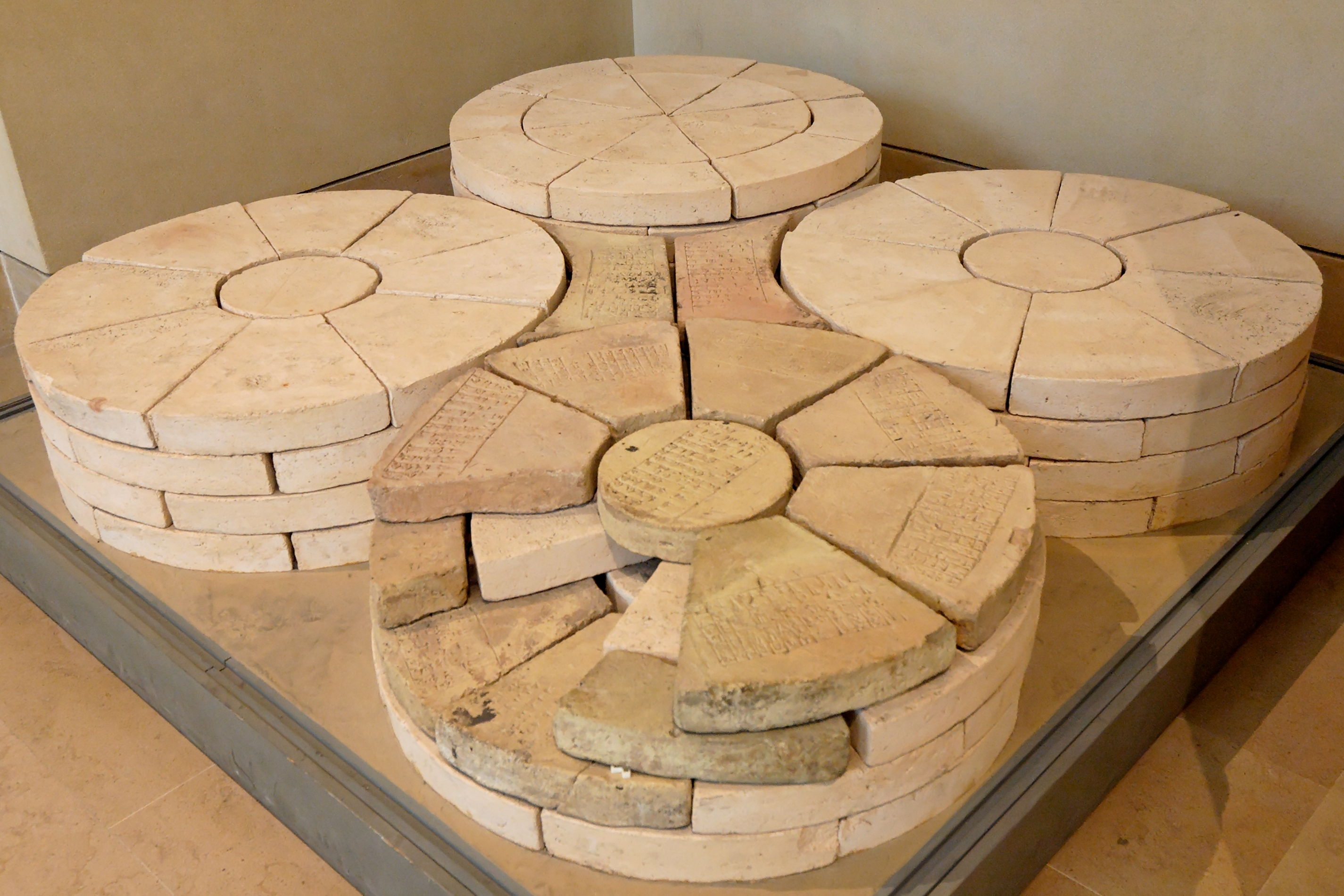
Pilar de Gudea, estructura de columnas conformadas por ladrillos que formaban parte de un pórtico en el templo de Ngirsu (c. 2120 a. C.)
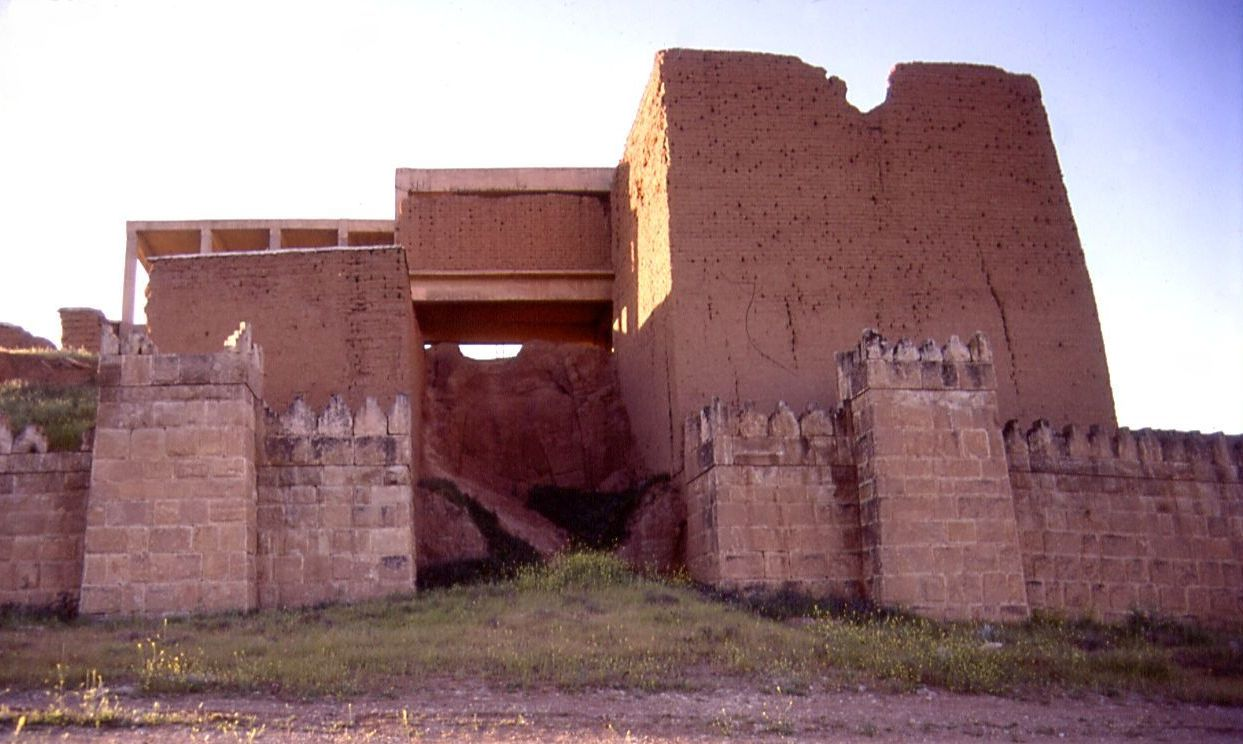
Reconstrucción de una de las quince puertas de las murallas de Nínive
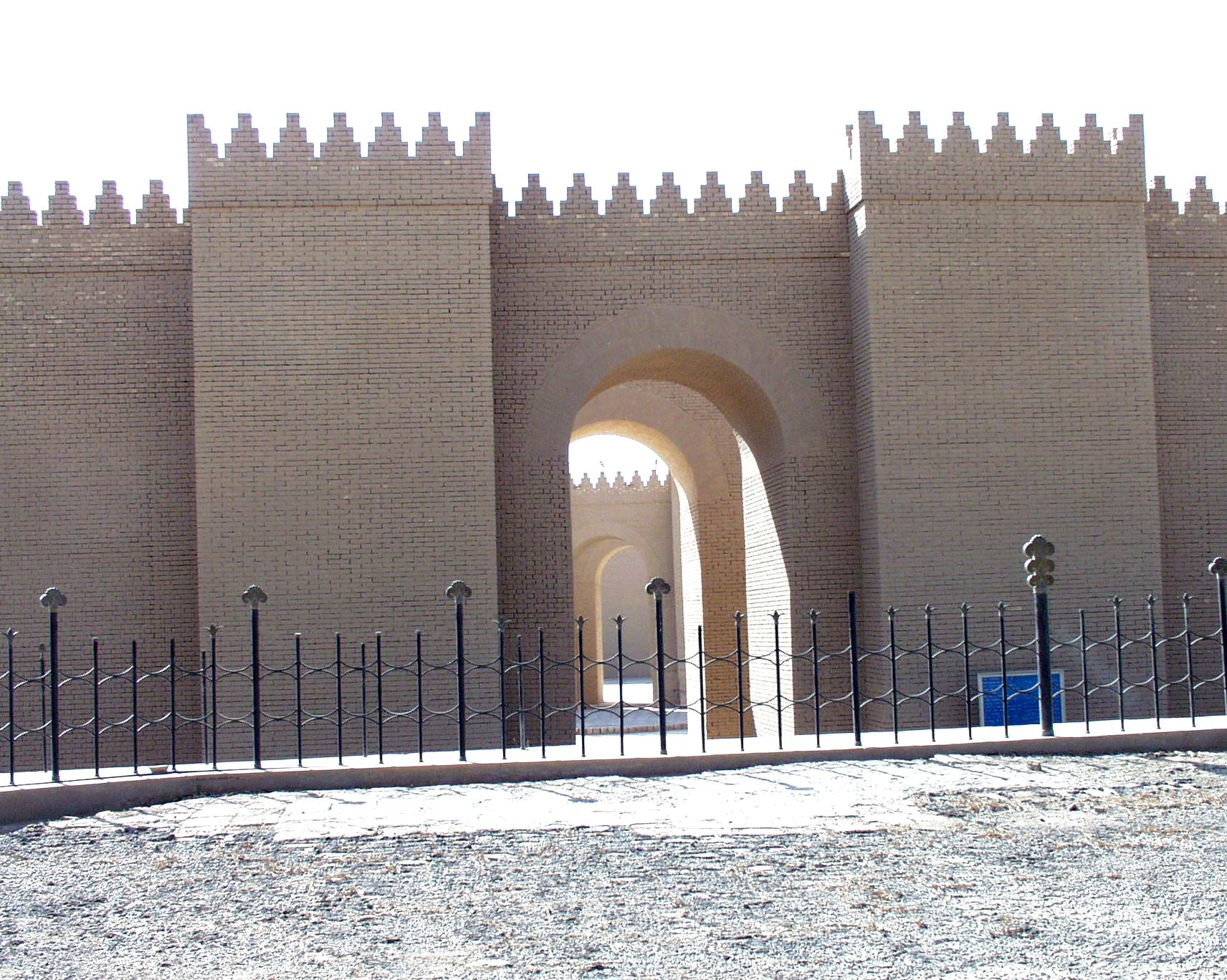
Reconstrucción de las murallas de Babilonia
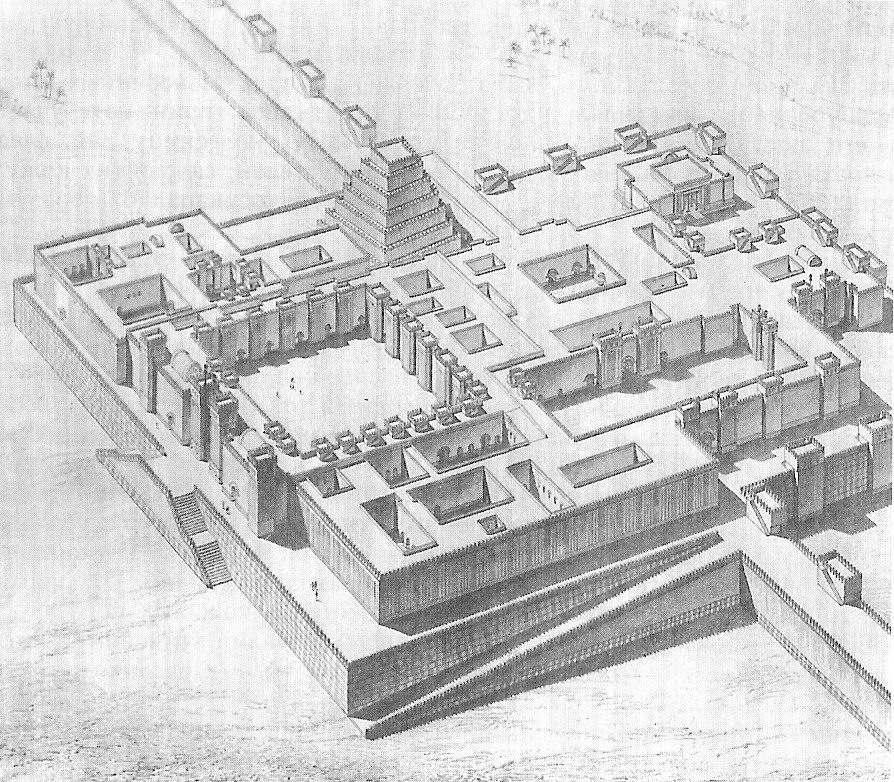
Posible aspecto del palacio de Sargón en Khorsabad
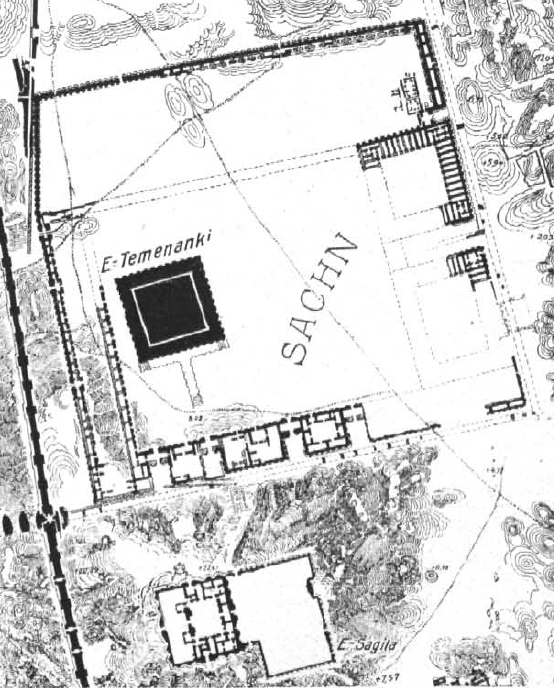
Plano del complejo religioso de Babilonia
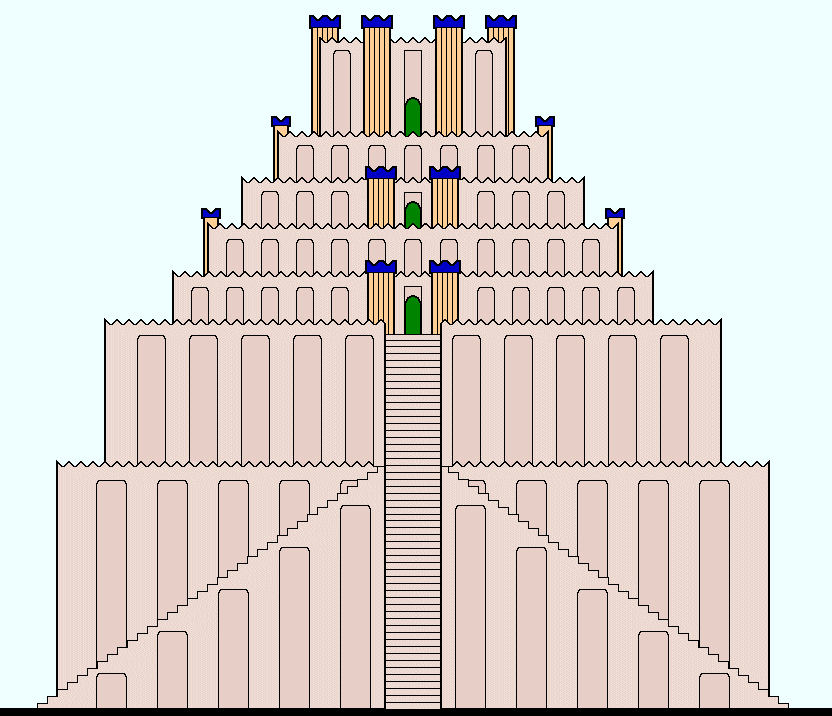
Posible aspecto del ziggurat de Babilonia (Etemenanki), la bíblica «torre de Babel»

El palacio de Mari (rey Zimri-Lim, siglo XVIII a. C.) es la estructura palaciega más antigua conservada, aunque las hubo en las ciudades de Baja Mesopotamia desde el Período Dinástico Arcaico, y siempre se reprodujo la estructura modular rectangular, derivada de las viviendas comunes, a la que se añadían elementos de prestigio, como bóvedas, columnas, escalinatas y todo tipo de decoración. Las estancias se articulaban en torno a un patio central en dos zonas diferenciadas (una pública y otra privada), aunque sólo había una gran puerta de acceso. El palacio asirio se concebía como una ciudadela amurallada, dentro de la que también se encontraba un templo. En el periodo paleoasirio se construyó  el palacio de Shamshi-Adad I en Assur. Los más importantes palacios del periodo neoasirio (siglos IX-VIII) fueron los de Nínive (el palacio de Asurbanipal II y el palacio de Senaquerib), los de Nimrud (el palacio de Asurnasirpal II y el palacio de Titglarpiliser II) y el de Khorsabad (el palacio de Sargón II). Ya en el periodo neobabilónico (siglos VII-VI a. C.), el palacio de Nabucodonosor II en Babilonia dio origen al antiguo mito de los jardines colgantes (pensil).

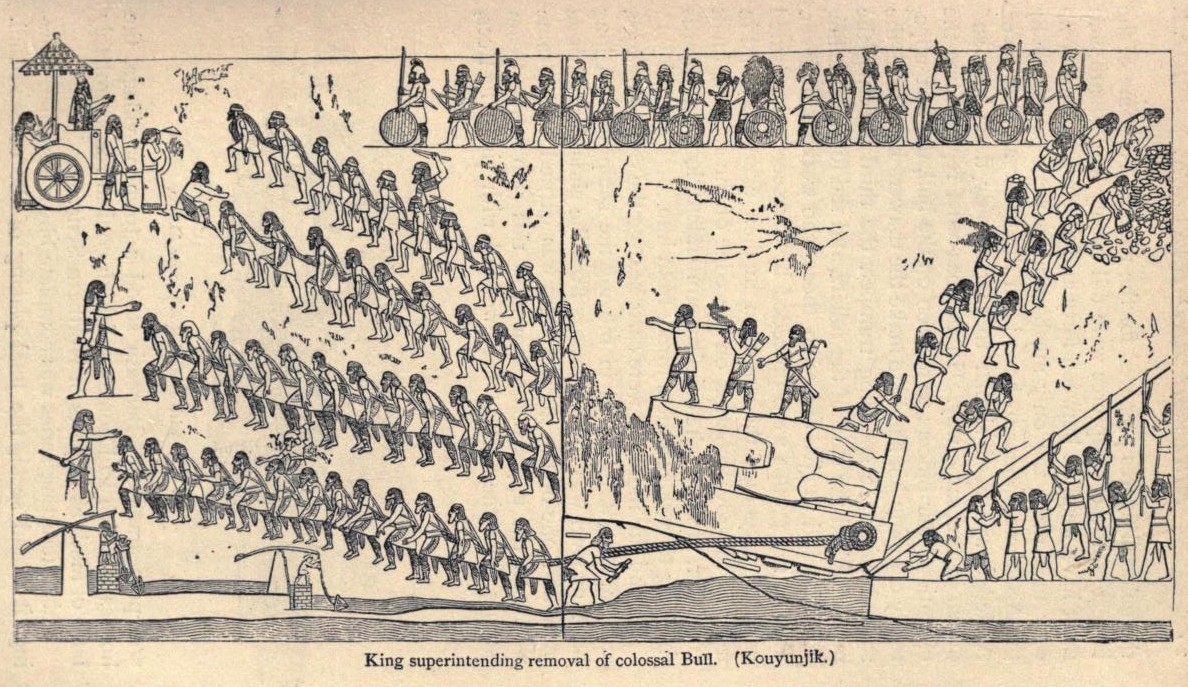
Grabado de Austen Henry Layard (1887) que reconstruye un relieve de Nínive con una escena de transporte de un gran elemento arquitectónico (un Lamasu para flanquear una entrada monumental).
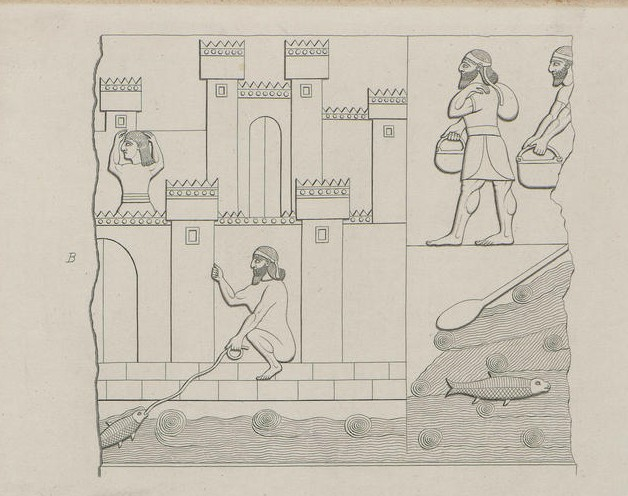
Grabado de Layard que reconstruye un relieve de Nínive con una escena de pesca frente a una ciudad asiria
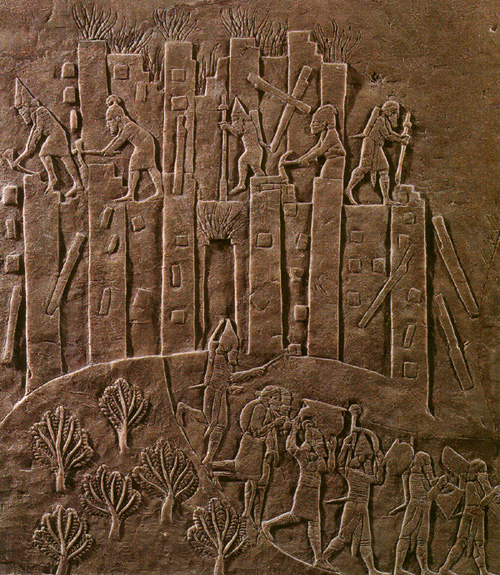
Relieve asirio que describe la destrucción de Susa
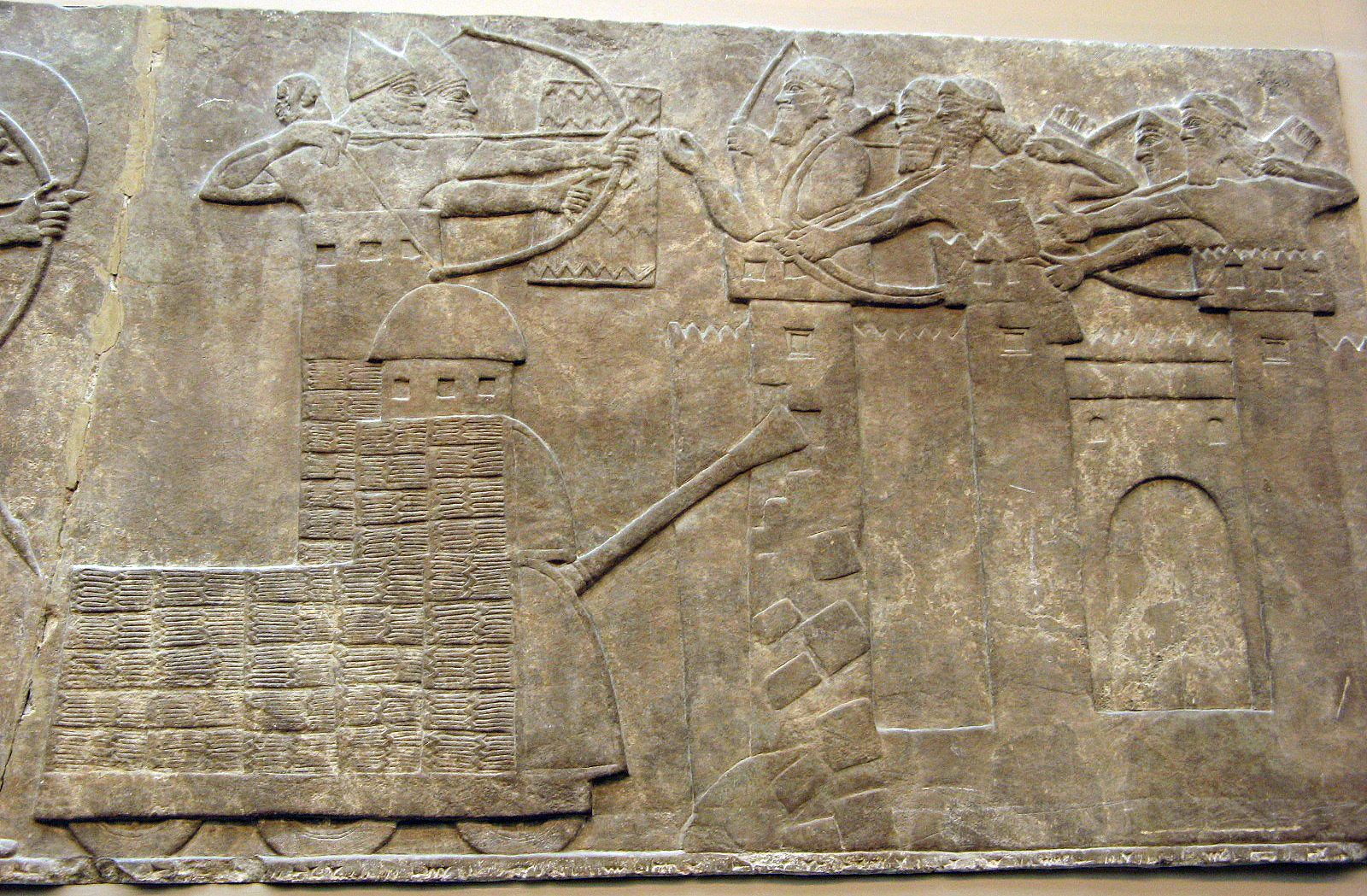
Relieve del palacio noroeste de Nimrud que describe el ataque a una ciudad amurallada
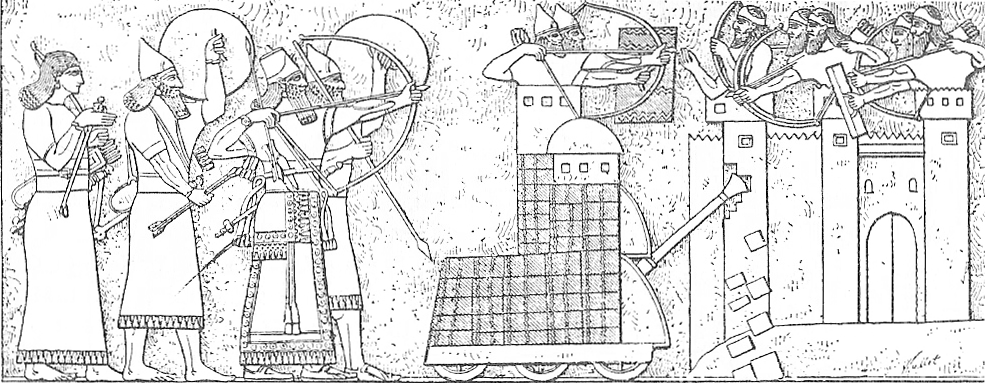
Grabado del siglo XIX que reconstruye el mismo relieve
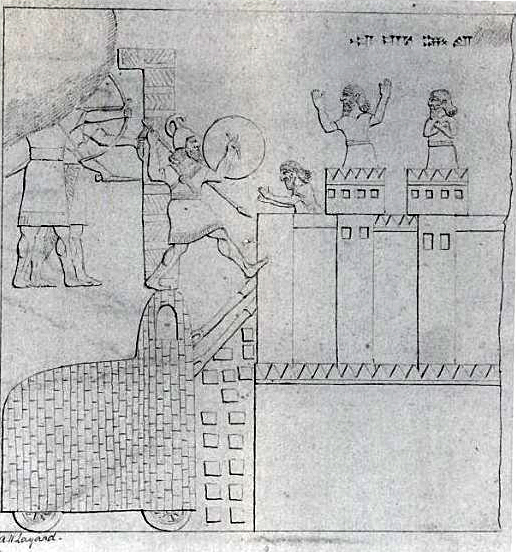
Grabado de Layard que reconstruye un relieve del palacio suroeste de Nimrud con una escena de asedio a la ciudad de Gézer
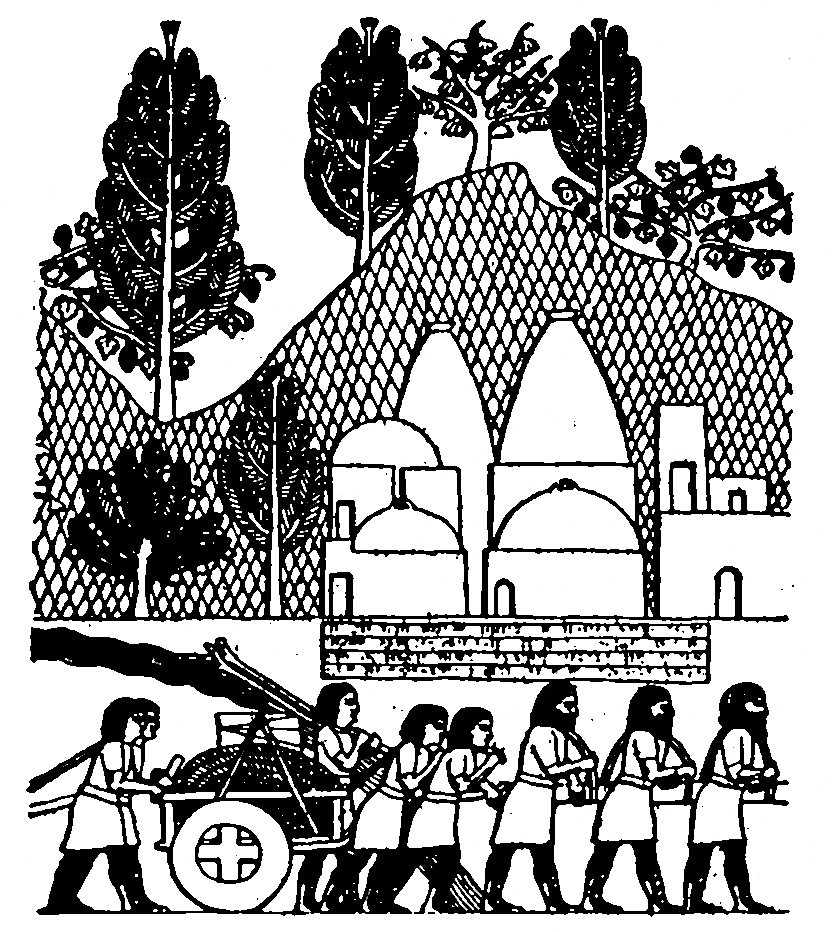
Grabado de 1911 que reconstruye un relieve de Nimrud con un fondo de paisaje con construcciones
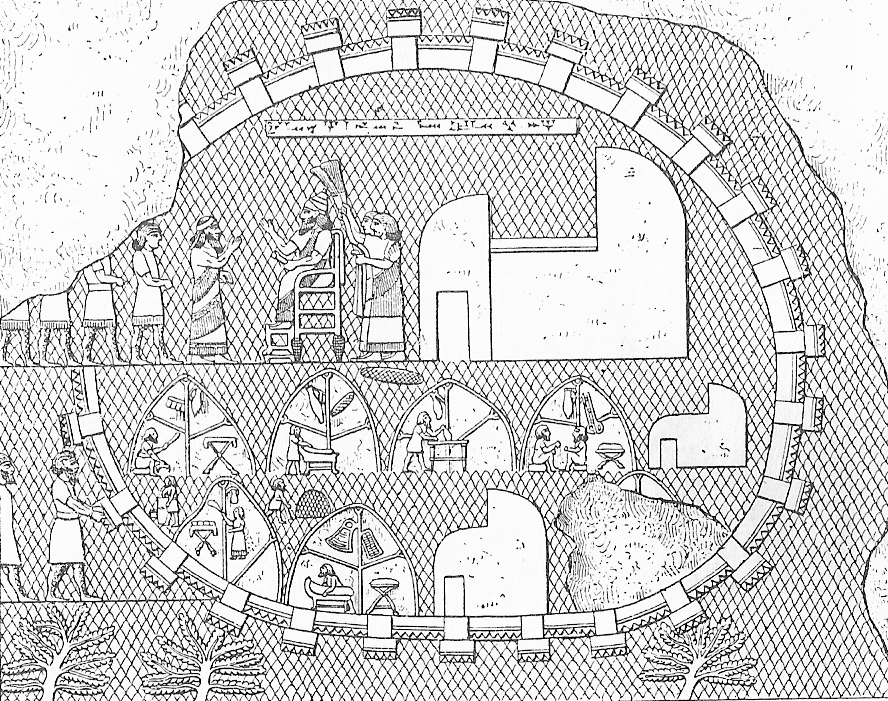
Grabado de principios del siglo XX que reconstruye un relieve de Nimrud con una ciudad amurallada en la que se representan (con la misma forma, sólo diferenciados por el tamaño) un palacio o templo y distintas viviendas y talleres artesanales.
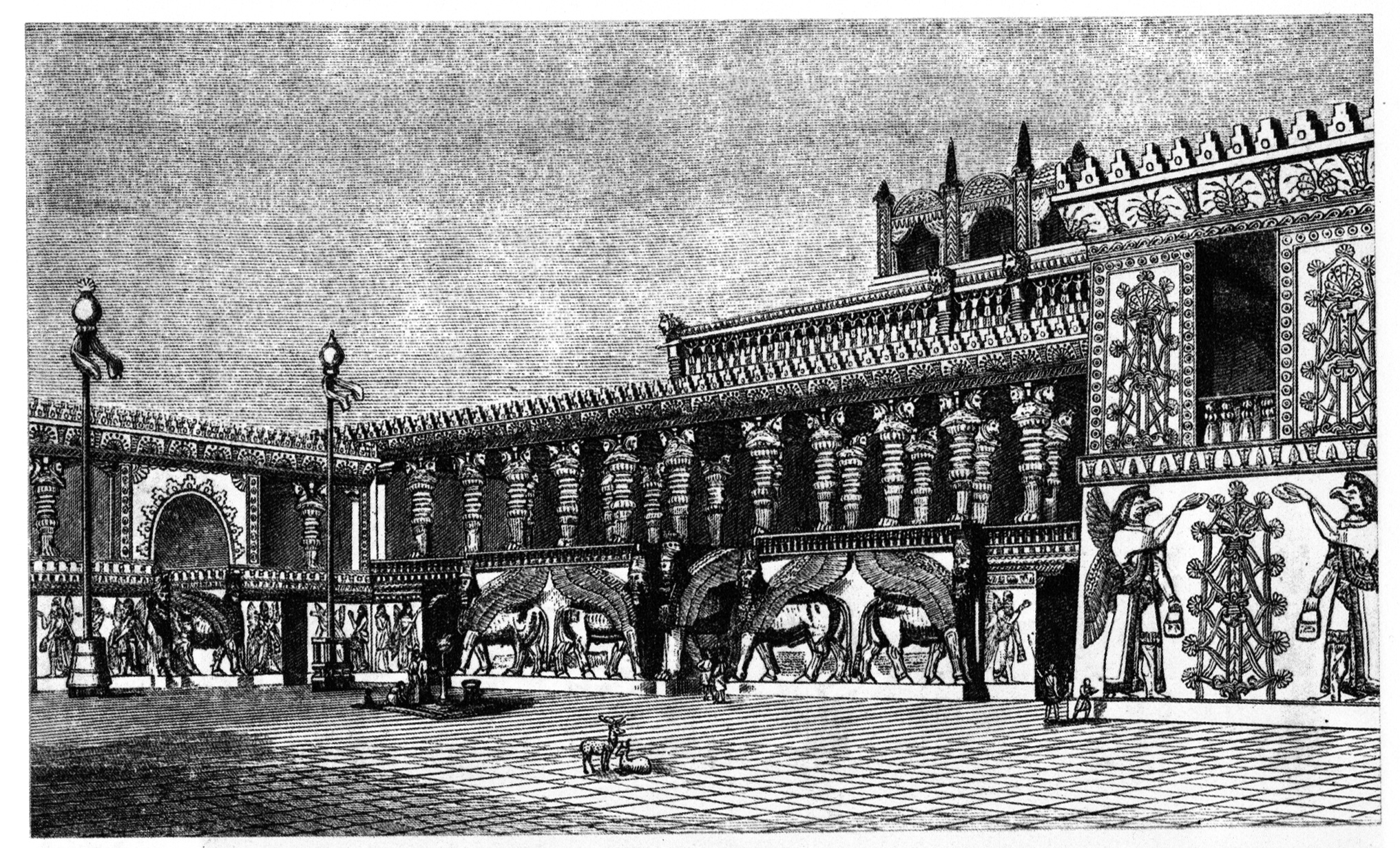
Reconstrucción arqueológica del siglo XIX del palacio de Khorsabad
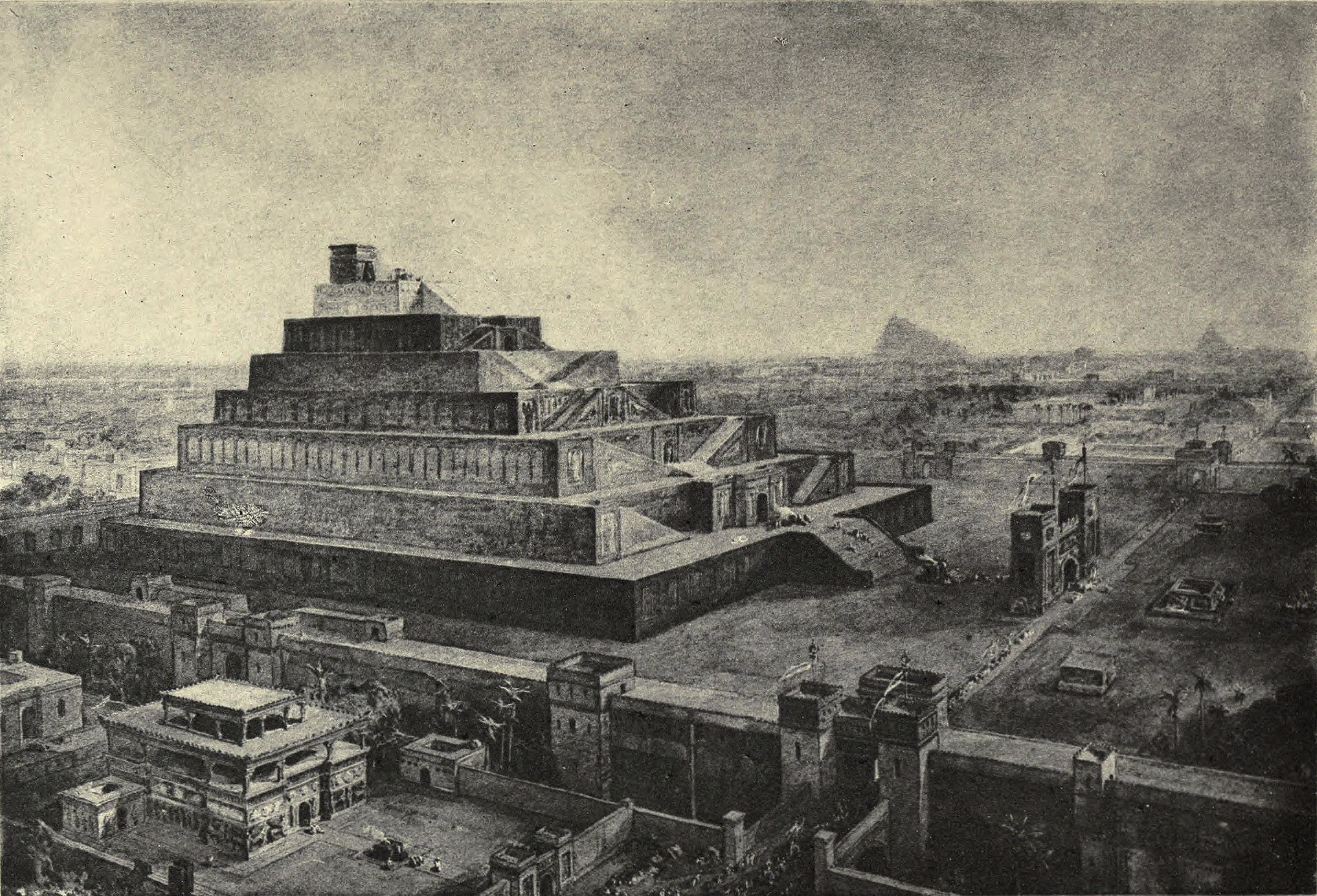
Reconstrucción arqueológica de William Douglas Simpson[22] (1907) del templo y las murallas de Babilonia.
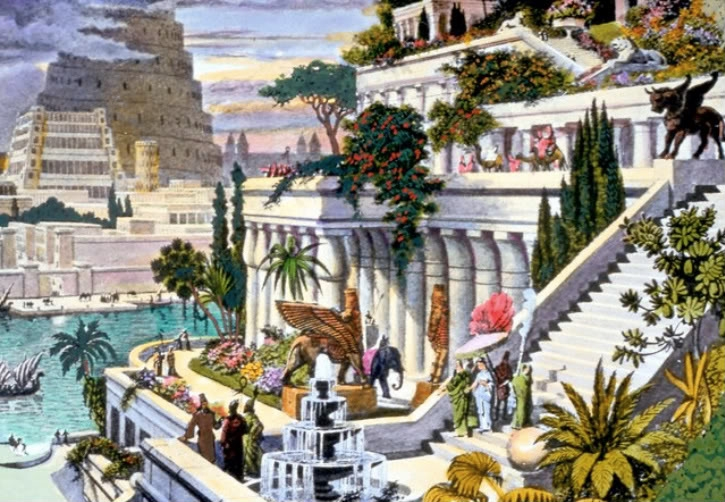
Reconstrucción imaginativa del siglo XIX de los jardines colgantes de Babilonia, con el ziggurat al fondo

## Escultura

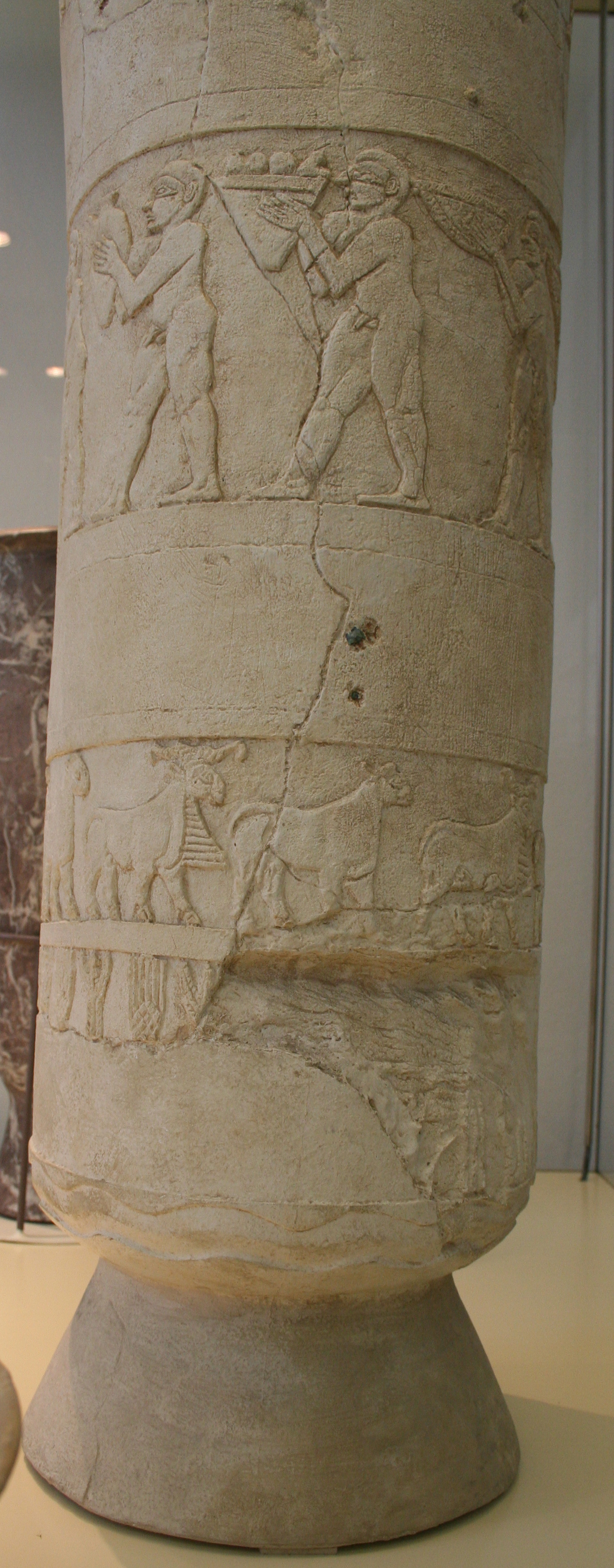
Vasija tallada procedente del templo de Eanna (la localidad precursora de la ciudad de Uruk). Periodo de Uruk

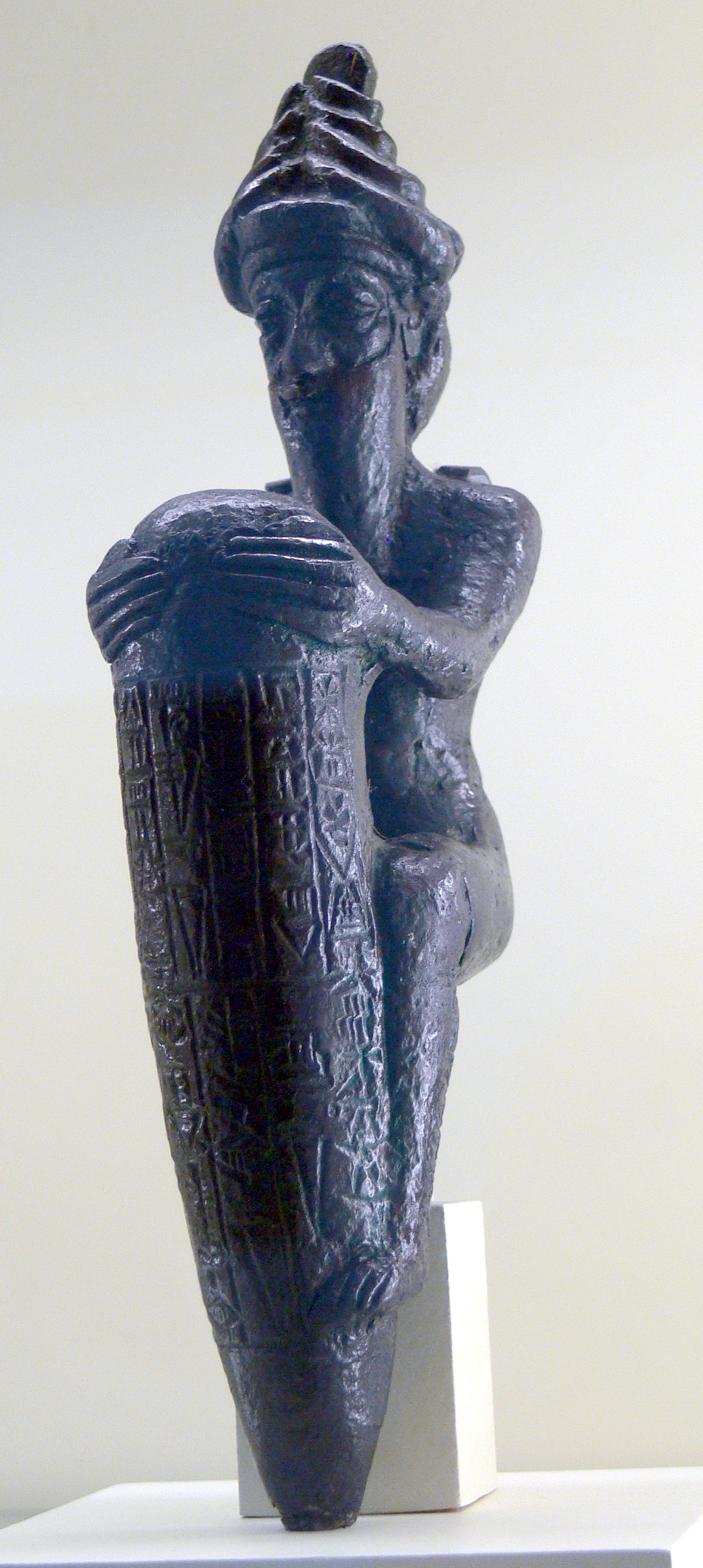
Figurilla de dios arrodillado sosteniendo un clavo fundacional (tipología denominada dioses de clavo), época de Gudea.

La inexistencia de piedras duras en la zona de aluvión de la Baja Mesopotamia convertía este tipo de material en un producto de lujo, objeto del comercio a larga distancia (que proporcionaba también gemas de la India, marfil africano, lapislázuli centroasiático o ámbar nórdico), lo que explica que la estatuaria monumental no sea tan frecuente como en la escultura egipcia. Sólo algunos reyes asirios mandaron realizar estatuas de bulto redondo, siendo mucho más frecuentes las de pequeño tamaño, de terracota o incluso de bronce o materiales preciosos (piedras finas —glíptica—, metales, etc. —véase la sección de metalurgia y orfebrería—). Obsidiana, diorita, dolerita, serpentina, hematites, jaspe, cornalina, esteatita, alabastro o incluso materiales tan corrientes en otras regiones como la piedra caliza, eran objeto de cuidado tratamiento. Muy abundantes son los sellos cilíndricos, utilizados como marcas de identidad, que se grababan en relieve inverso y se hacían rodar sobre la superficie a dejar «firmada». Los asuntos de los relieves sigilares (sellos) suelen consistir en representaciones mitológicas de horribles divinidades o de poderosos genios luchando con fieras y domándolas. Los temas de los relieves monumentales se ajustan a la glorificación del monarca, quien por lo común se presenta rodeado de cortesanos y recibiendo tributos de los países vencidos, luchando con sus enemigos y sometiéndolos a terribles tormentos, en partidas de caza u ofreciendo sacrificios. Estelas grabadas al bajorrelieve marcaban los hitos militares de los reyes y su actividad ritual y legislativa; mientras que los kudurru cumplían funciones de marcaje de límites. Exvotos ofrecidos a las divinidades representaban a sacerdotes o altos dignatarios. También fue muy abundante la representación de imágenes de dioses, espíritus malignos o protectores, u otros personajes de la mitología mesopotámica (Gilgameš, Enkidu, Uanna, Ninhursag). La decoración de los muros de los palacios asirios incluyó vastos frisos de bajorrelieves de batallas, cacerías o escenas cotidianas. Monumentales lamasu o kirubi protegían las puertas, y los muros de Babilonia se decoraron con animales fantásticos (Mušḫuššu) al bajorrelieve policromado mediante la técnica de la cerámica vidriada. En otros contextos, se esculpían otras figuras teriomórficas, como los siete «hombres pez» (apkallu o abgal).
Contemporáneamente a los inicios de la escultura egipcia, se desarrolló en la Baja Mesopotamia la escultura sumeria (con su prolongación en la acadia, babilónica o caldea), y más tarde en la Alta Mesopotamia la escultura asiria. La escultura mesopotámica, en ambas zonas, se caracterizó por la robustez de las formas, sobre todo, de las humanas (rechonchas y con vigorosa musculatura, anchas espaldas, aire severo, pómulos salientes, ojos muy abiertos, pobladas cejas y escasos pliegues en la vestimenta, la cual suele llevar grandes franjas). Los relieves ofrecen por lo común mayor profundidad que los del arte egipcio, con algún intento de perspectiva y más intensidad en la reproducción de detalles. La escasez de representaciones puramente pictóricas, y el hecho de que los relieves habitualmente se pintaban convierte a la escultura en la principal de las artes figurativas mesopotámicas. El tratamiento de la figura humana implicaba la personalización: se representa siempre a personas individualizadas, muy a menudo con su nombre grabado. De hecho, se pretende sustituir a la persona más que representarla, lo que implica el denominado realismo conceptual y convenciones artísticas en cierta medida similares a las egipcias: cabeza y rostro desproporcionados respecto al cuerpo, simplificación y regularización de las formas mediante la ley de la frontalidad (figuras de perfil y con el ojo de frente, aunque los hombros y el pecho guardan la posición natural —a diferencia de lo común en Egipto—), la simetría axial (de derecha a izquierda), el geometrismo o geometrización (inclusión en un esquema compositivo como el cilindro o el cono) y la perspectiva jerárquica (modificación del tamaño según la mayor o menor importancia, no según la mayor o menor lejanía). Aunque la calidad de ejecución escultórica suele considerarse como inferior a la de Egipto, es significativamente mayor el realismo con que suele tratarse la figura de los animales, siempre más expresiva que la del hombre (en las representaciones humanas no se pretende el realismo, sino la adecuación conceptual). En cambio, los motivos vegetales, poco presentes, suelen representarse de forma estereotipada, desprovistos de naturalidad o realismo.

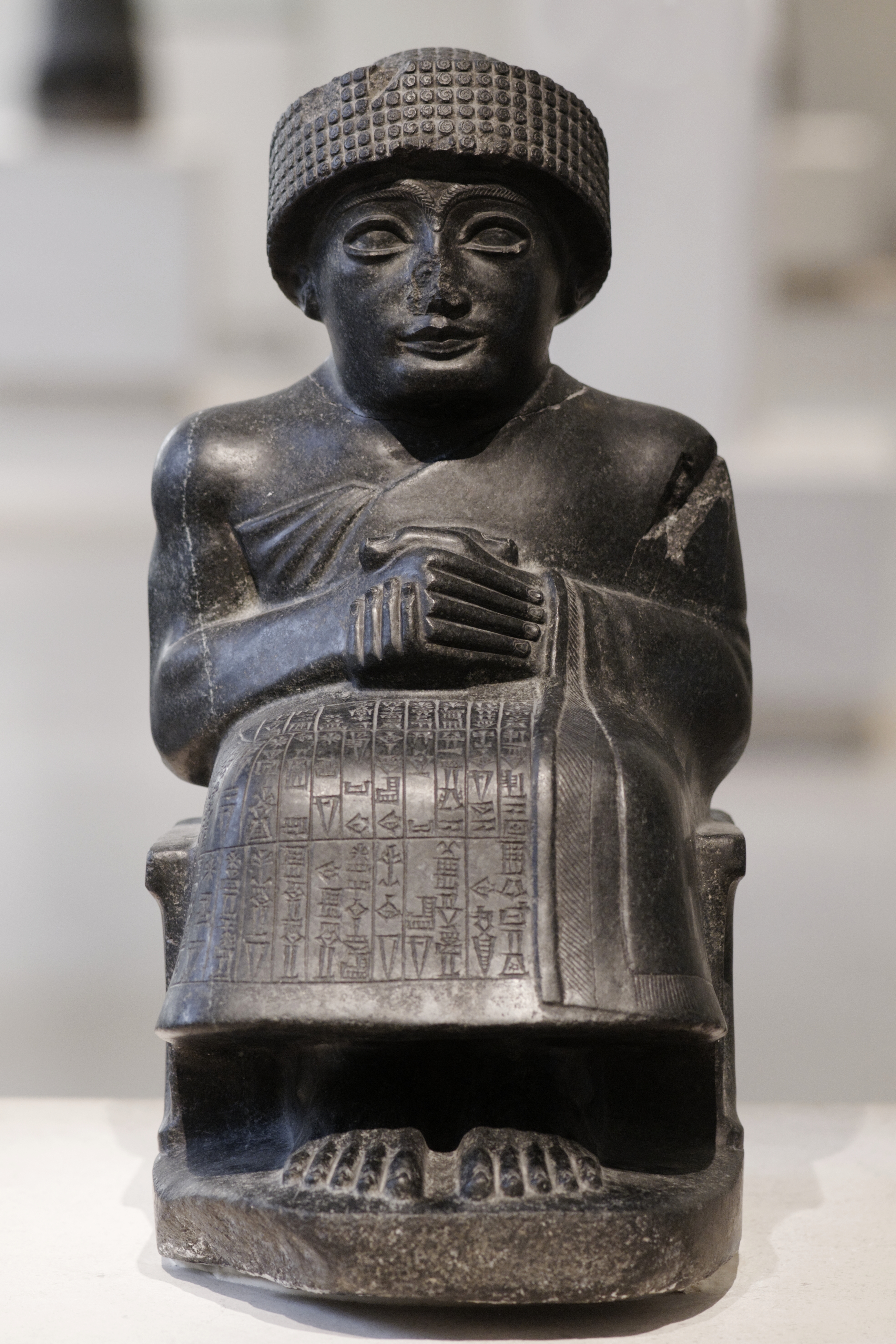
Estatua sedente del príncipe Gudea (2120 a. C.)
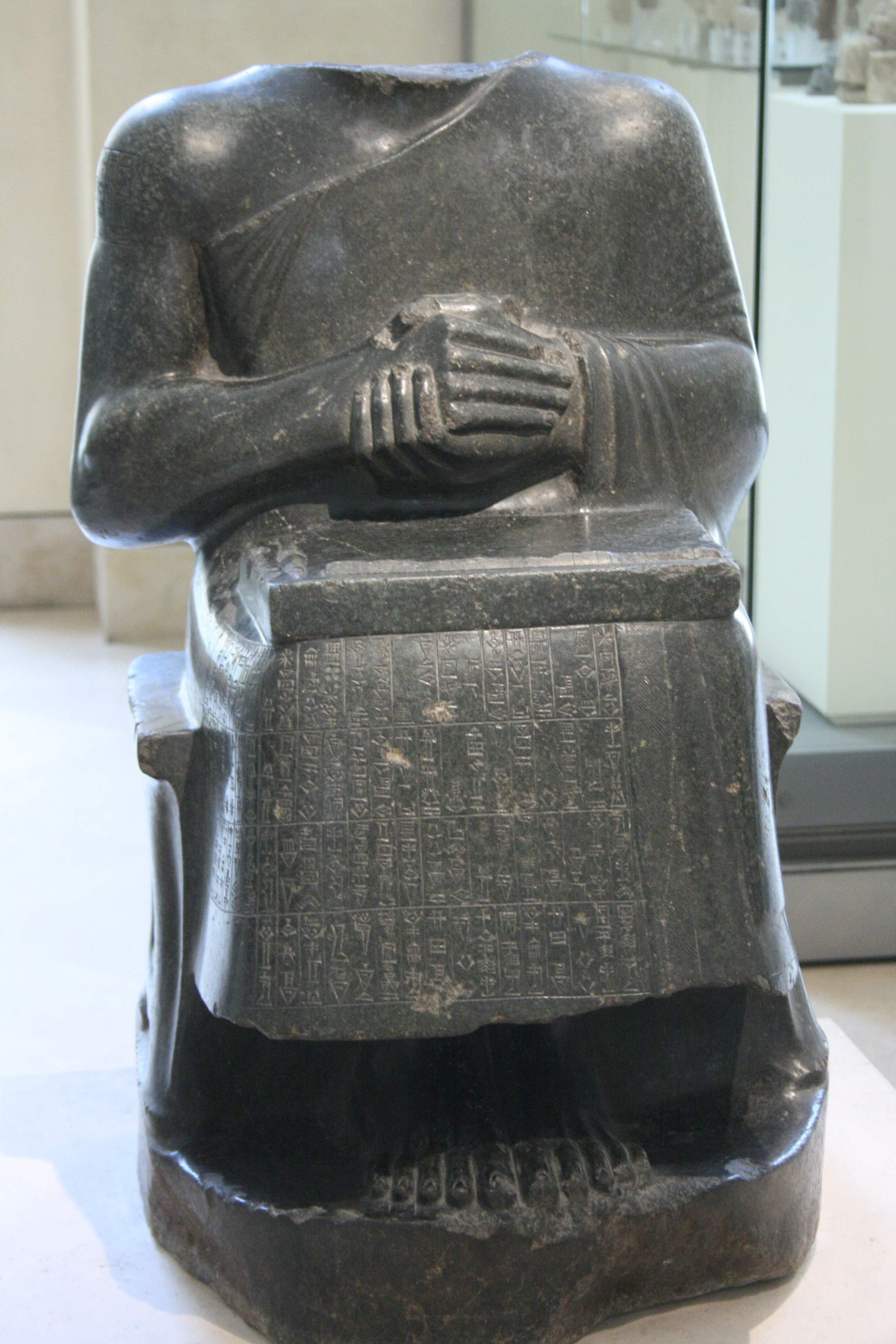
Arquitecto de la regla, estatua de Gudea procedente de Ngirsu
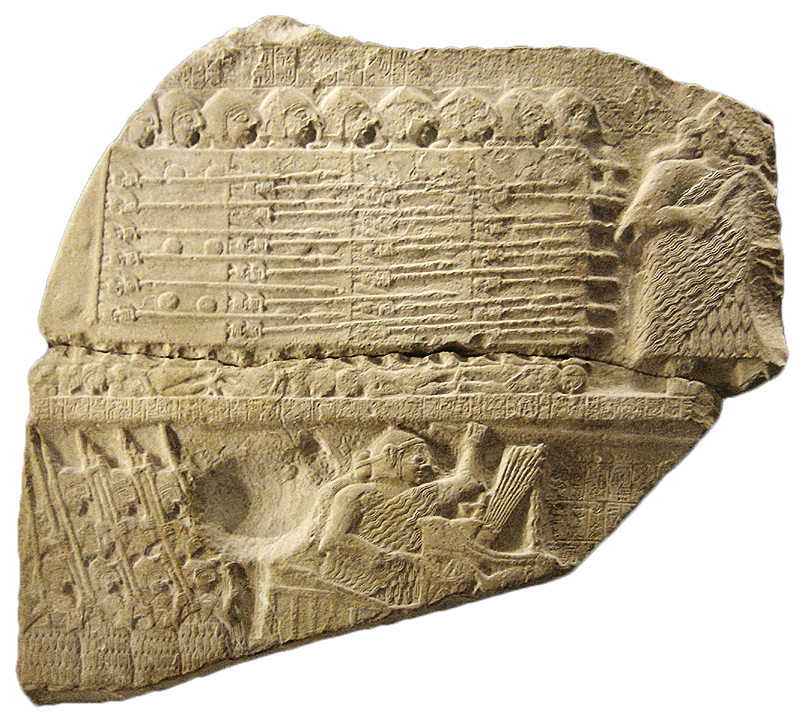
Estela de los buitres (c. 2450 a. C.)
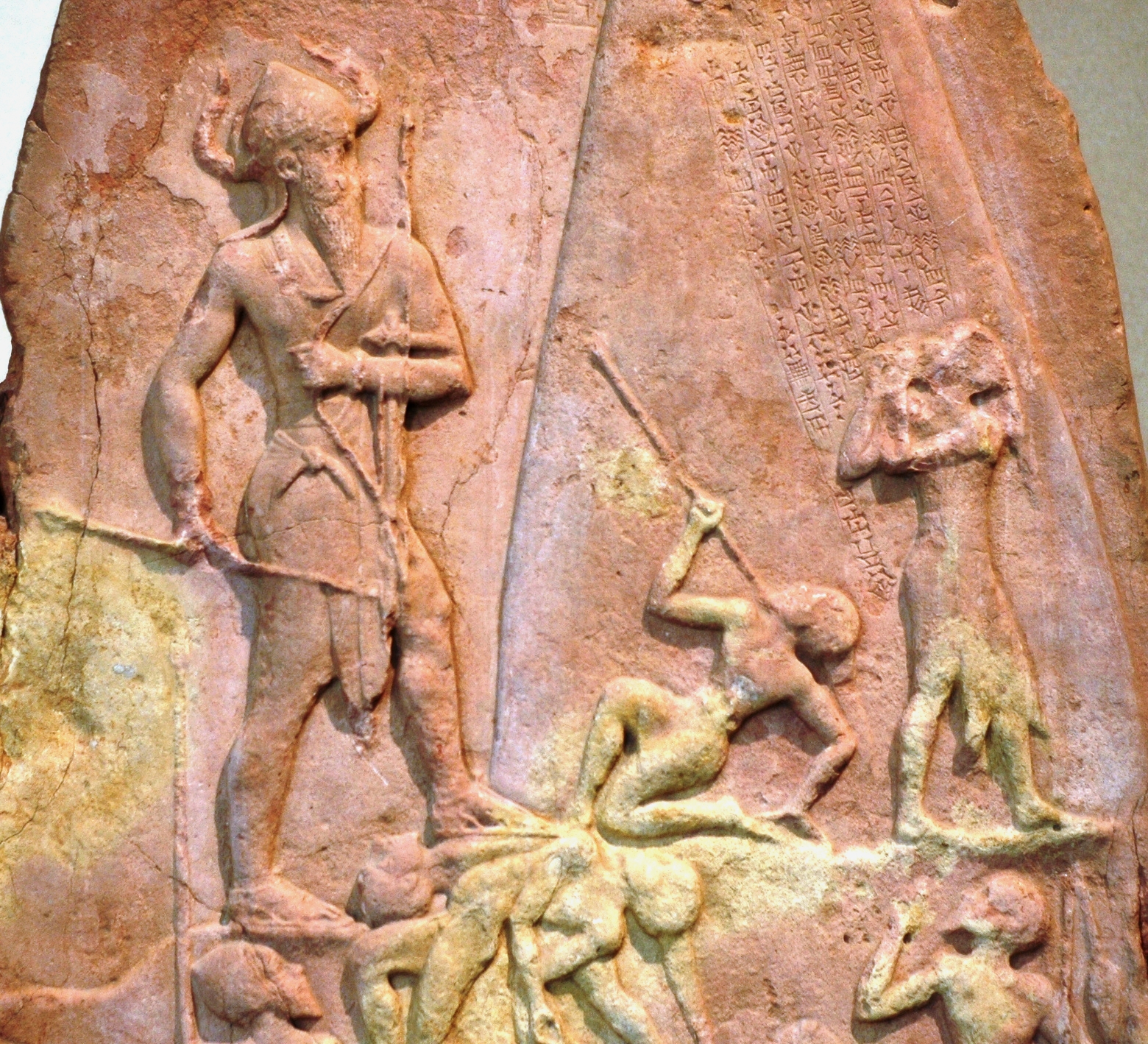
Estela de Naram-Sin (2569 a. C.)
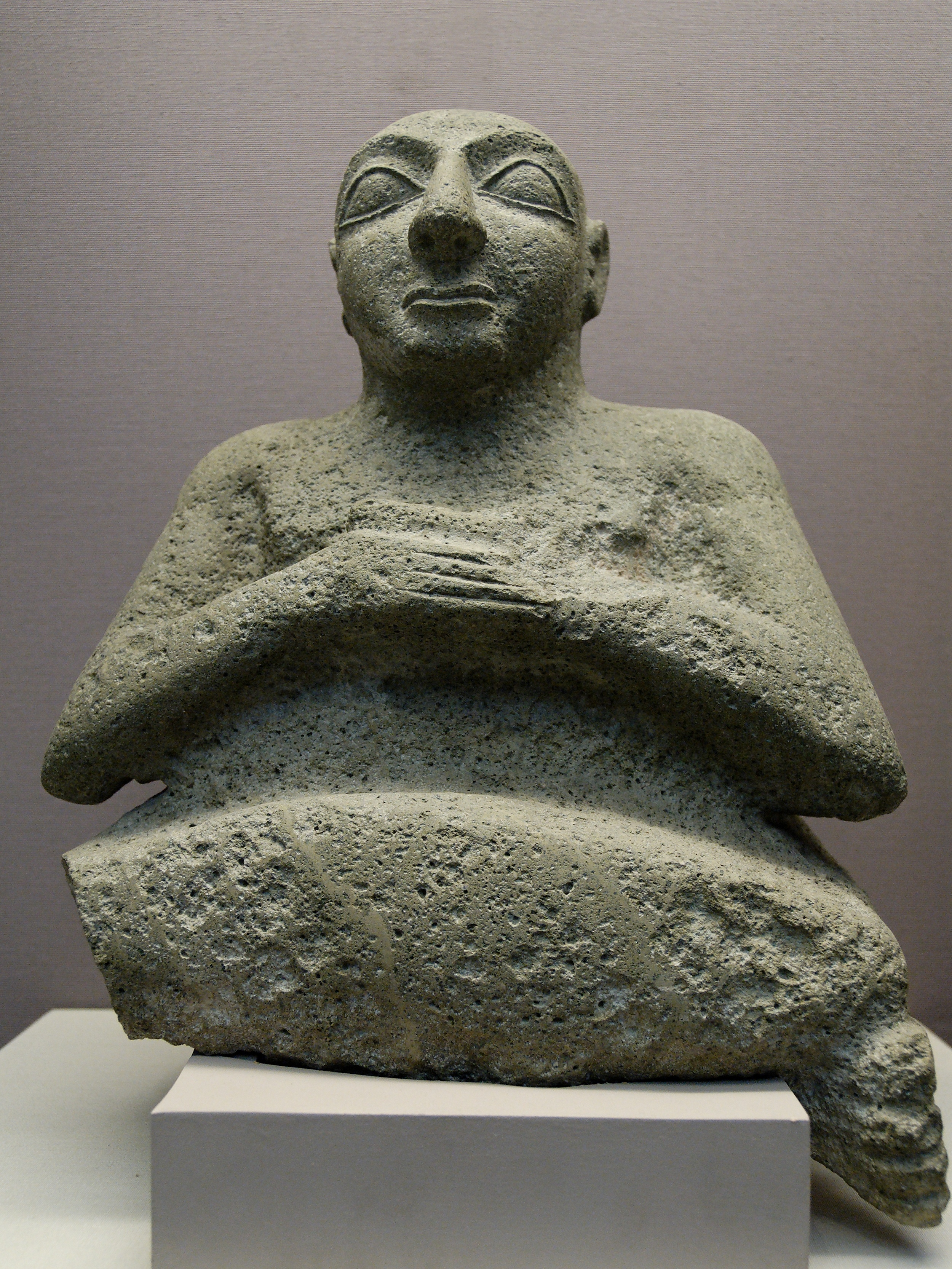
Estatua de Kurlil, funcionario de la ciudad de Uruk, que la ofreció como exvoto al templo de Ninhursag en Tell al-Ubaid (c. 2500 a. C.)
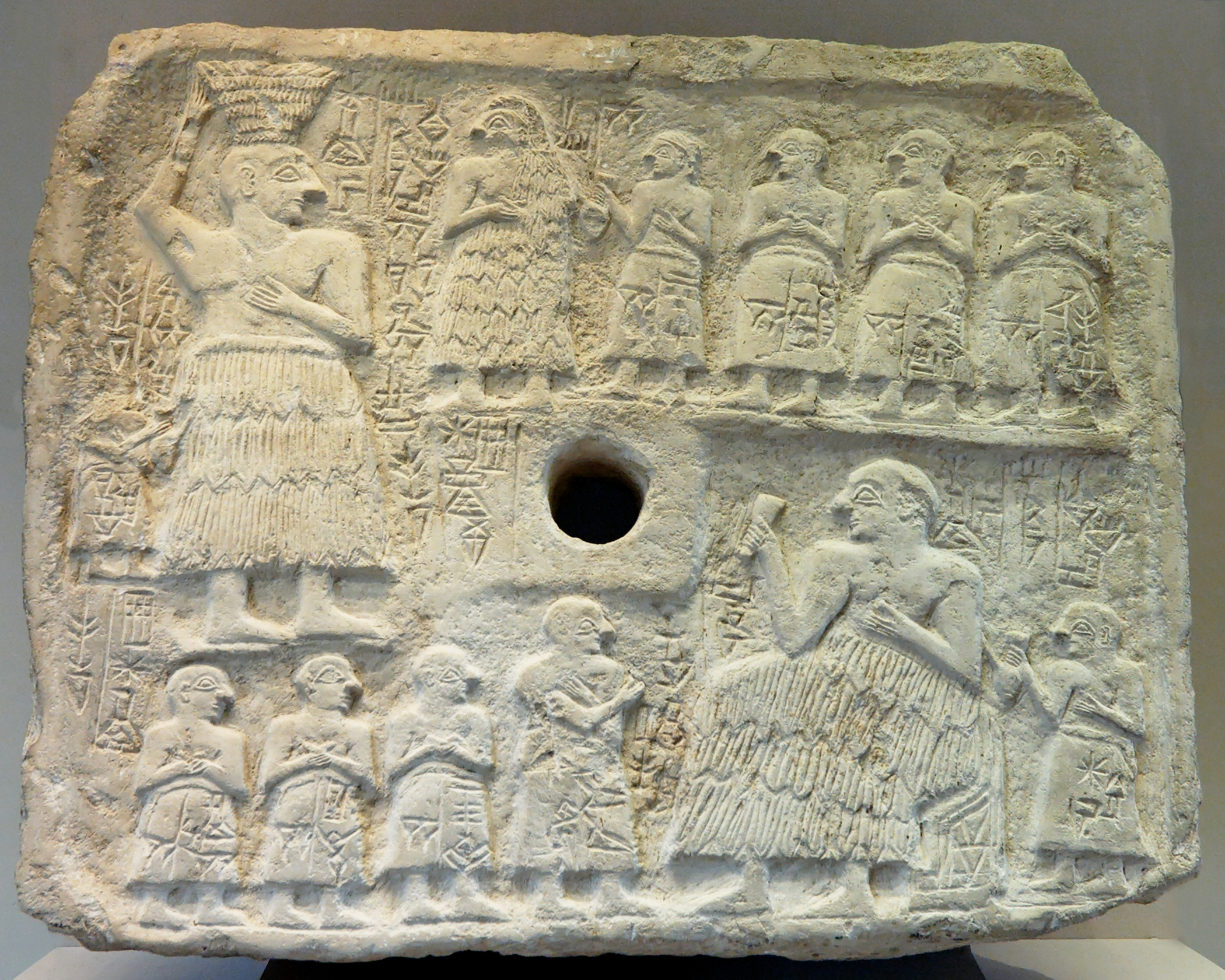
Bajorrelieve votivo de Ur-Nanshe, rey de Lagash, procedente de Ngirsu (c. 2550-2500 a. C.)

### Periodos sumerio, acadio y neosumerio
Los primeros ejemplos escultóricos pertenecen al periodo de Uruk y al periodo dinástico arcaico, como la famosa Estela de los buitres, que representa al rey Eannatum de Lagash triunfante de sus enemigos de la ciudad de Umma, los cuales aparecen devorados por aves de rapiña. La gran mayoría de estas esculturas tenían una función votiva. A comienzos del III milenio son muy abundantes las representaciones de Gudea y de Ur-Bau (Ur-Baba o Kubaba). Entre las muchas de Gudea que han perdido su cabeza hay dos estatuas sedentes del Louvre, conocidas como Arquitecto del plano y Arquitecto de la regla por tener respectivamente, sobre sus rodillas, un plano y una regla esculpida (de medida equivalente al pie babilónico -27 centímetros, dividida en dieciséis partes iguales con otras subdivisiones-). Característica distintiva de este periodo es la representación de los personajes masculinos sin barbas, como los egipcios.

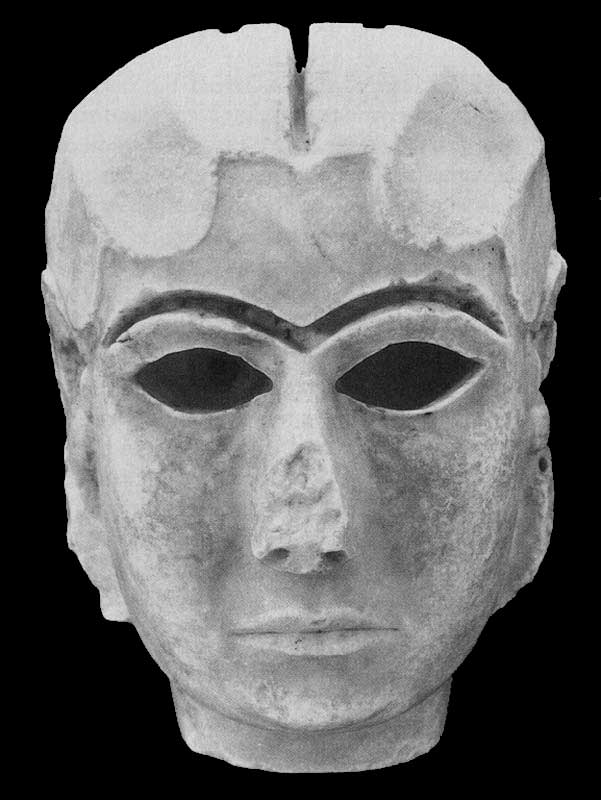
Dama de Warka, cabeza femenina en mármol, lapislázuli, betún y oro procedente de Uruk (c. 3300 a. C.)
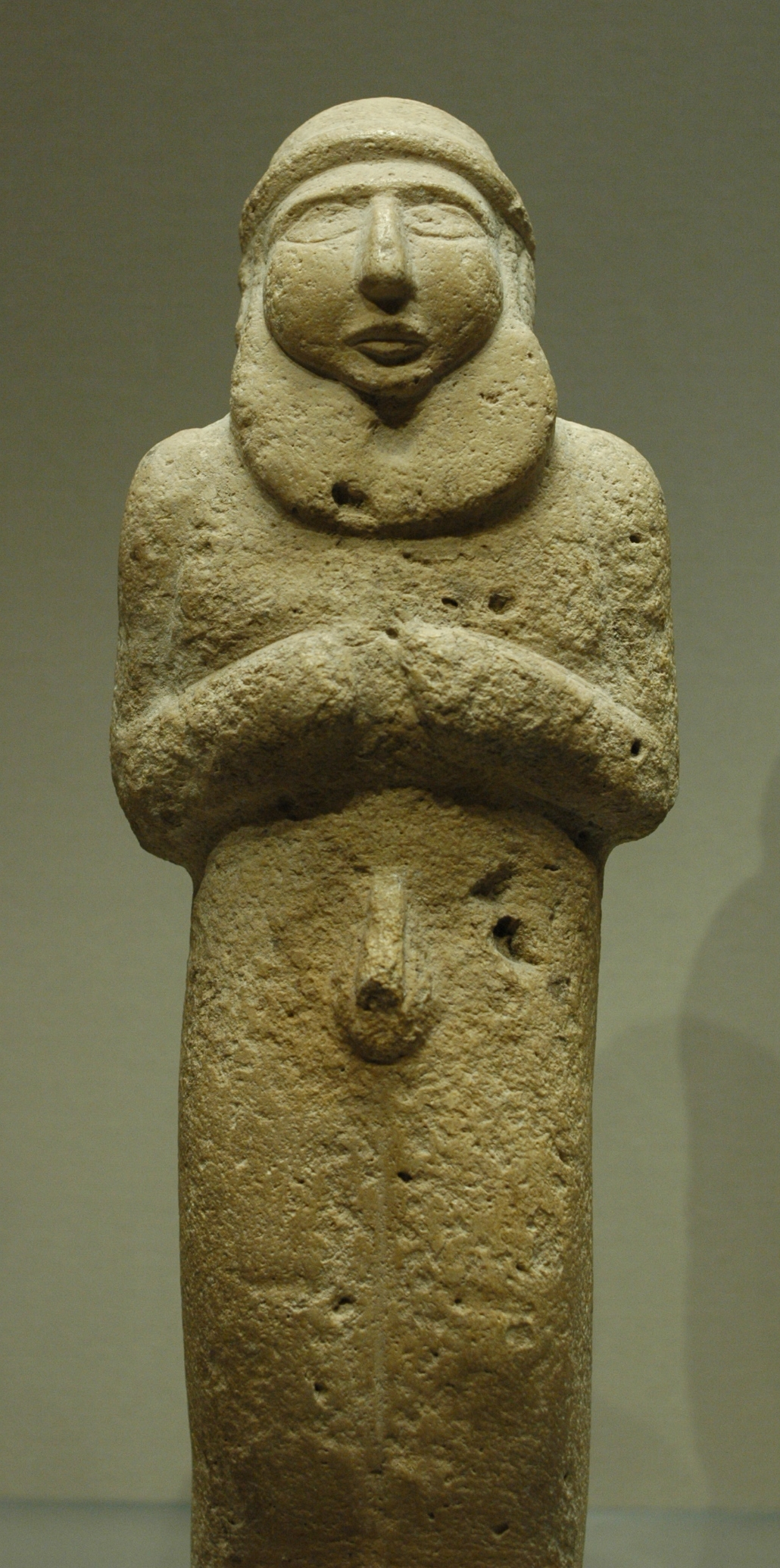
Estatua orante de un hombre barbado que quizá represente a un rey-sacerdote (c. 3300 a. C.). Periodo de Uruk.
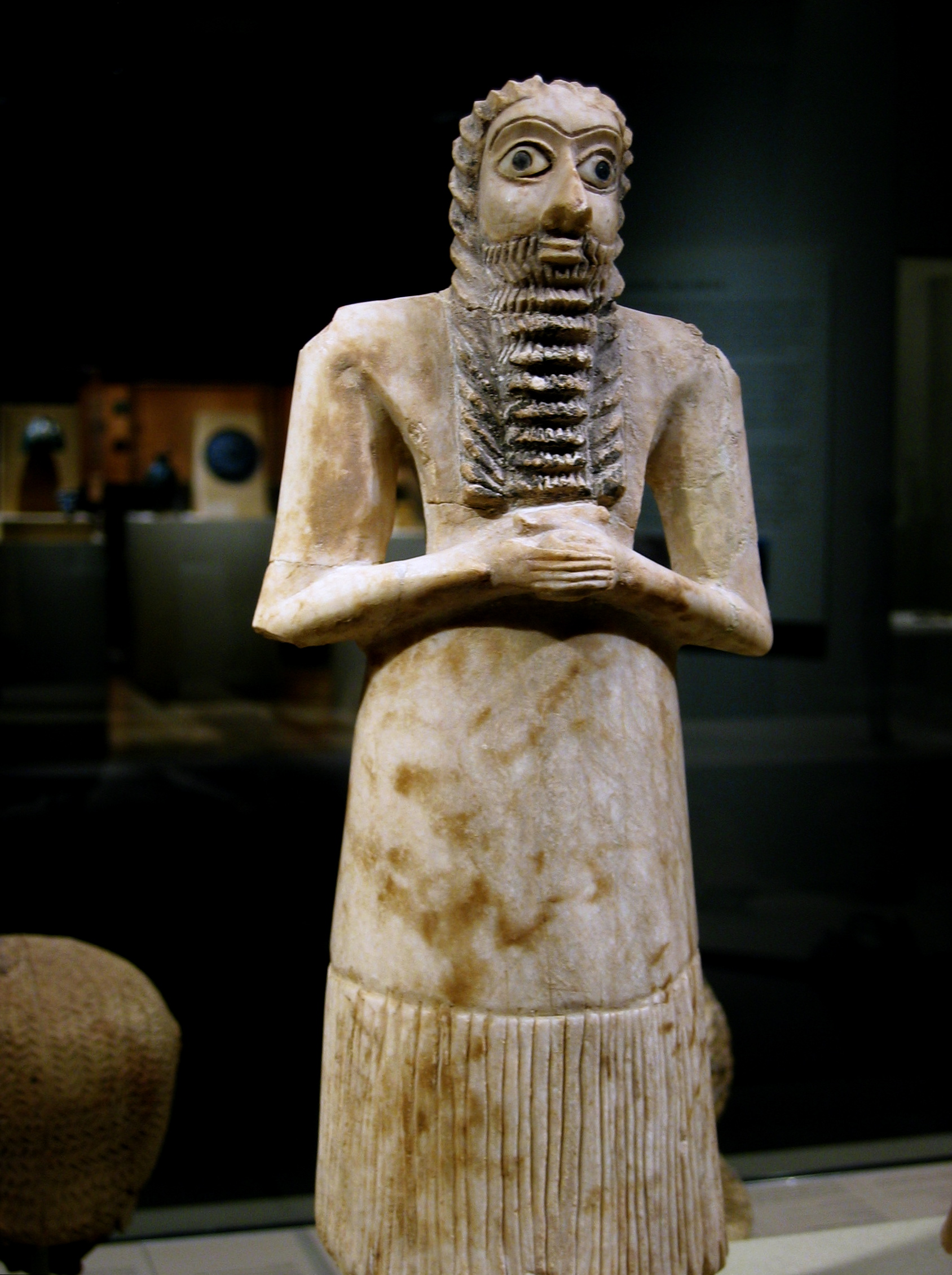
Estatuilla de alabastro que representa a un hombre orante, procedente de Ešnunna (2750-2600 a. C.)
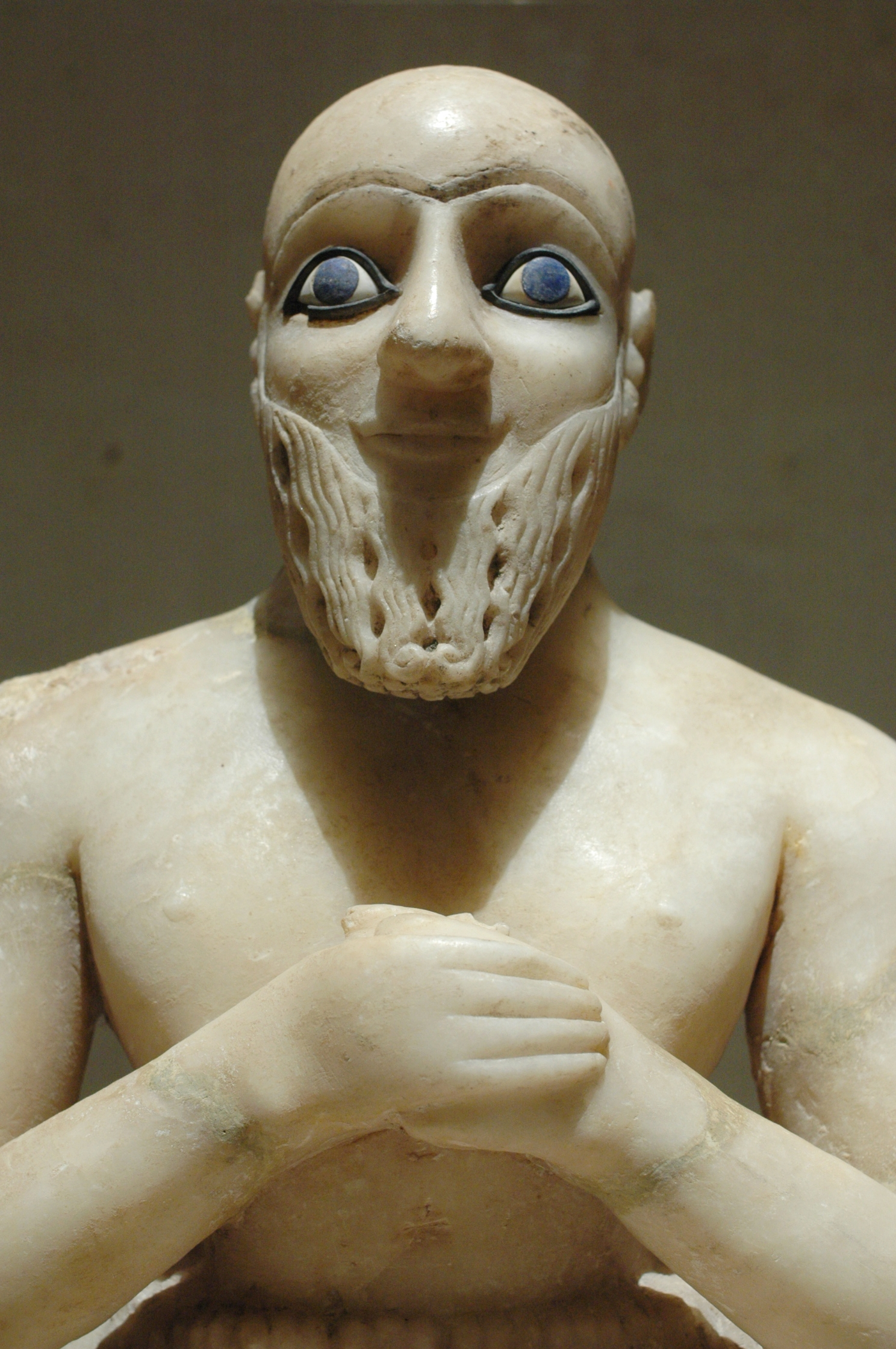
Estatuilla votiva del intendente Ebih-Il. Procedente del templo de Ishtar en Mari (c. 2400).
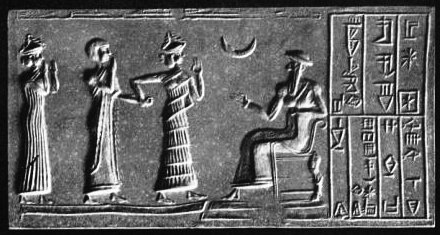
Impresión del cilindro-sello de Khashkhamer, patesi de Ishkun-Sin y vassallo de Ur-Engur, rey de Ur (c. 2400 a. C.)
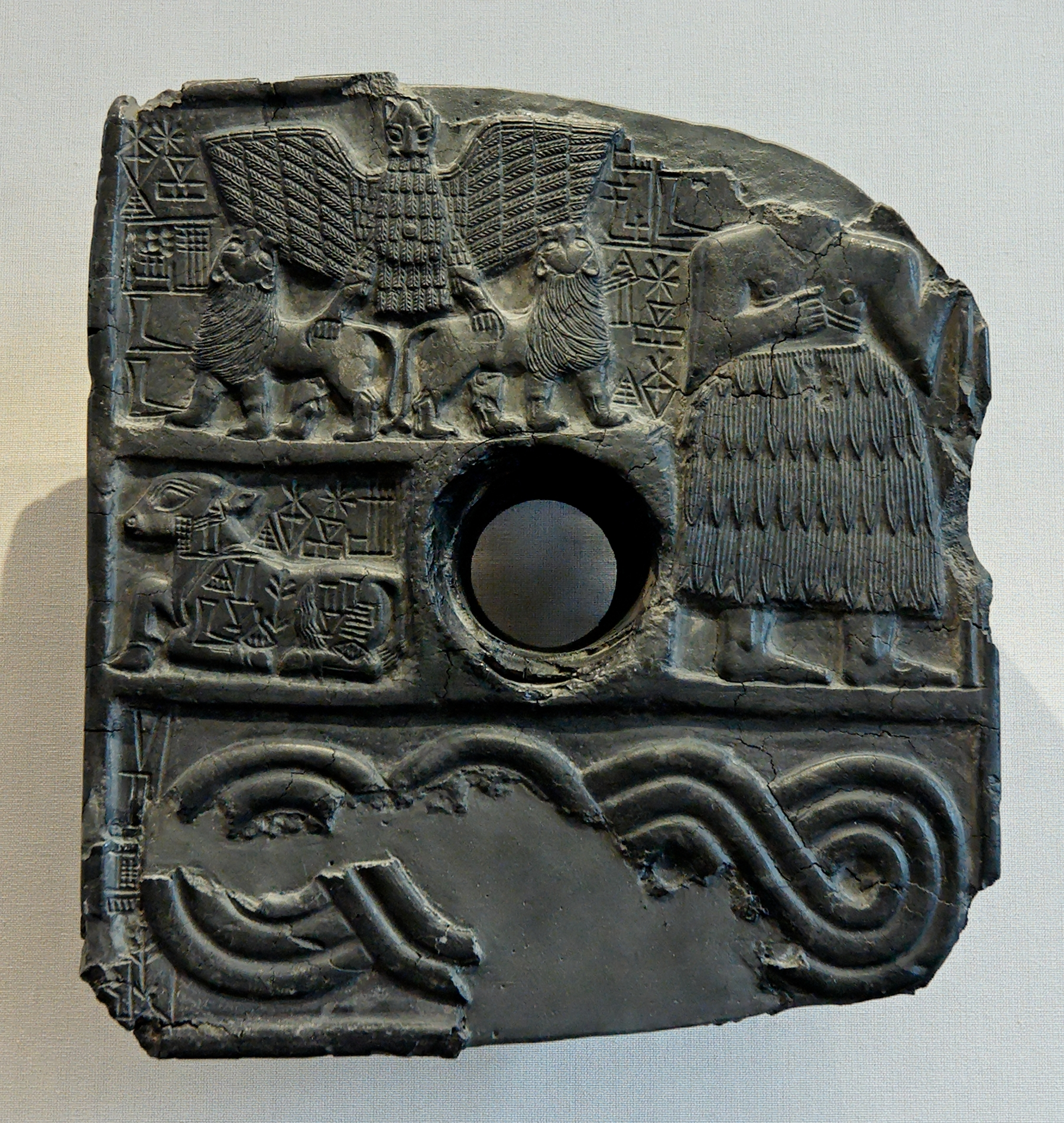
Bajorrelieve votivo de Dudu, sacerdote de Ningirsu bajo el rey Entemena de Lagash. Procedente de Ngirsu (c. 2400 a. C.)
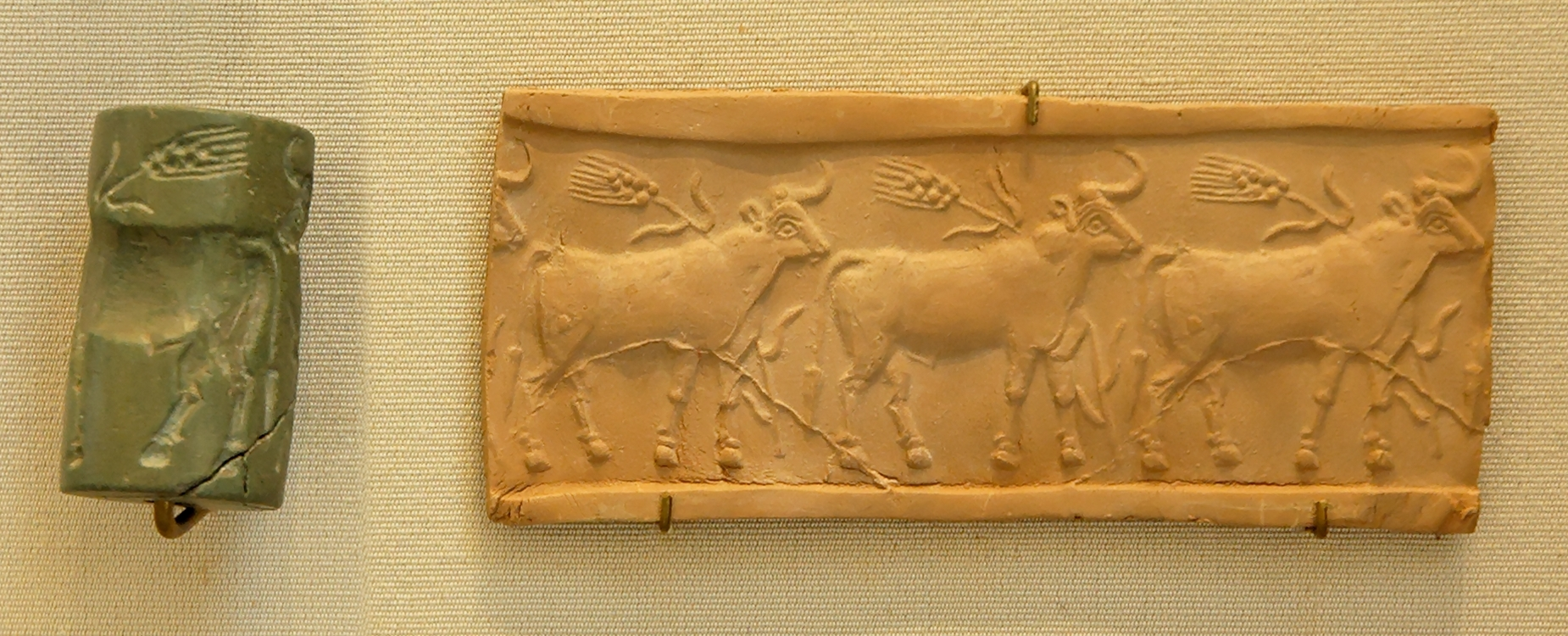
Cilindro-sello del periodo de Uruk (IV milenio a. C.)
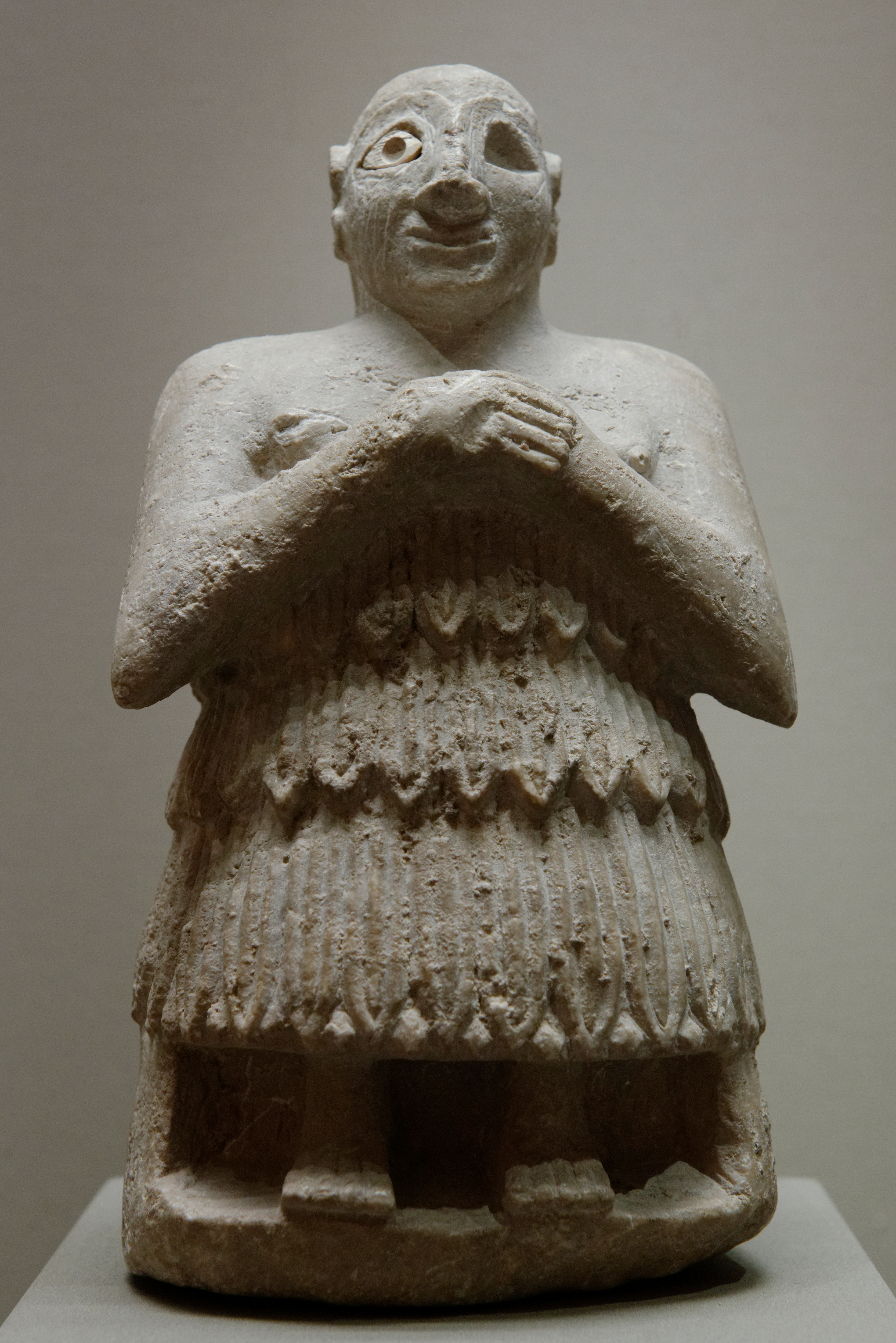
Estatuilla votiva que representa a un hombre orante sentado. Procedente de Ngirsu (c. 2400 a. C.)
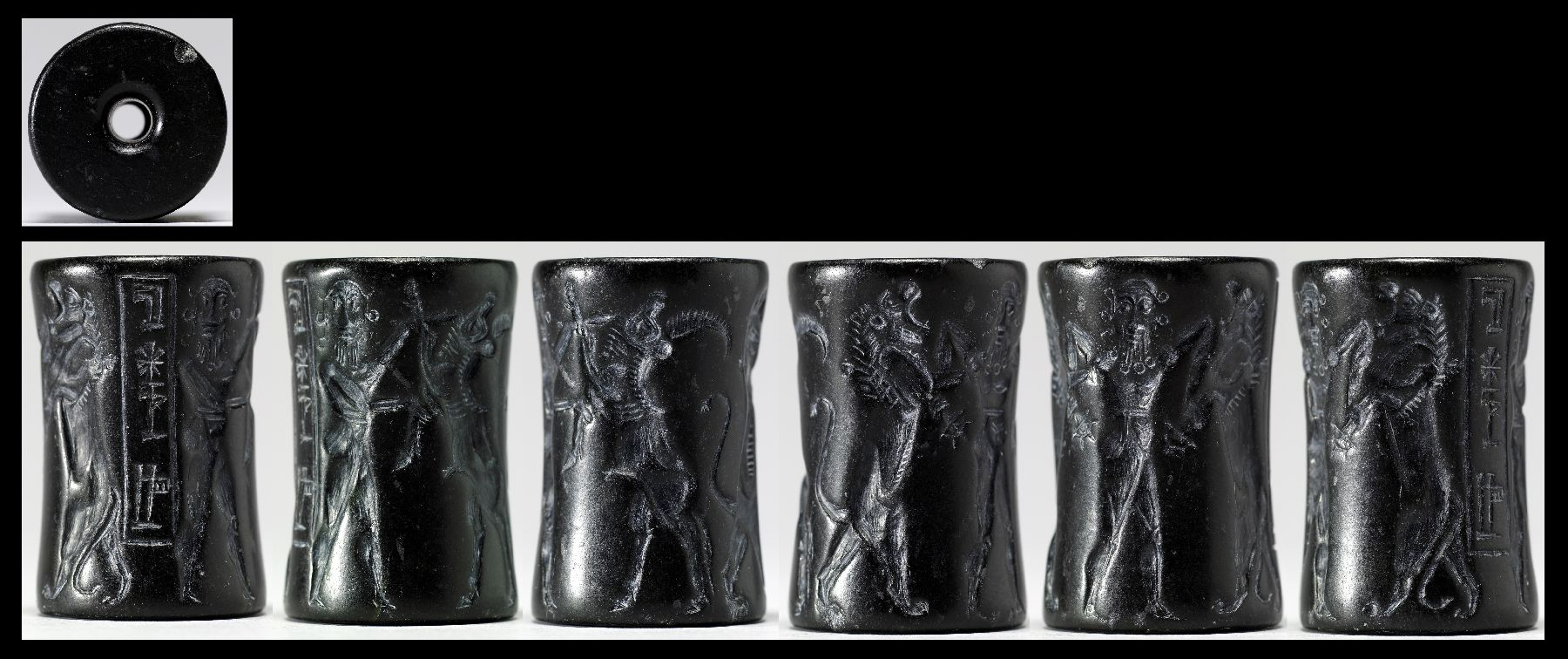
Cilindro-sello de época acadia (c. 2350 y 2150 a. C.).

### Periodo paleobabilónico
En el primer periodo en el que la ciudad de Babilonia estableció su predominio sobre el espacio mesopotámico, el testimonio histórico más importante es el denominado Código de Hammurabi, una estela en la que el rey aparece portando los símbolos del poder y la justicia y recibiendo del dios Shamash las leyes que se inscriben debajo. Destacado por sus características formales es el notable relieve denominado La reina de la noche o Relieve Burney, que representa probablemente a una diosa (Ištar, Ereškigal o Lilitu) junto con motivos iconográficos animalísticos.

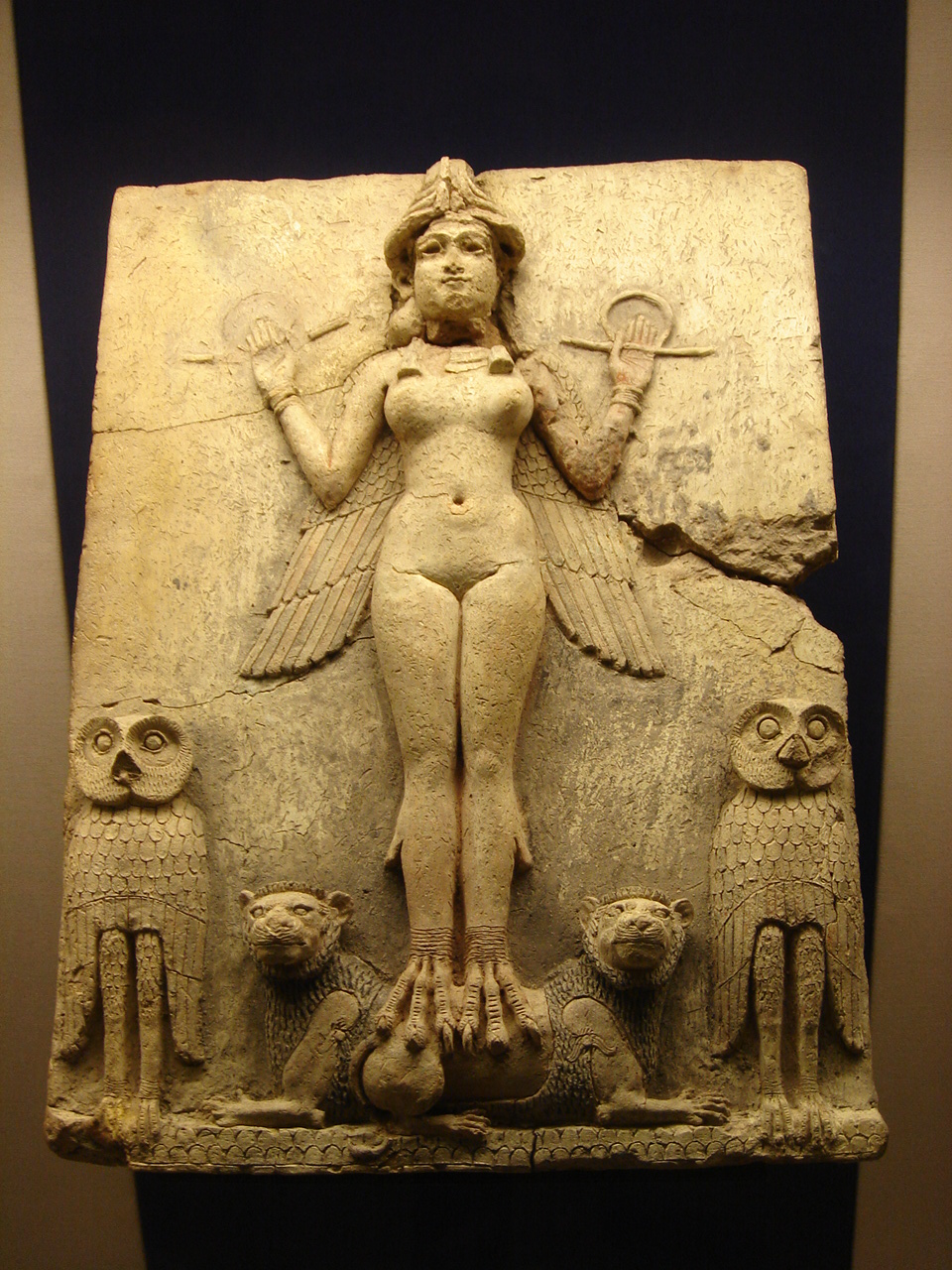
La reina de la noche (1800-1750 a. C.)
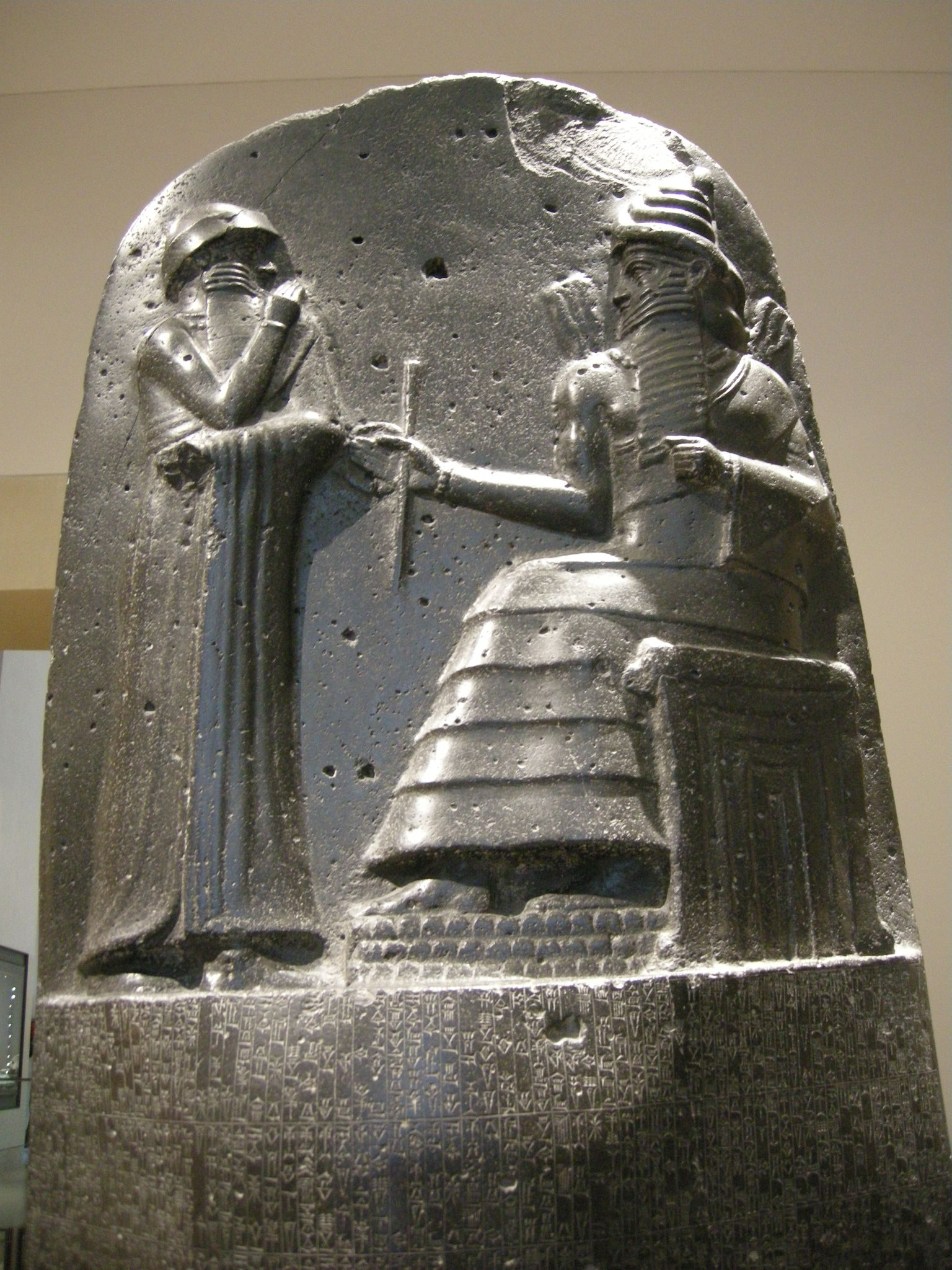
Relieve superior del Código de Hammurabi (1760 a. C.)
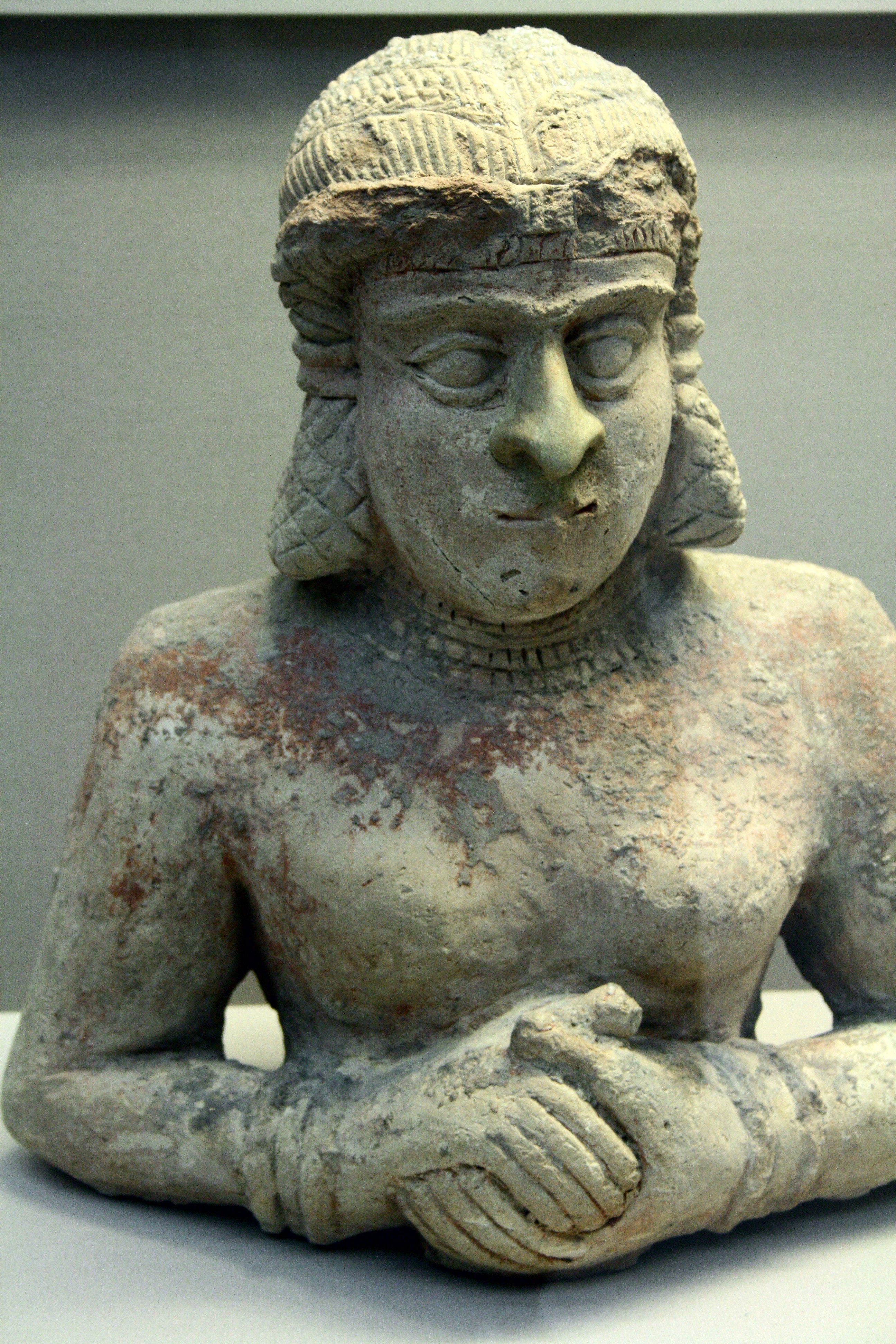
Terracota con restos de policromía que representa una figura femenina. Periodo paleobabilónico (2000 a 1700 a. C.)
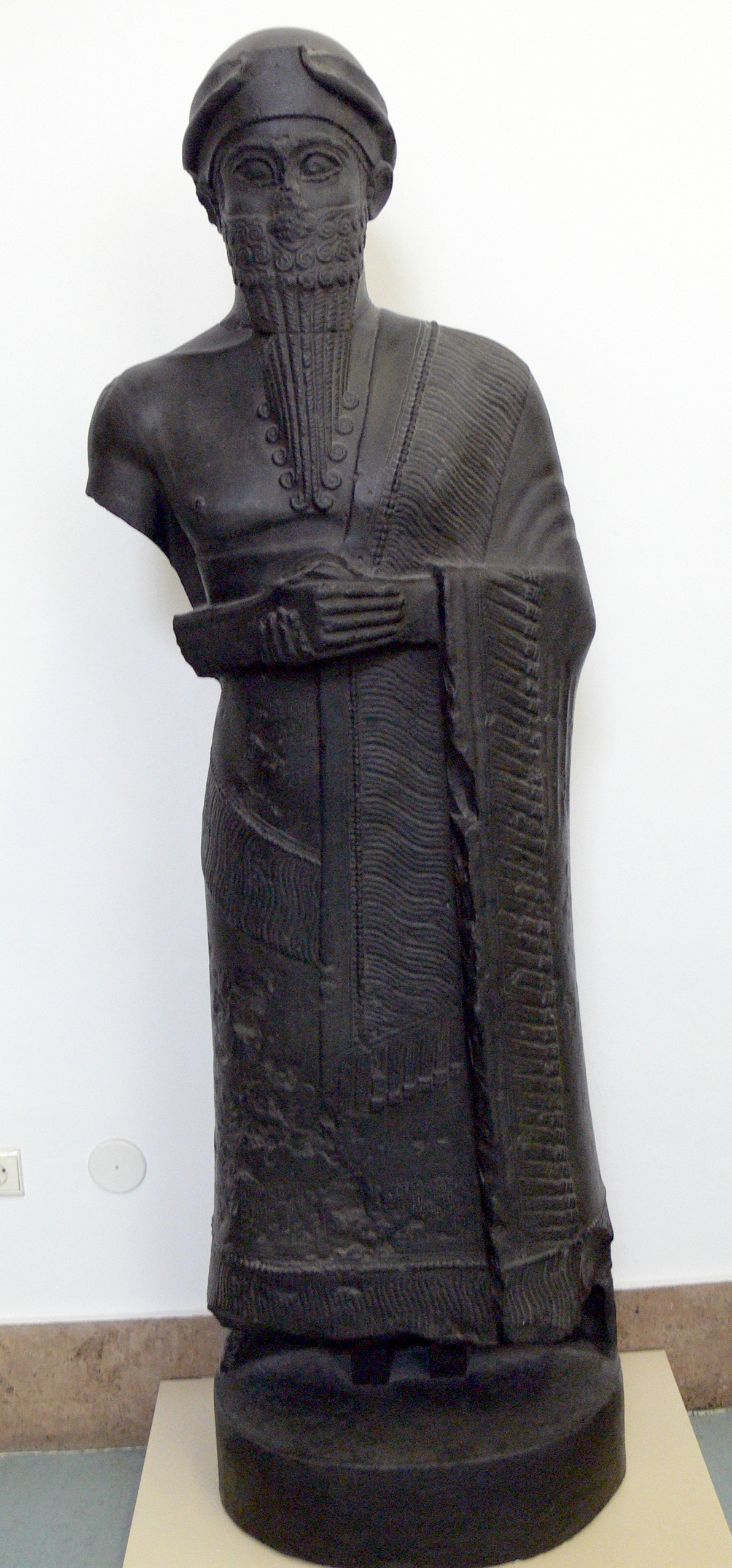
Estatua votiva de Puzur-Ishtar, gobernante de Mari (c. 1950 a. C.)
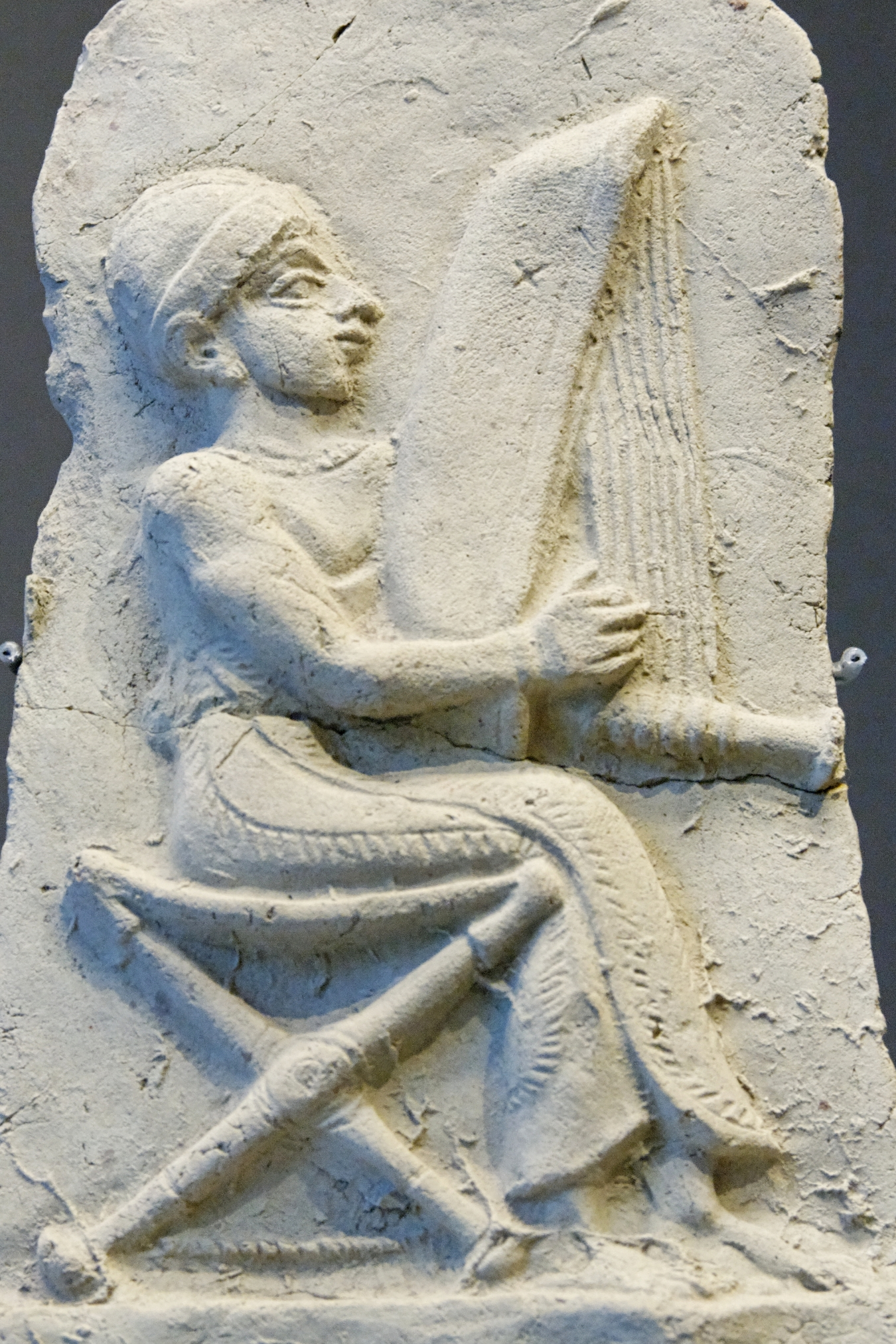
Relieve en terracota procedente de Ešnunna (comienzos del II milenio a. C.)
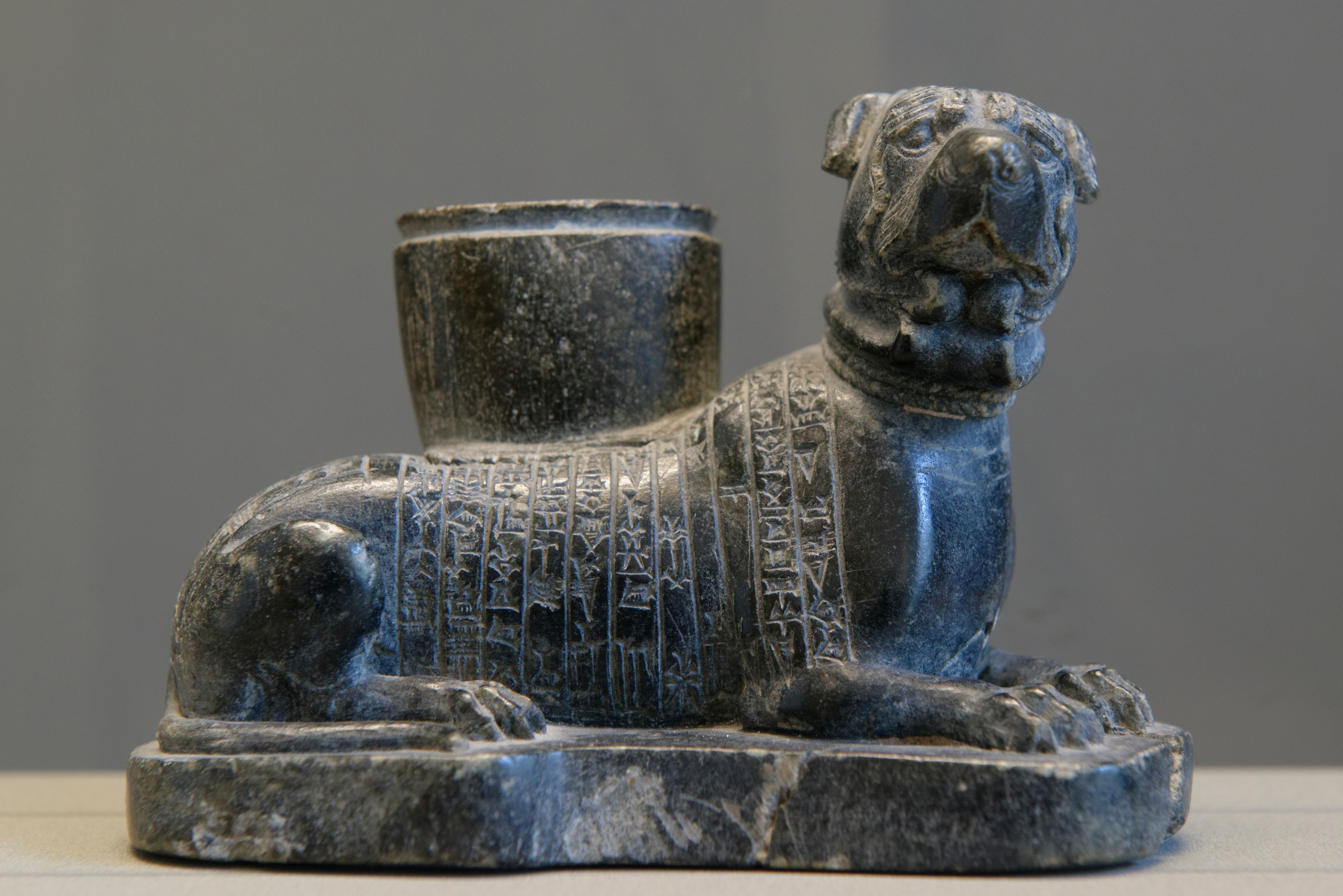
Figurilla votiva de un perro en esteatita, ofrecido por un médico de Lagash a la diosa Nisina, en beneficio de Sumu-ilum, rey de Larsa (c. 1894-1865 a. C.) Procede de Ngirsu.

### Periodo Asirio

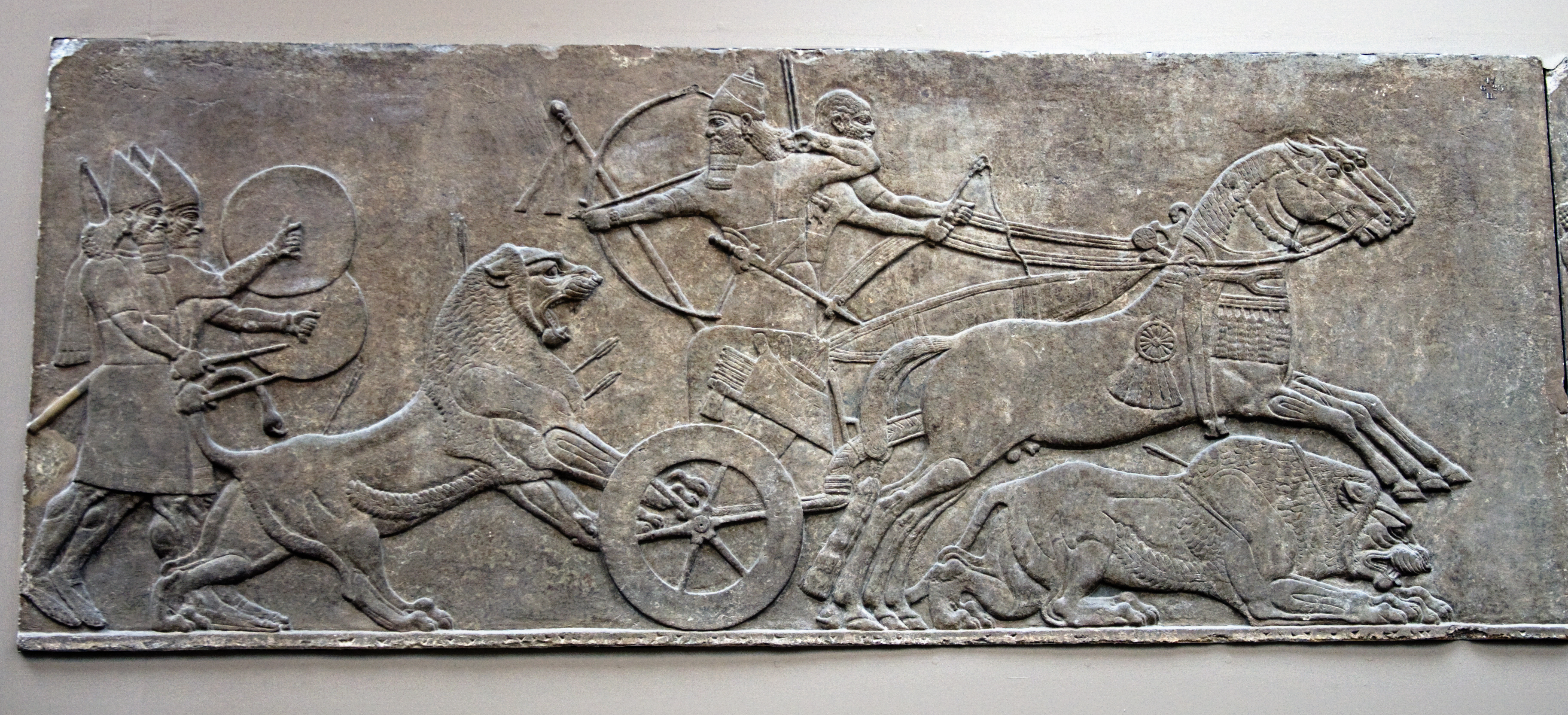
Cacería de Asurnasirpal (Asurnasirpal II,) panel 19 de la habitación B del Palacio Noroeste de Nimrud, Nínive.

La escultura asiria, muy parca en estatuas, abunda en relieves sobre piezas de mármol y alabastro. En ellos, se exagera la robustez de la musculatura humana que se imitó de la escultura caldea. Los personajes de distinción y los genios o dioses llevan grandes barbas con rizos escalonados (de los cuales ya hubo algún ejemplar de pequeñas estatuas mitológicas y de relieves en la escultura sumeria) mientras que los eunucos o servidores del rey se presentan sin barba; y todos con trajes talares o, por lo menos, hasta la rodilla ostentando grandes flecos o franjas en los bordes de la vestimenta. Son también característicos del arte asirio (y del persa que le sucedió) los lamasu que se colocaban a los lados de las puertas de los palacios reales (kirubi o querubín —en el mundo judío—, también denominados androsfinges —de los términos griegos andros, varón, y esfinge—, una construcción quimérica caracterizada por mezclar miembros de toro, león y águila con una cabeza humana) que tuvieron ya sus antecedentes en las figuras pequeño tamaño de época sumeria y babilónica (toros androcéfalos). 

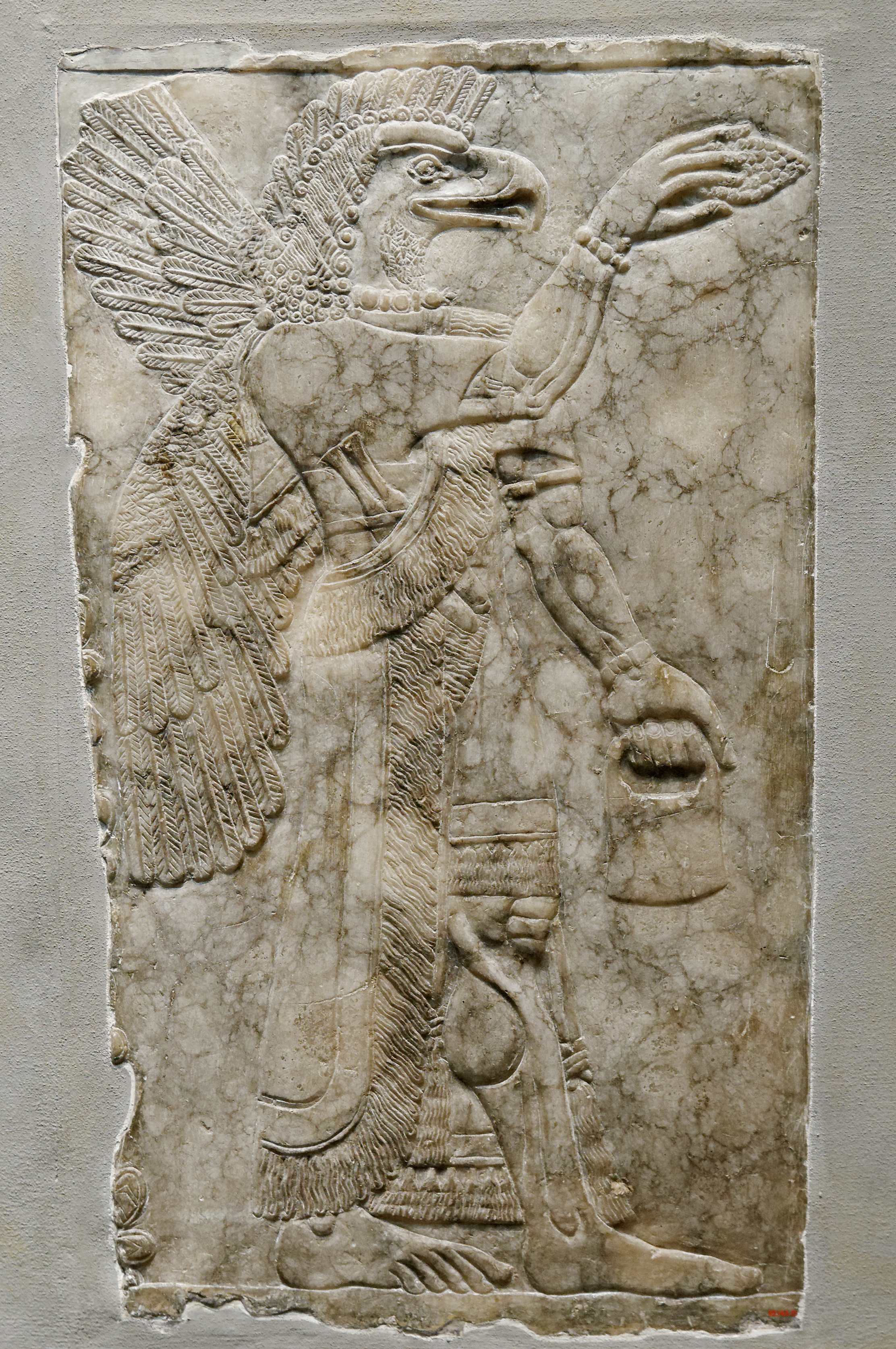
Genio alado con cabeza de águila, procedente del palacio de Asunasirpal II en Nimrud (853-859 a. C.)
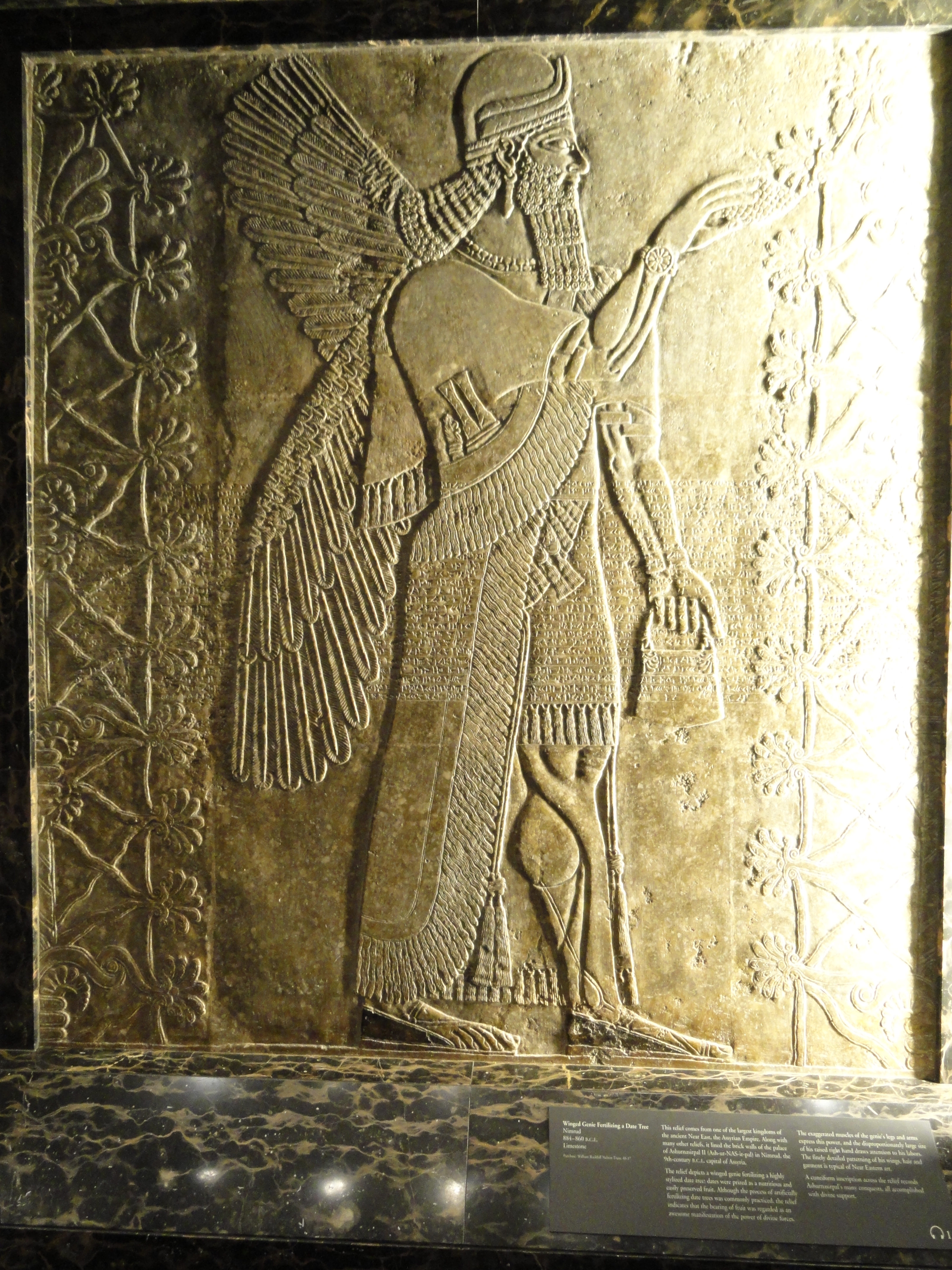
Genio alado fertilizando una palmera datilera, de la misma procedencia.
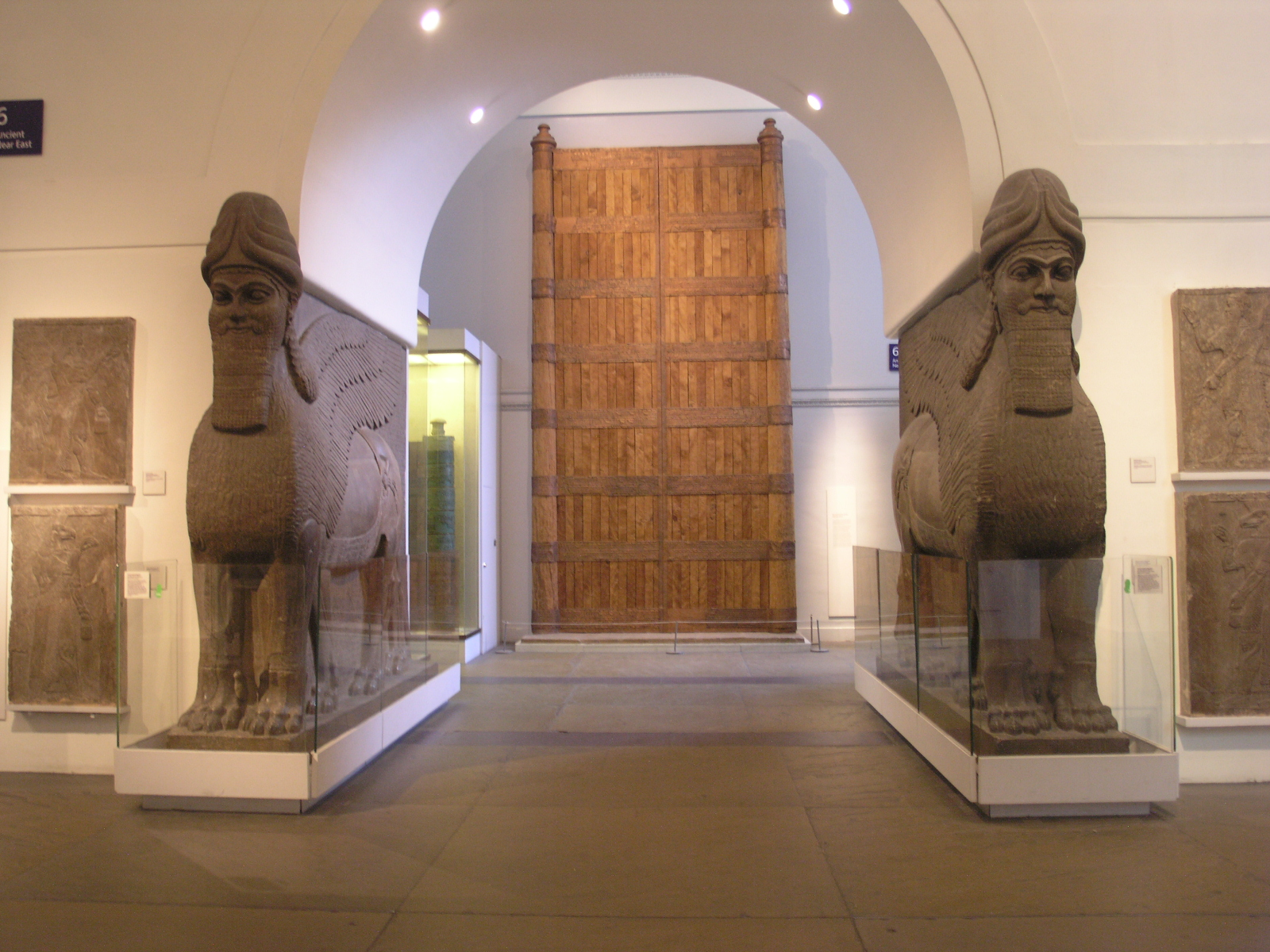
Lamasu del Palacio de Ashurnasirpal II, procedente de Nimrud (c. 883 a. C.)
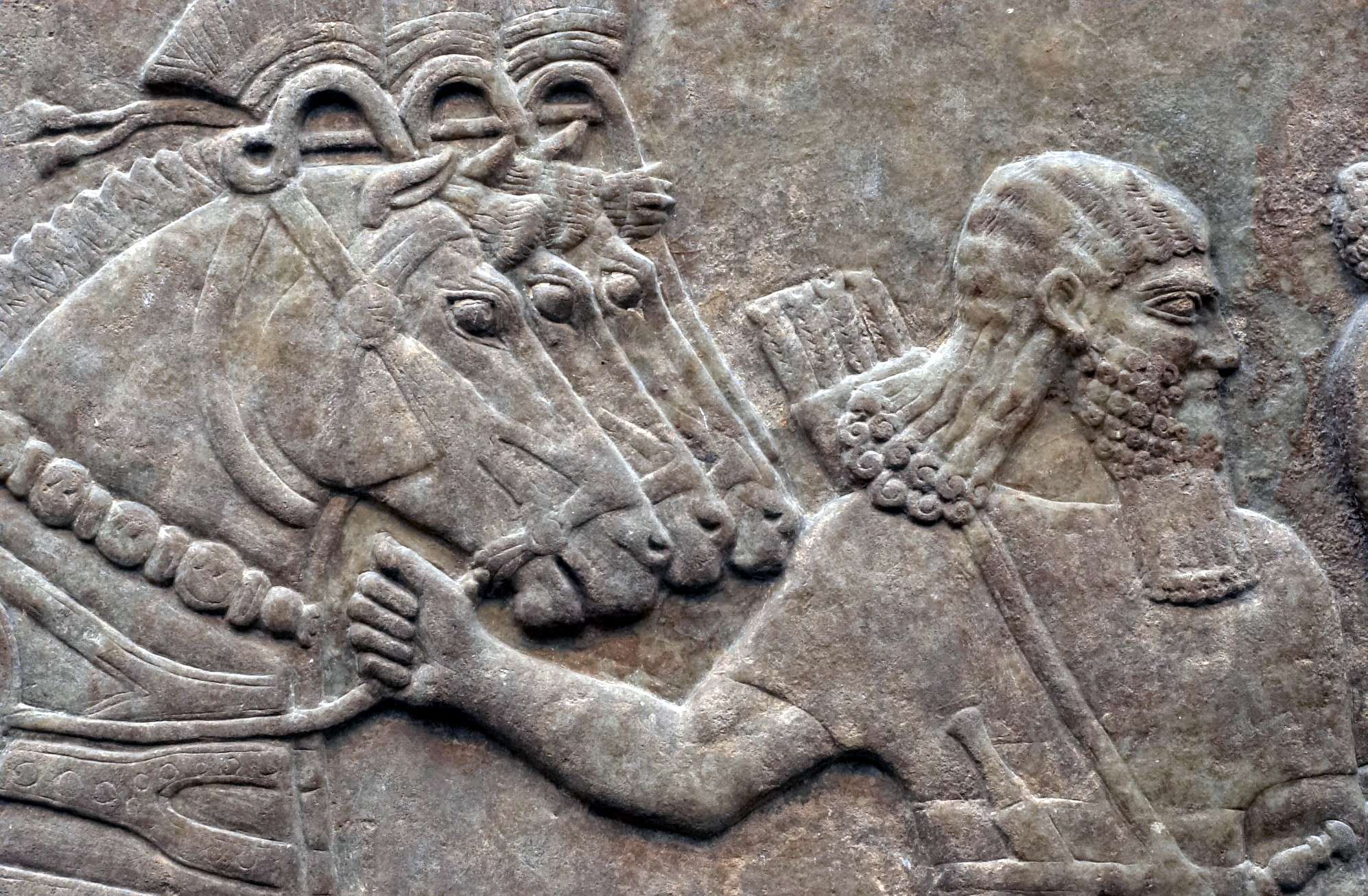
Detalle de uno de los relieves de la cacería de Asurnasirpal.
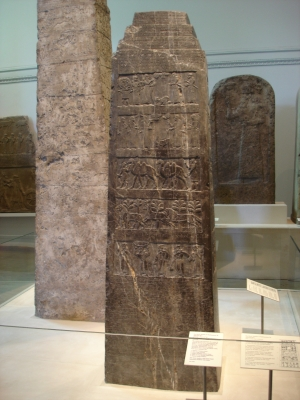
El llamado obelisco negro de Salmanasar III (825 a. C.)
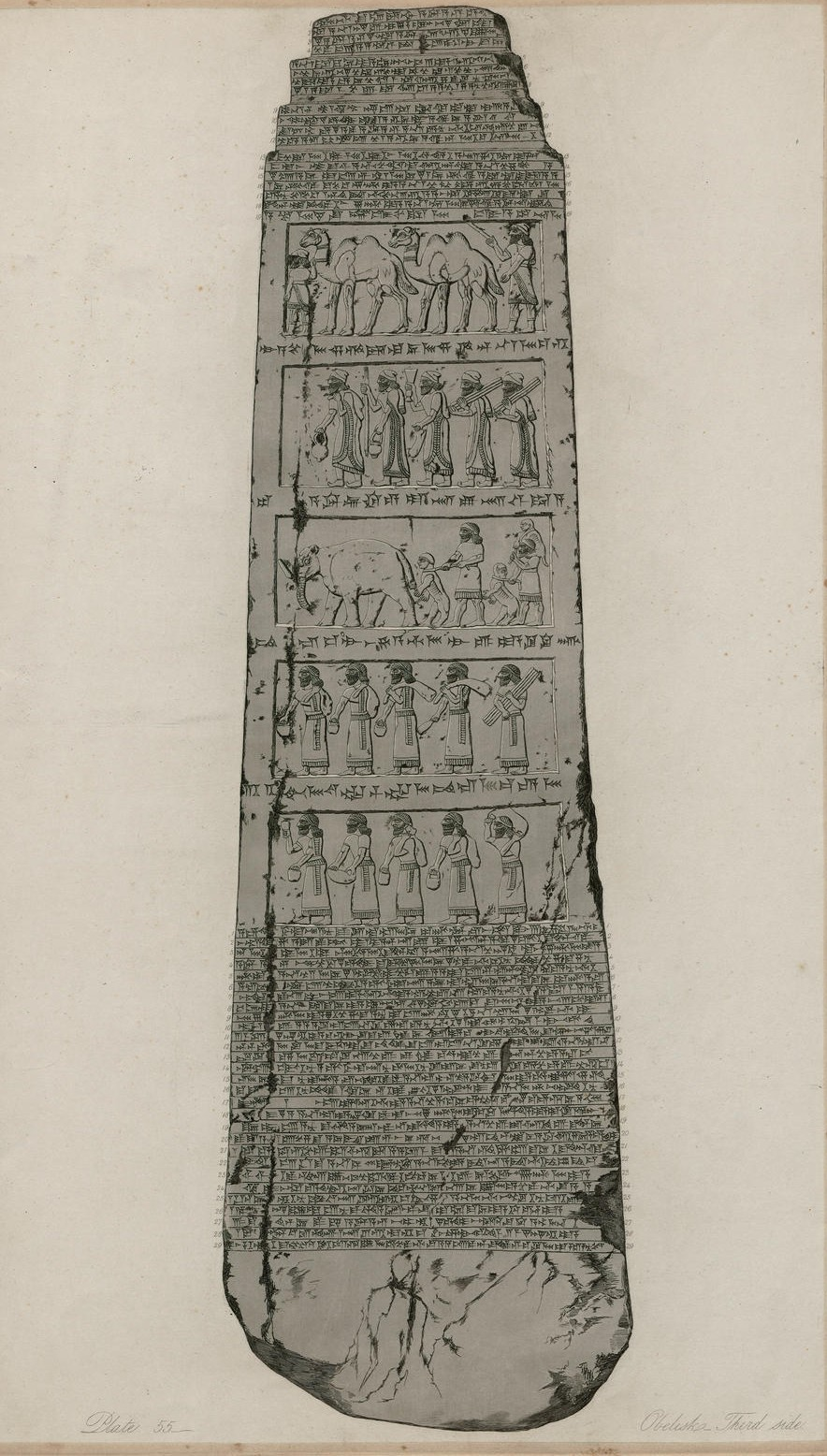
Dibujo arqueológico del oblisco negro
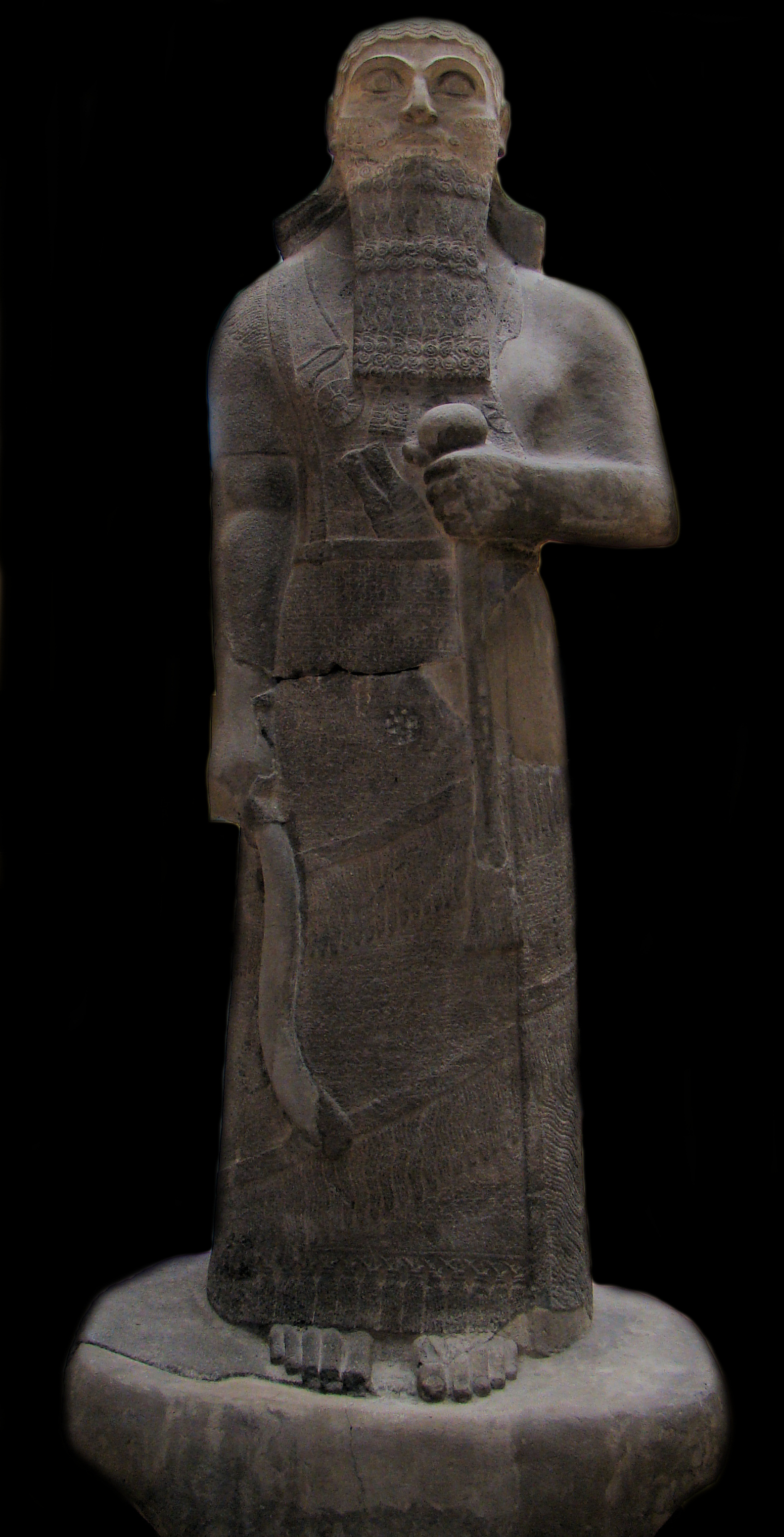
Estatua de Salmanasar III procedente de Assur
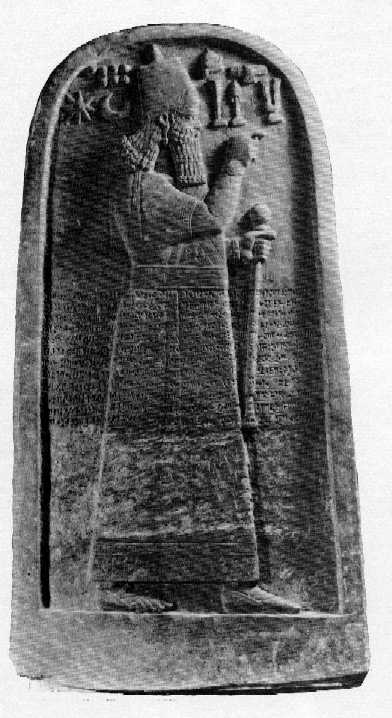
Estela de Adad-nirari III (810-763 a. C.)

Los bajorrelieves asirios más antiguos son los de Tiglatpileser I y los más acabados corresponden a la época de Asurbanipal (siglo VII a. C., que fue el siglo de oro de este arte). Los principales entre estos monumentos asirios se hallan en el Museo Británico (las cacerías de Asurnasirpal y Asurbanipal —con los leones heridos—, el obelisco negro) y en el Louvre (toros androcéfalos, relieves de Sargón II).

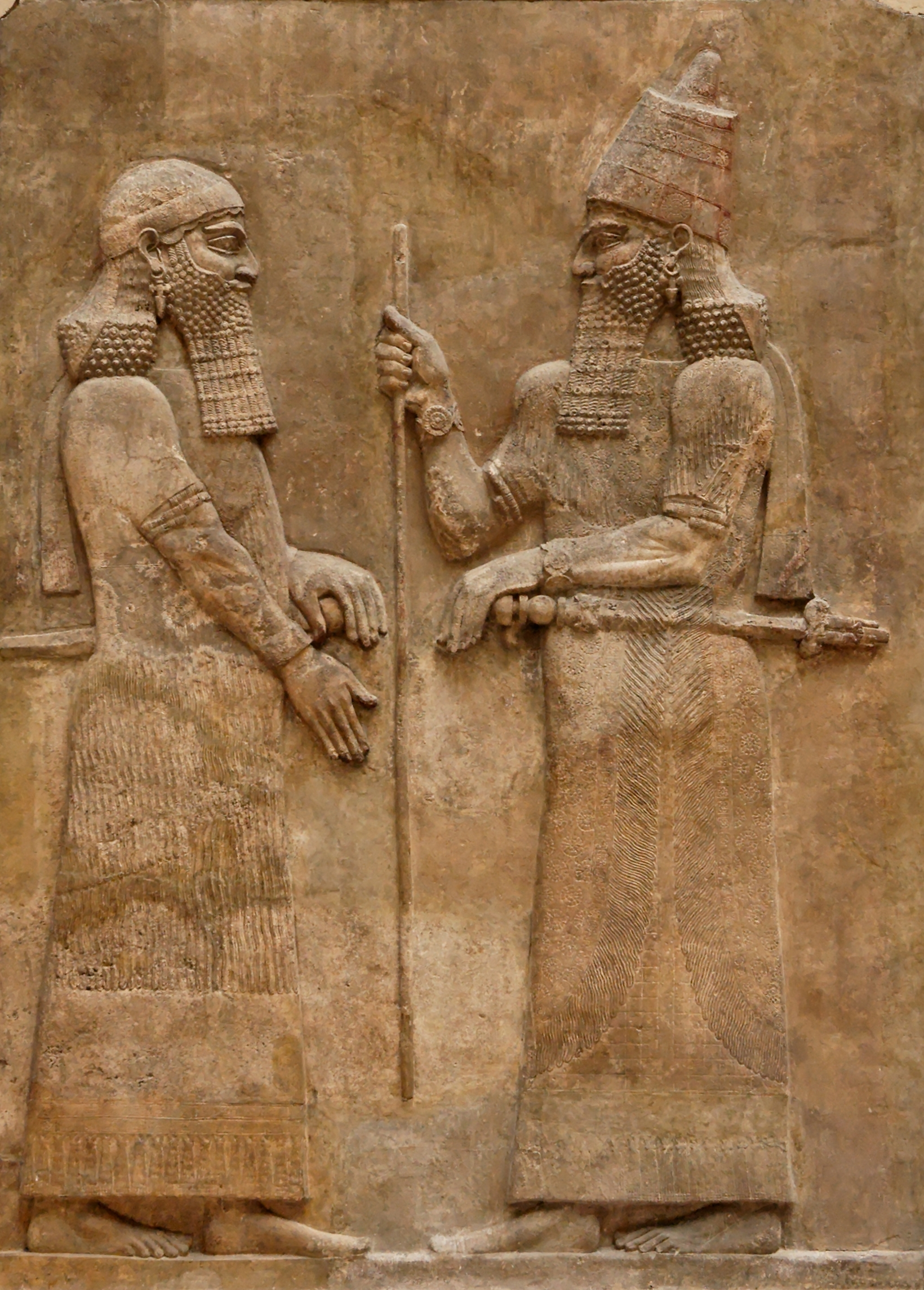
Sargón II con su hijo el príncipe Senaquerib, bajorrelieve procedente de Dur Sharrukin-Khorsabad (c. 716 a. C.)
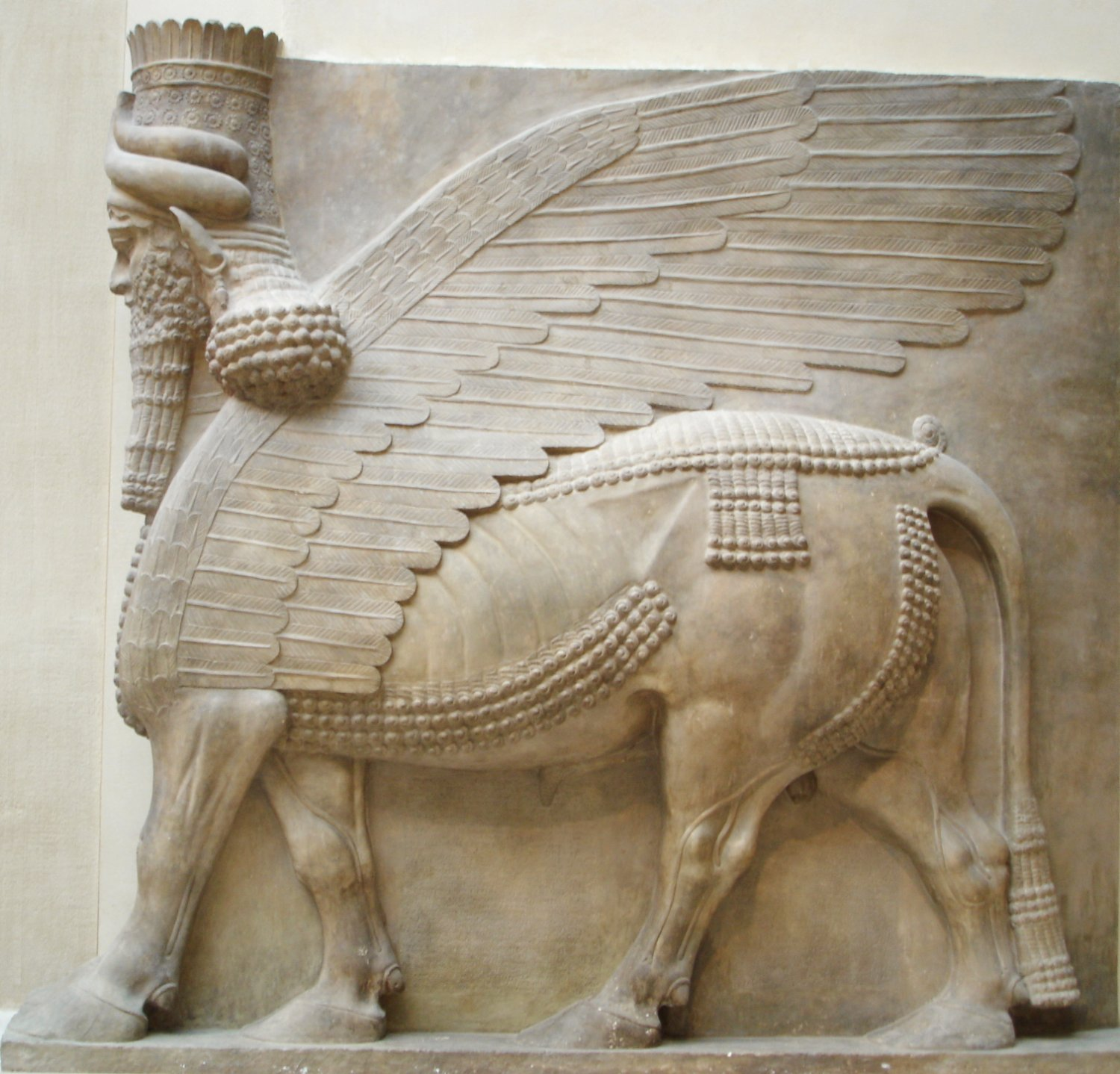
Lamasu del palacio de Sargón II en Khorsabad
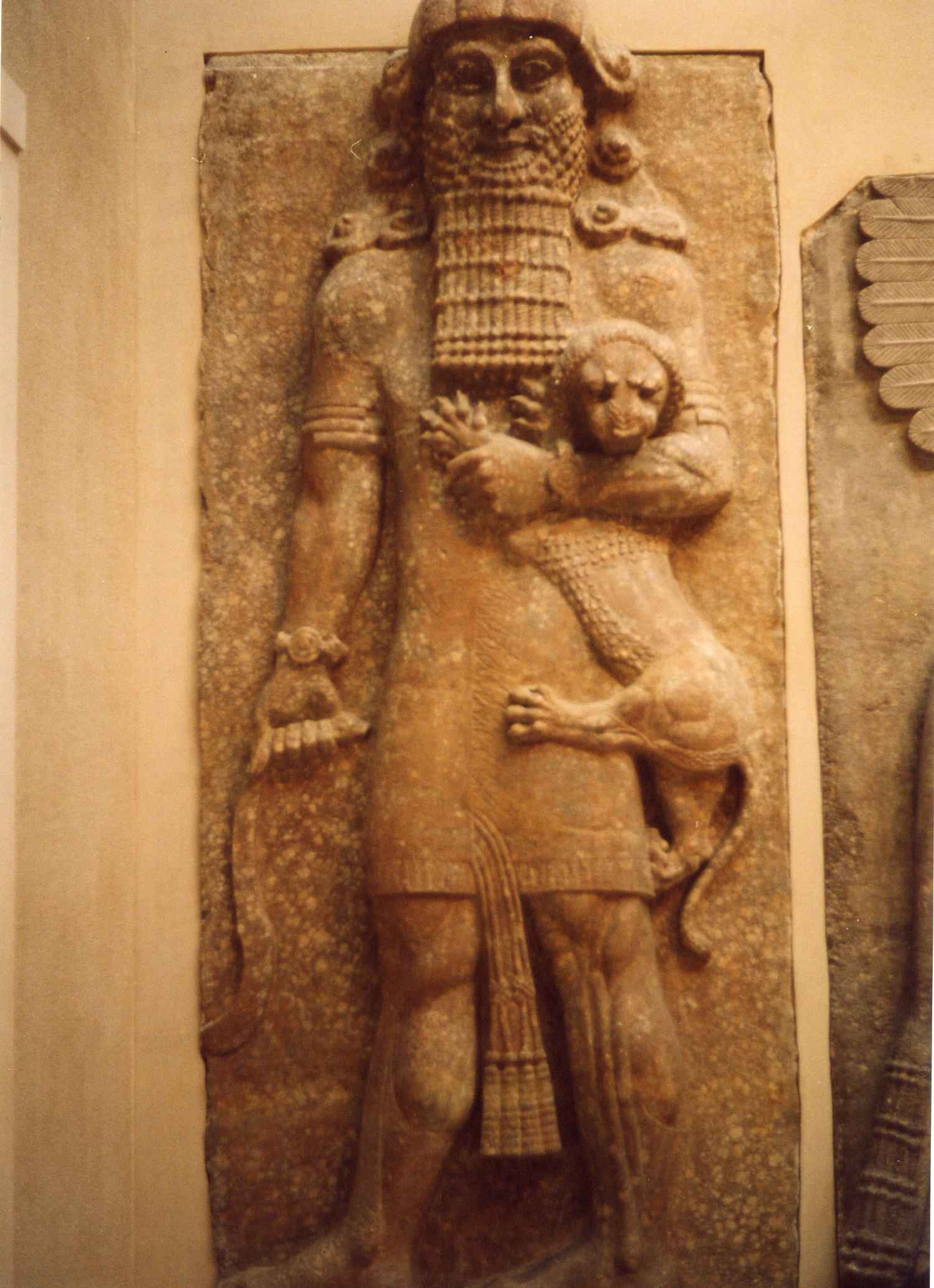
Héroe de la mitología mesopotámica (Gilgamesh o Enkidu), venciendo a un león. Procedente del palacio de Sargón II en Khorsabad
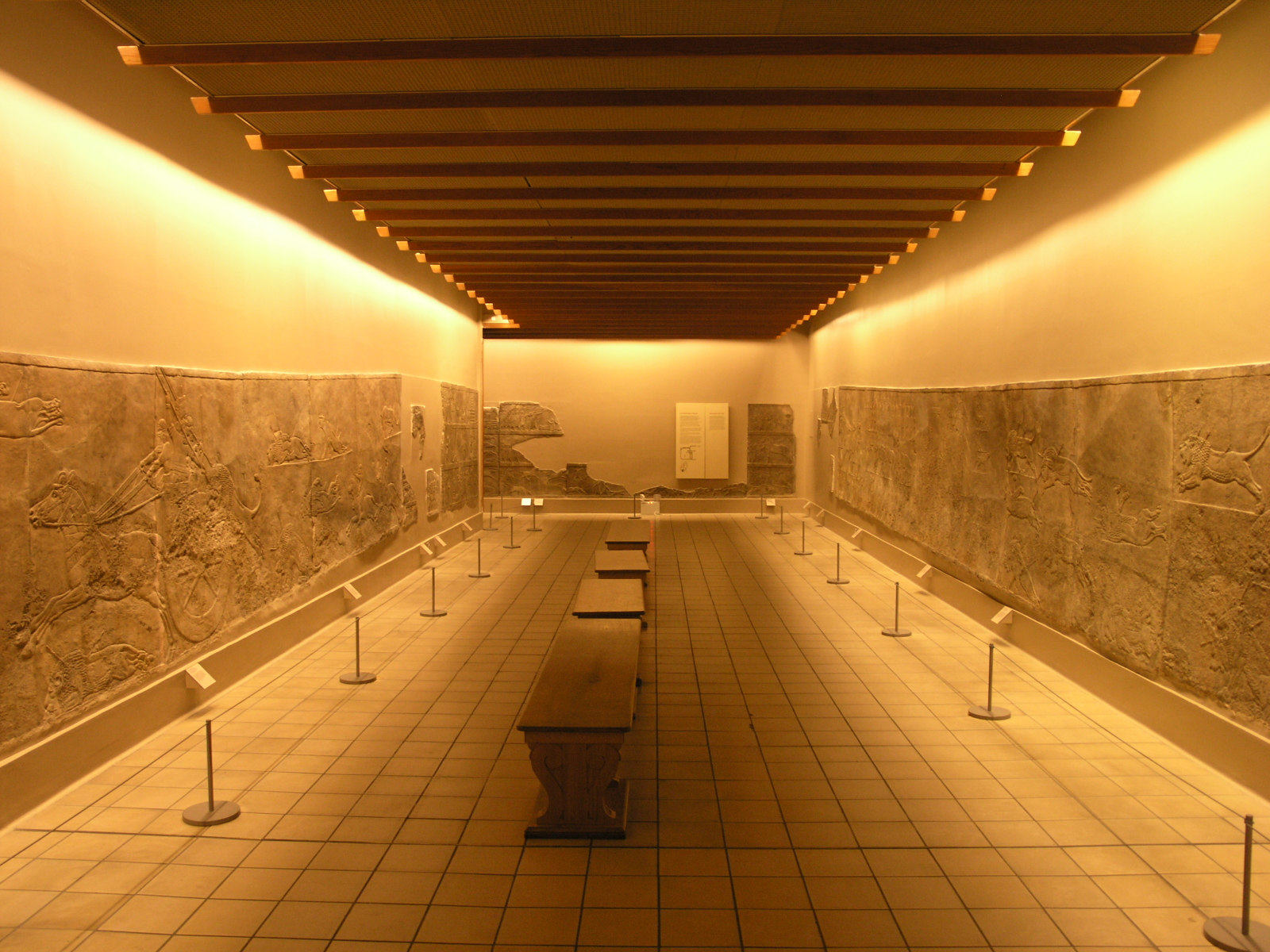
Sala 10 del British Museum: La cacería de Asurbanipal, relieves procedentes de Nínive (c. 650 a. C.)
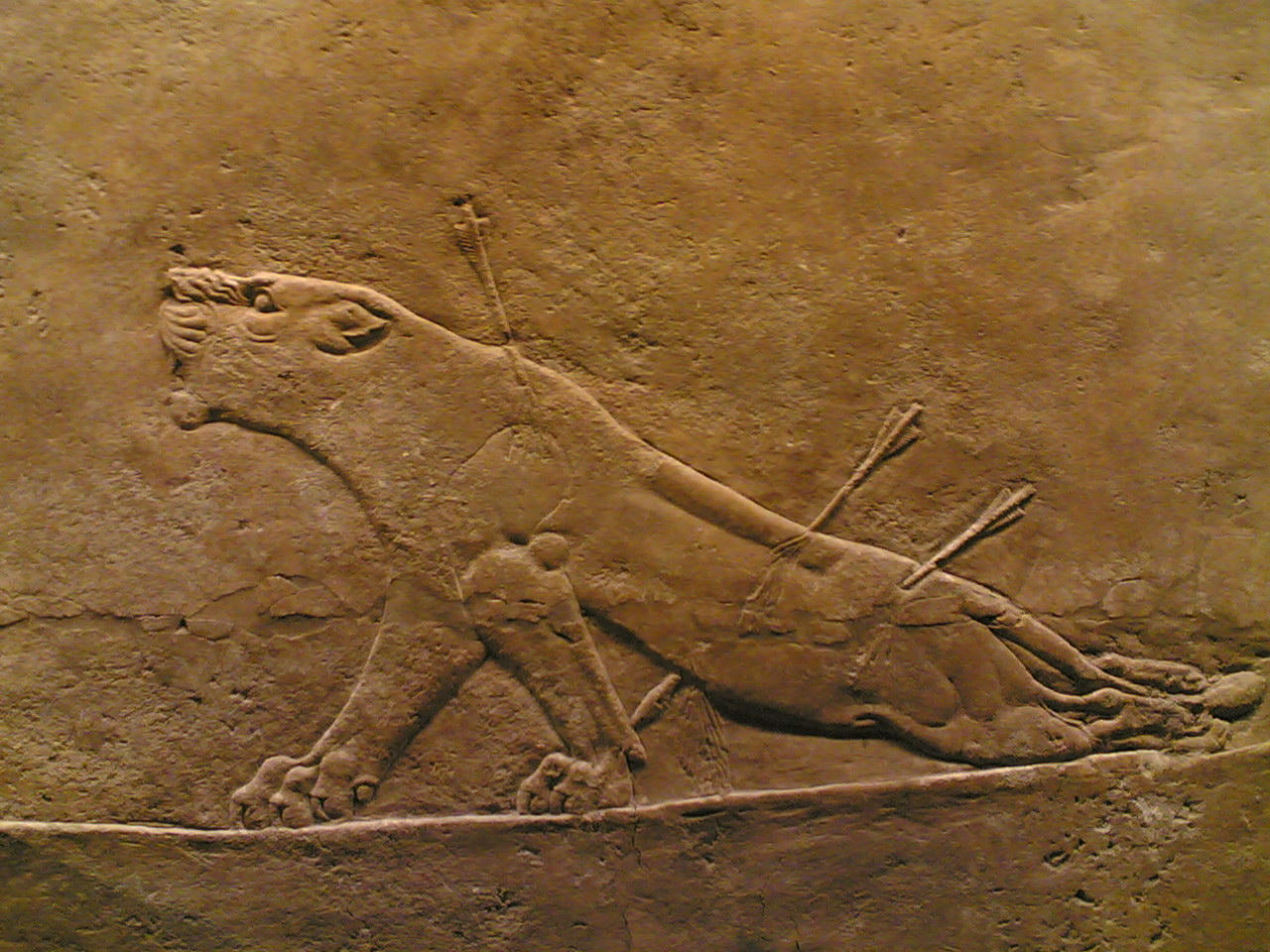
La leona herida (de la cacería de Asurbanipal)
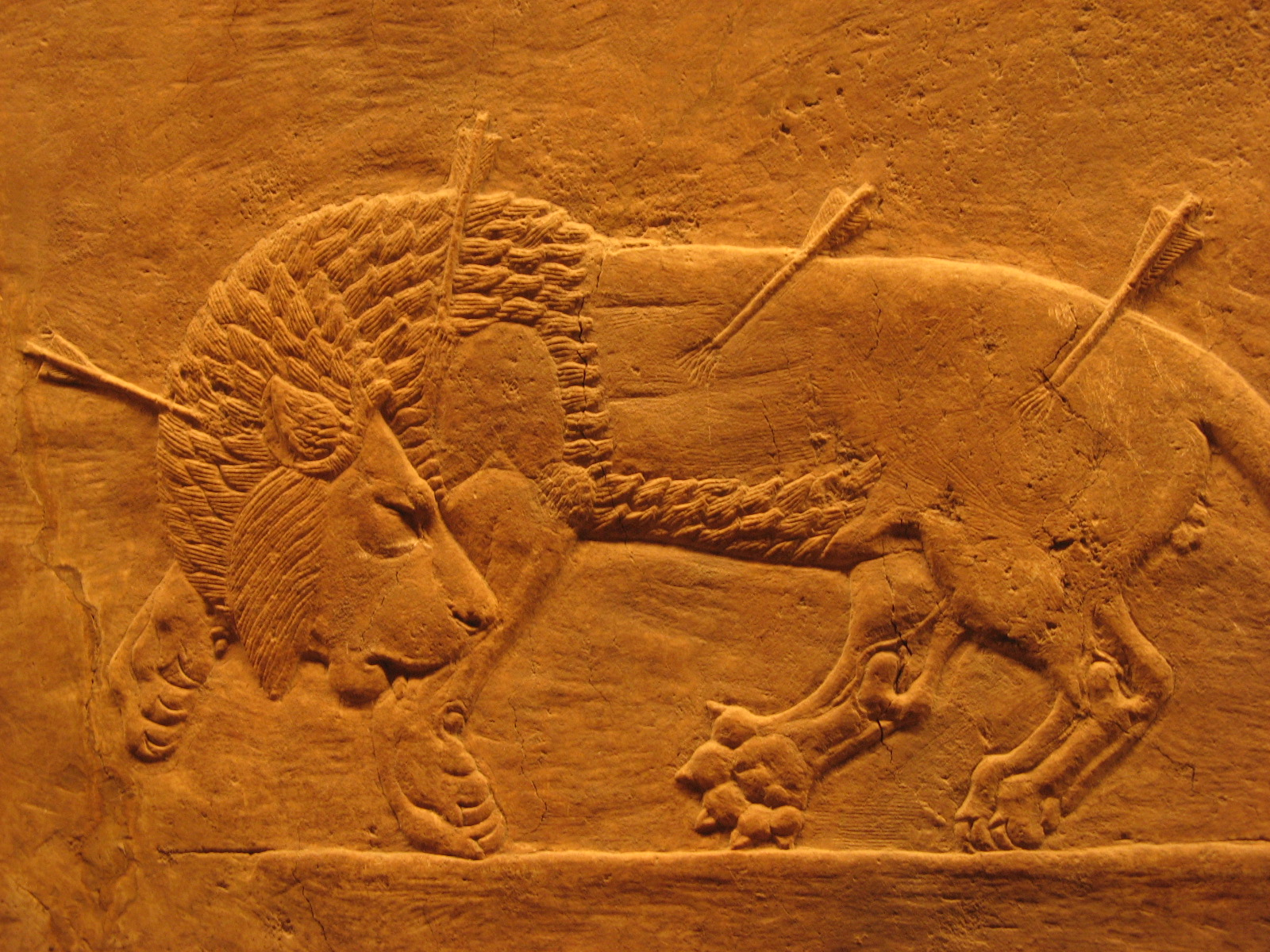
El león herido (de la cacería de Asurbanipal)
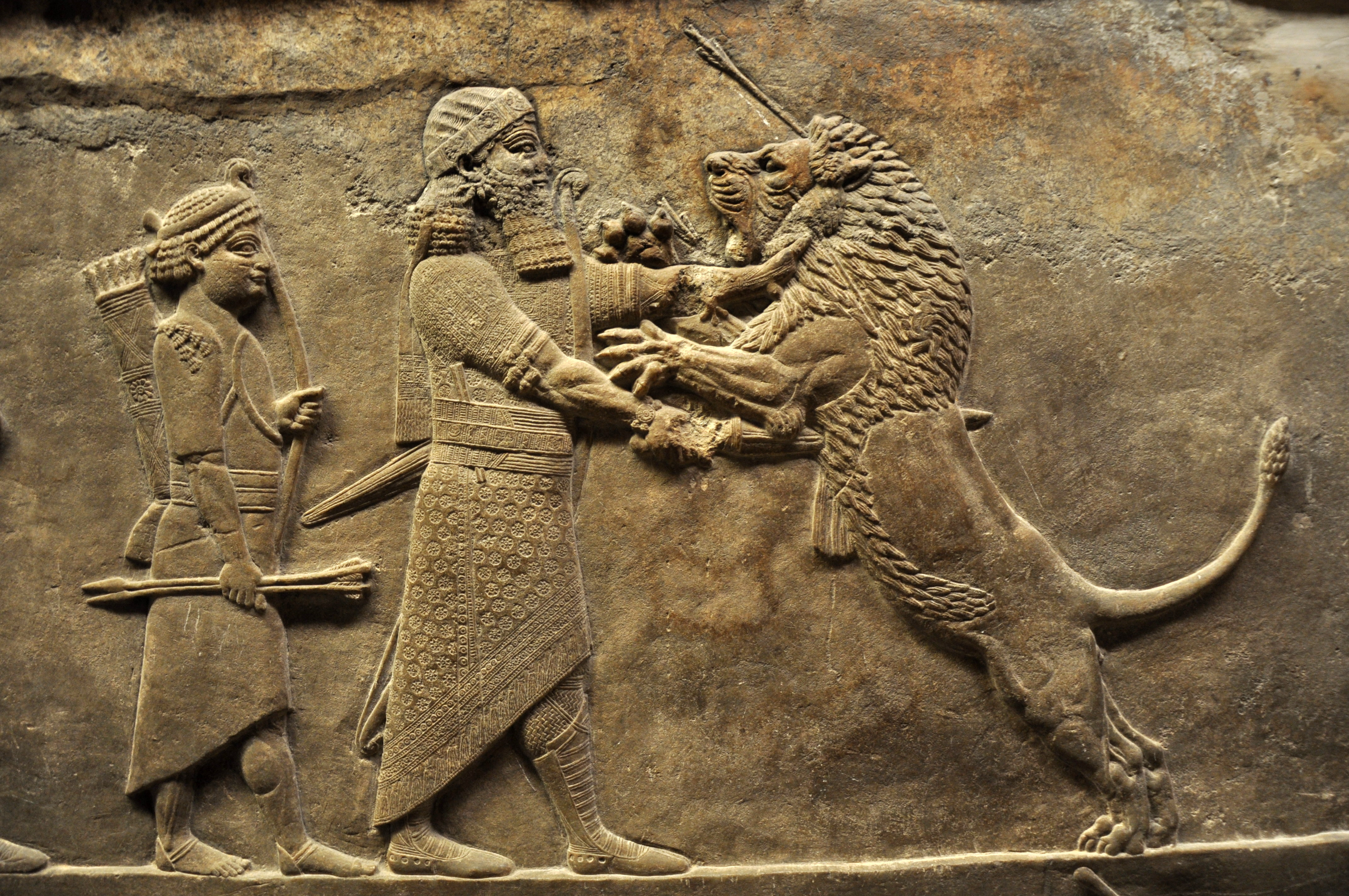
Asurbanipal matando un león (de la cacería de Asurbanipal)

### Periodo neobabilónico
A finales del siglo VII y durante el siglo VI a. C. Babilonia volvió a convertirse en el centro político del área mesopotámica, bajo la llamada dinastía neobabilónica o caldea (la XII). Muy impactante, por su policromía, es la decoración escultórica de la Puerta de Ishtar.

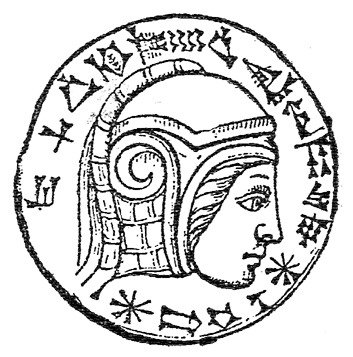
Moneda de Nabucodonosor II (604-562 a. C.)
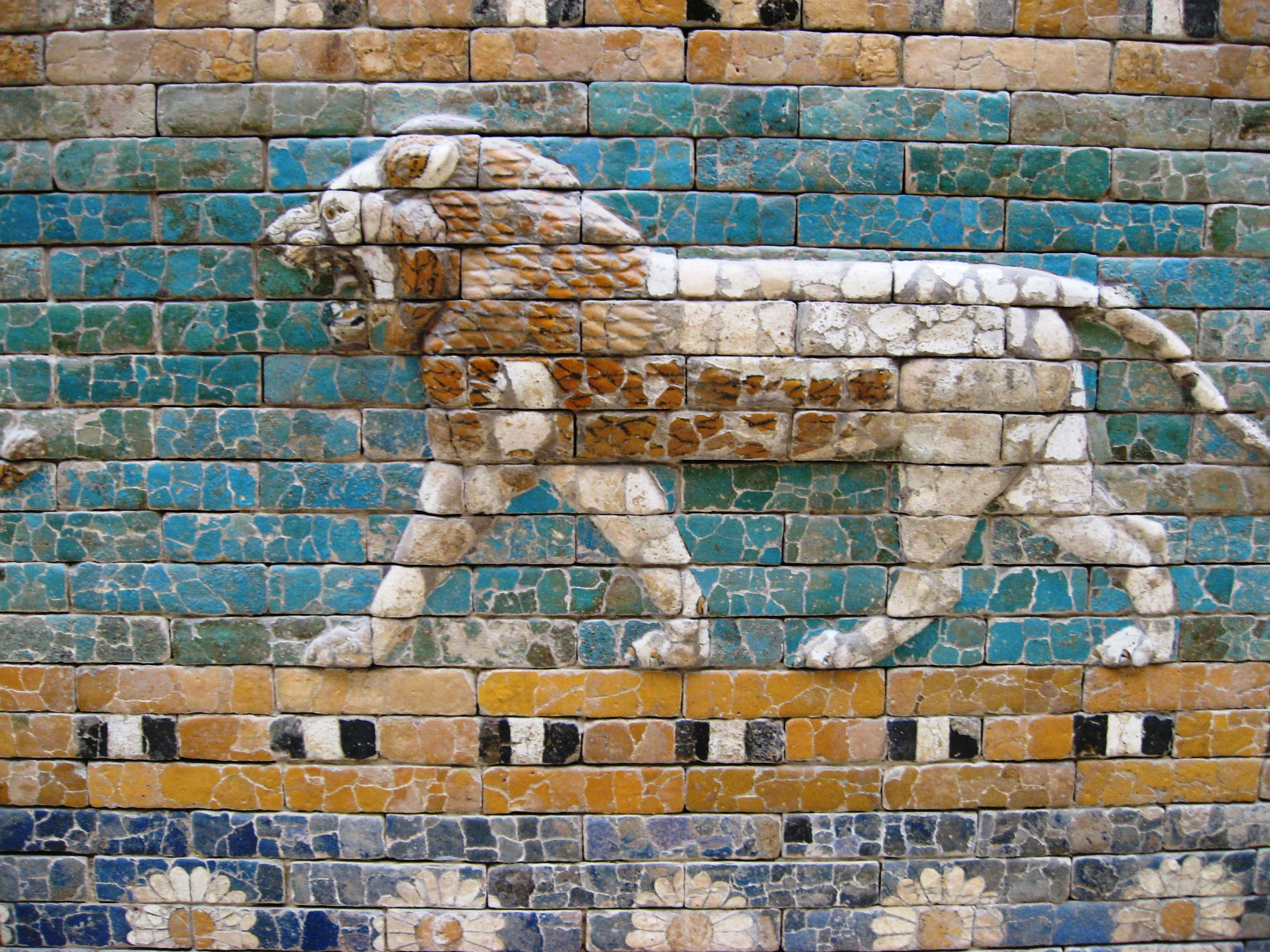
León de cerámica vidriada en relieve. Puerta de Ishtar (Babilonia, 575 a. C.)
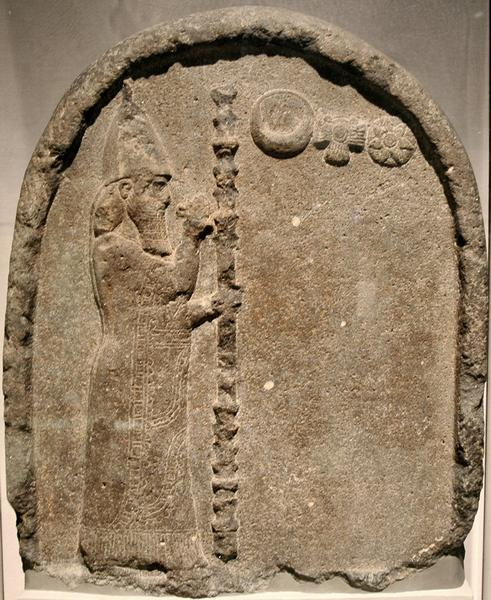
Estela de Nabonido, el último emperador babilónico (556-539 a. C.)

## Pintura

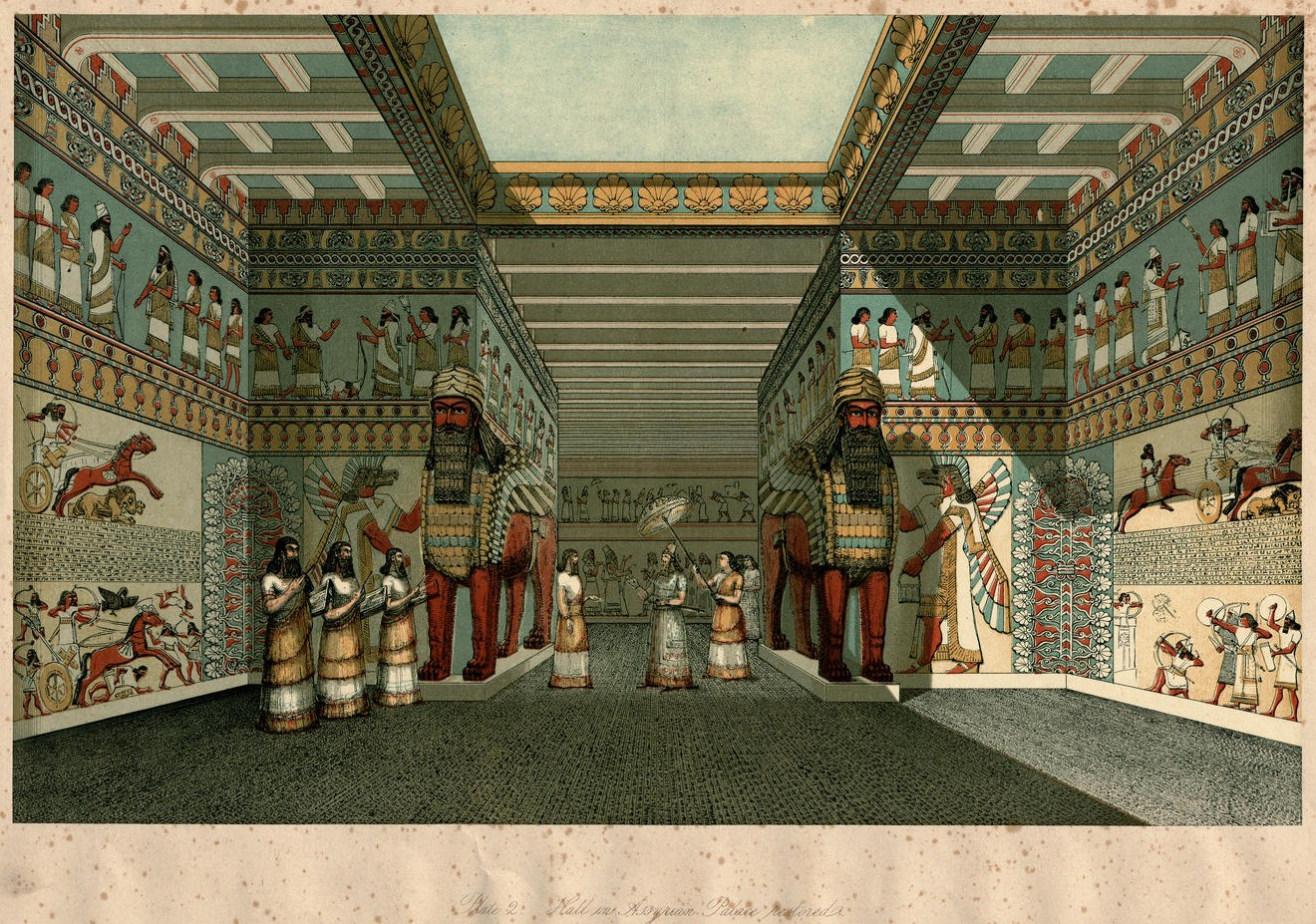
Reconstrucción arqueológica del sobre el posible aspecto de una sala del palacio de Nínive

Son muy pocos los ejemplos conservados de pintura mesopotámica. La policromía de estatuas y relieves se ha perdido en su mayor parte; mientras que los frescos no son tan abundantes como en la pintura egipcia y sólo aparecen excepcionalmente (palacio de Zimri-Lim en Mari —siglo XVIII a. C.—, palacio de recreo de Tiglatpileser III en Til Barsip —siglo VIII a. C.—)
El mosaico y la taracea, técnicas de gran durabilidad, sí tienen algunos ejemplos significativos en el arte mueble, como las espectaculares piezas halladas en las tumbas reales de Ur (estandarte de Ur, arpas de Ur, juego real de Ur -III milenio a. C.-)
El ladrillo vitrificado fue utilizado con criterios decorativos en ciertas construcciones, incluso en algunos casos se le moldeaba en relieve para formar figuras (puerta de Ishtar de Babilonia, siglo VI a. C.).

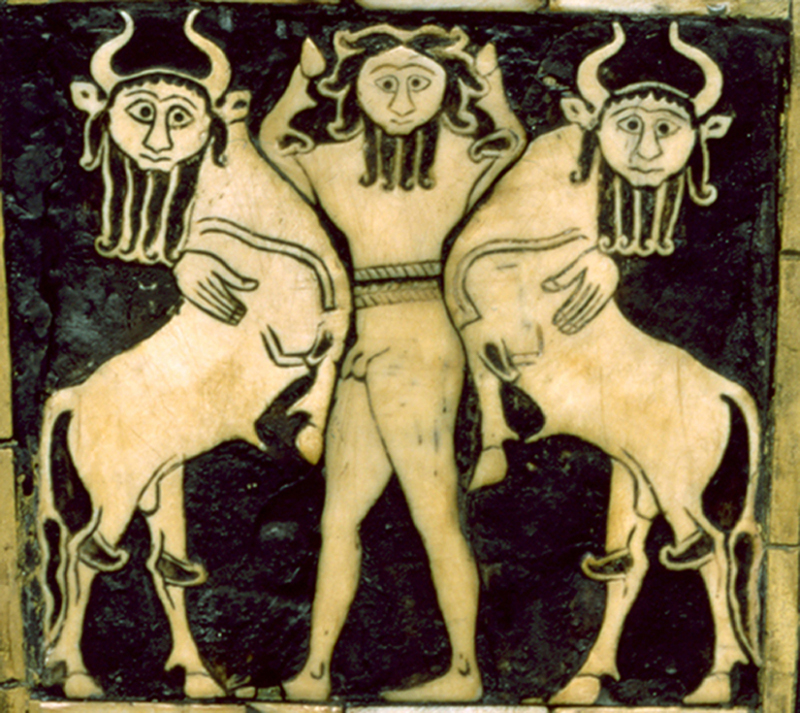
Detalle de la decoración de la Gran lira procedente de las tumbas reales de Ur (c. 2650-2550 a. C.)
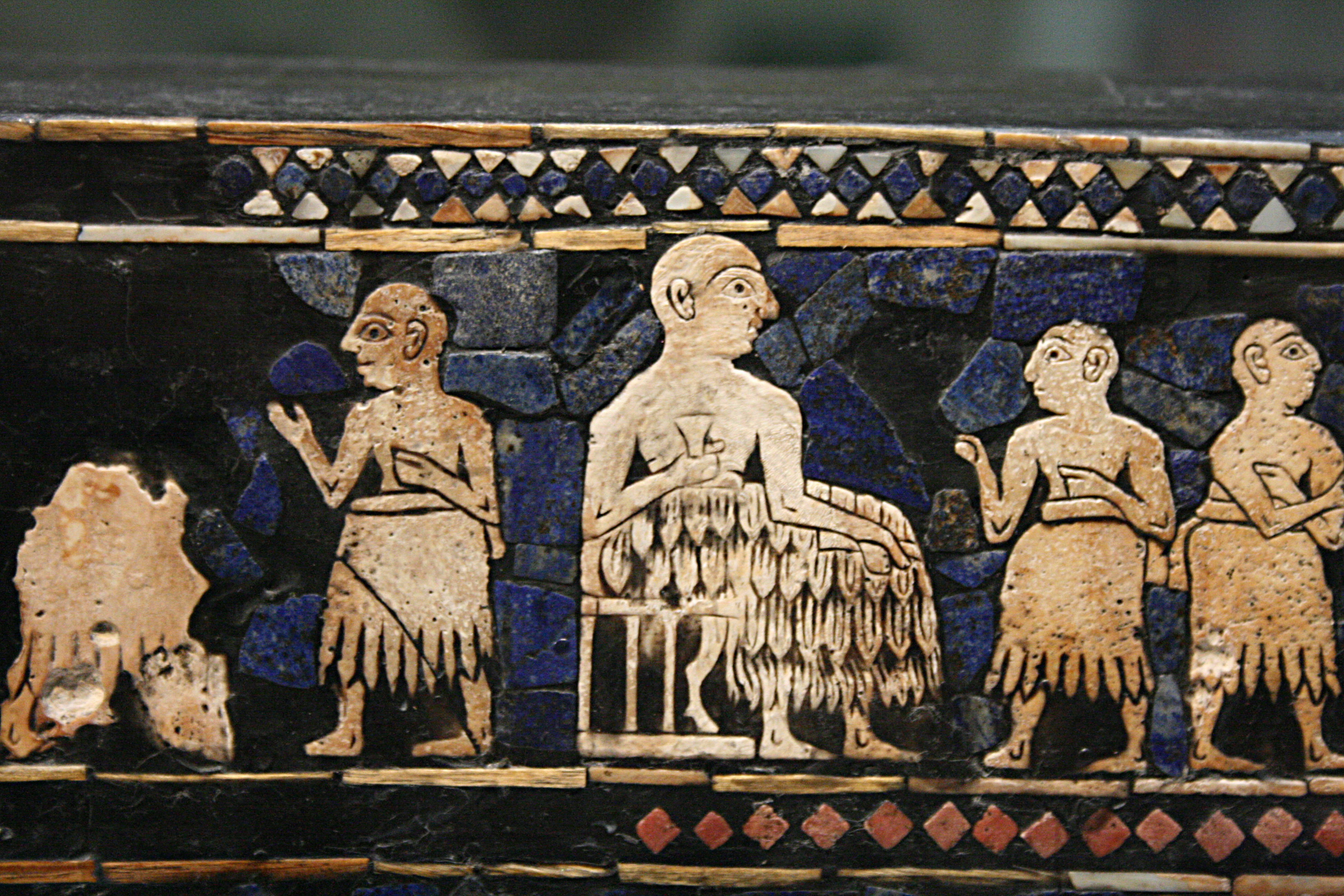
Detalle de la escena del banquete en el Estandarte de Ur (c. 2600 a. C.)
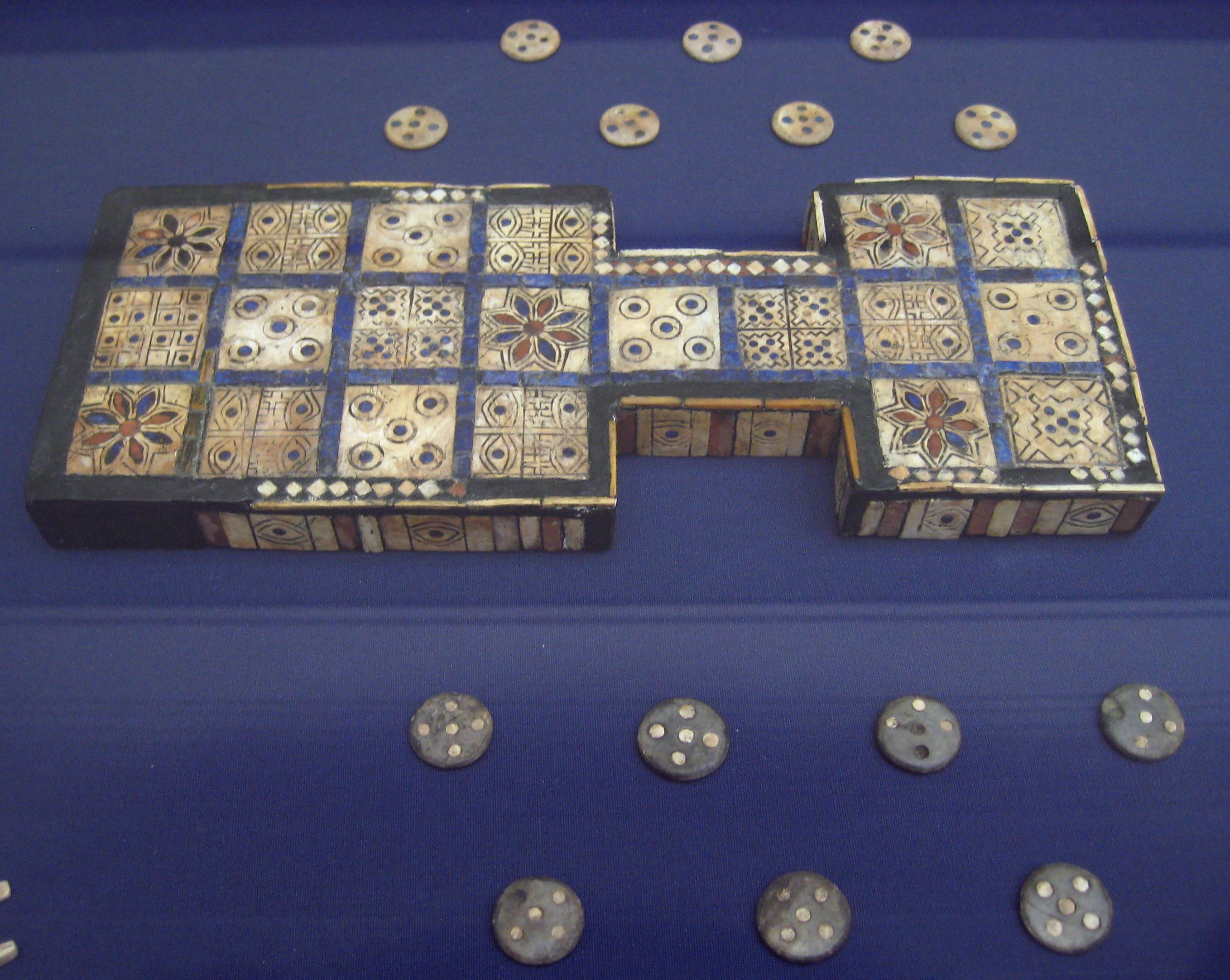
Juego real de Ur, como los anteriores, obra de taracea procedente de las tumbas reales de Ur.
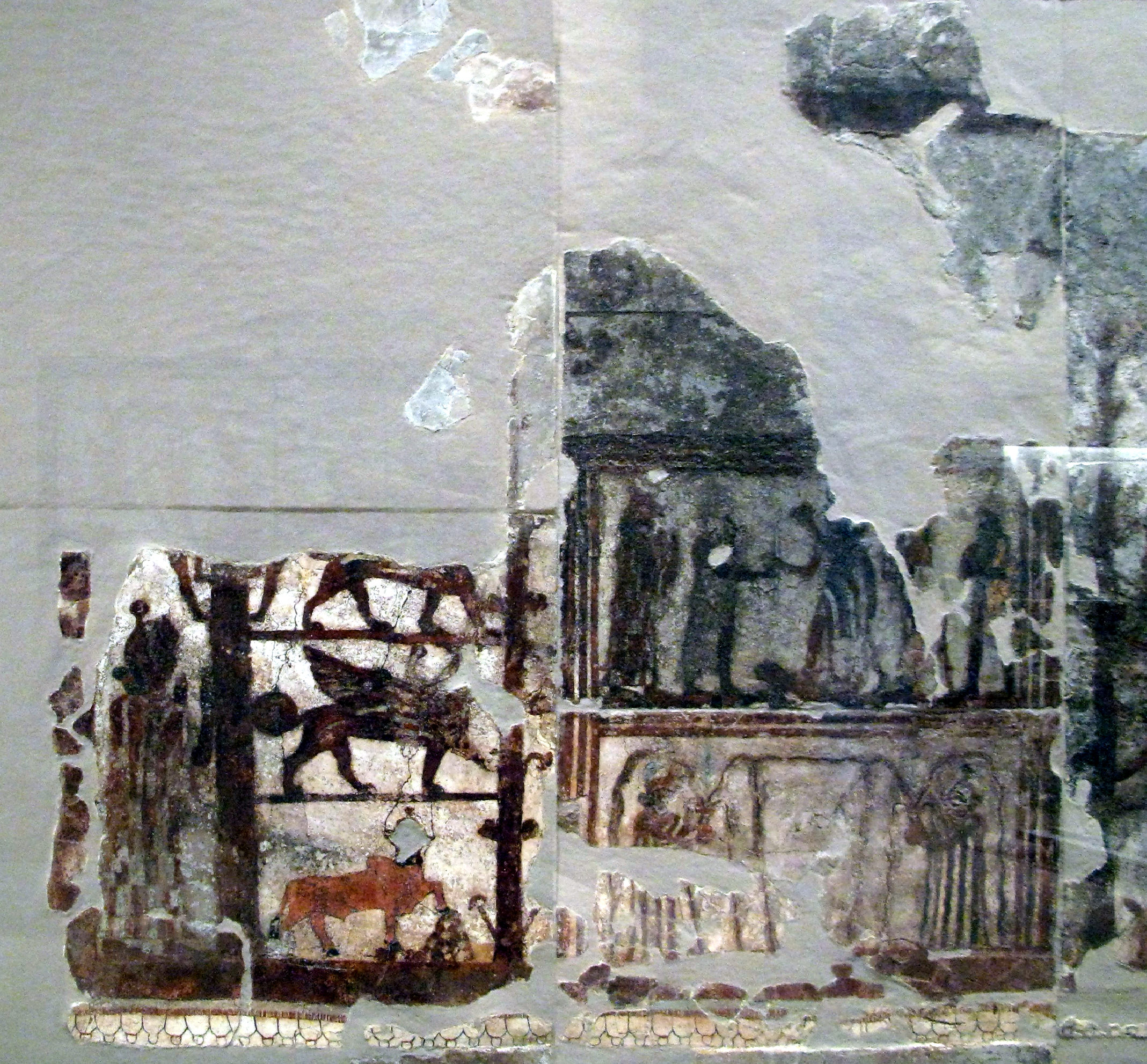
Fresco de la investidura de Zimri-Lim,[34] en Mari (reinado de Zimri-Lim, c. 1770 a. C.)
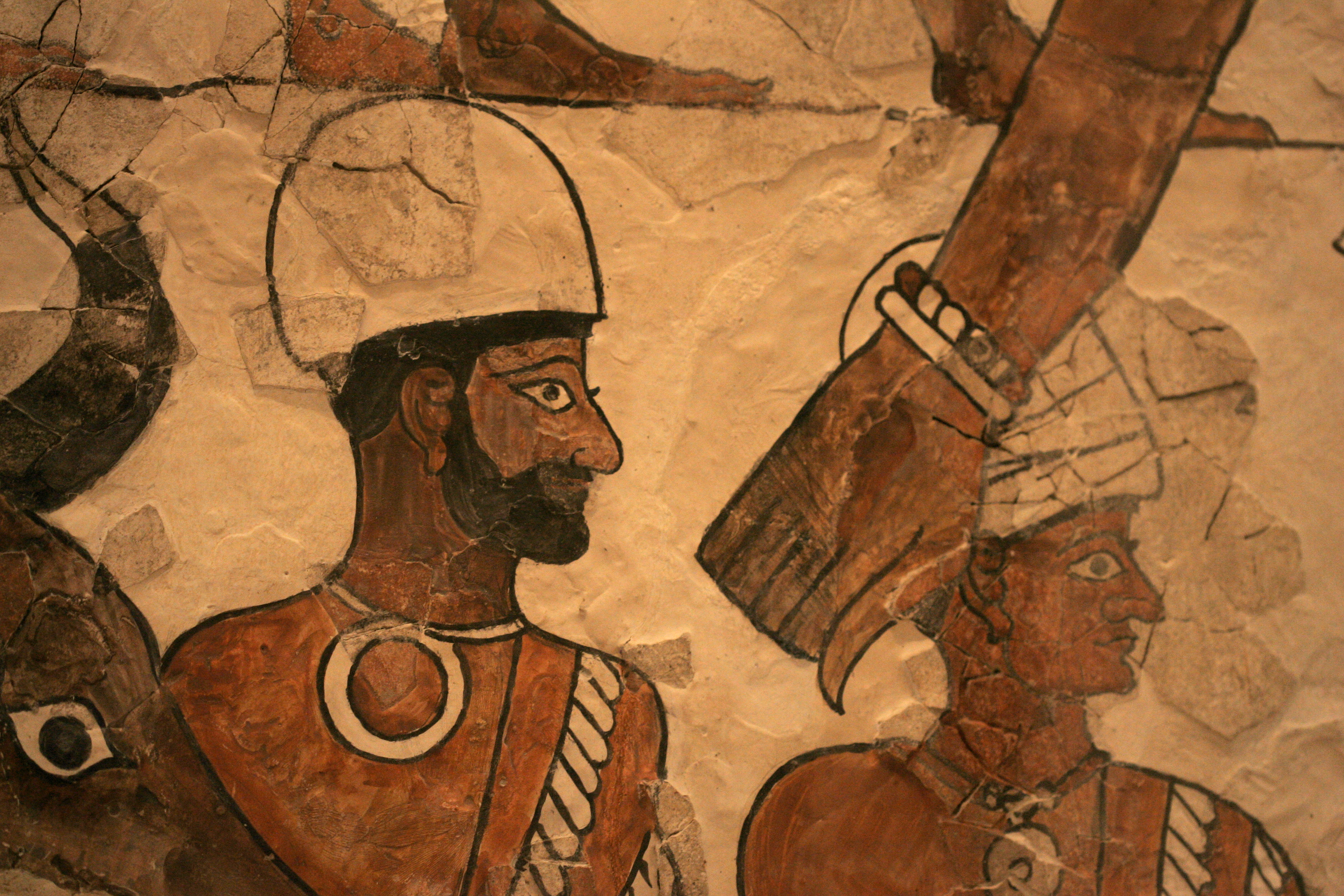
Fragmento, de la misma procedencia, en el que dos dignatarios o sacerdotes conducen a un toro al sacrificio, precedidos por una figura de tamaño descomunal, posiblemente el rey.
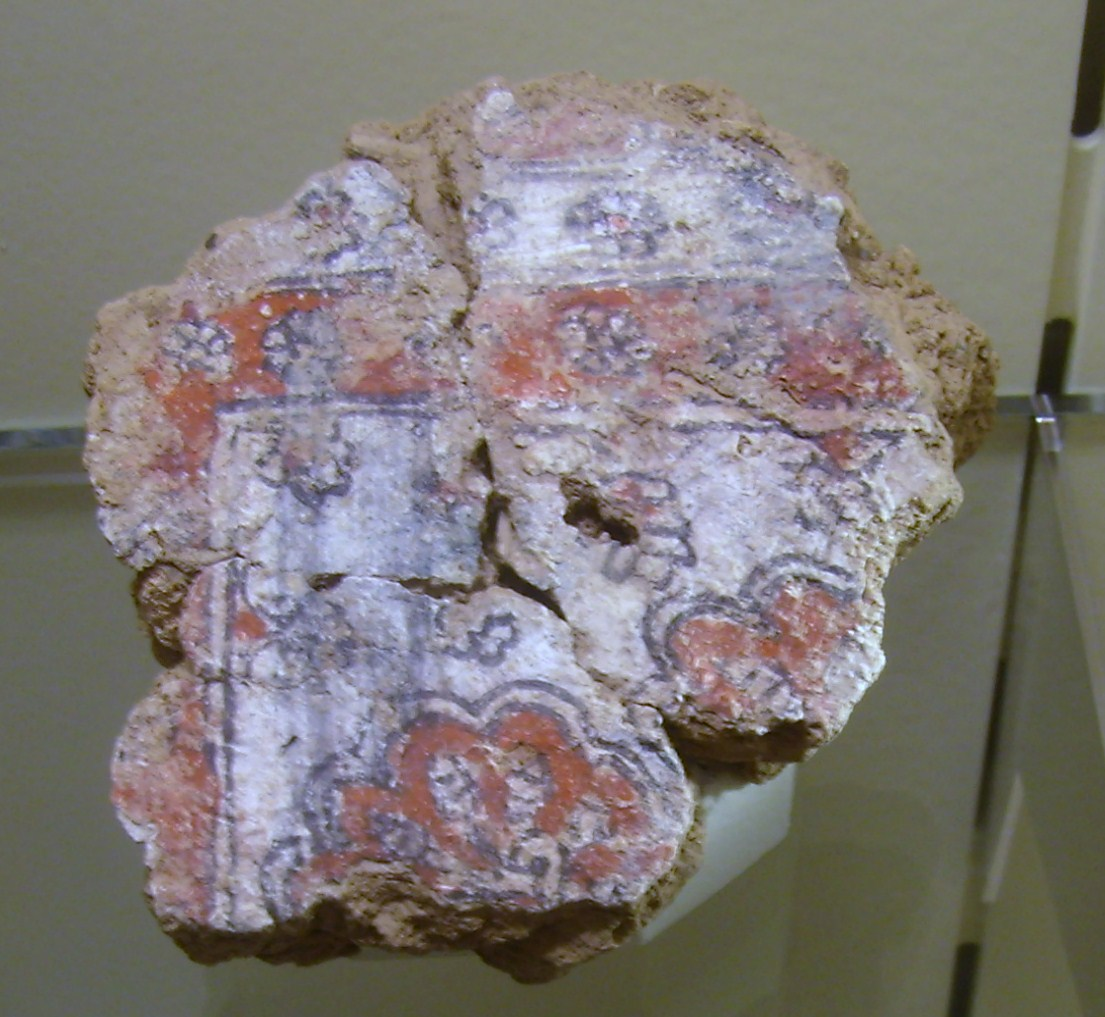
Fragmento de decoración mural de Kar-Tukulti-Ninurta[36] (ciudad fundada por el rey asirio Tukulti-Ninurta como puerto en el Tigris, tres kilómetros al norte de Assur, siglo XIII a. C.)
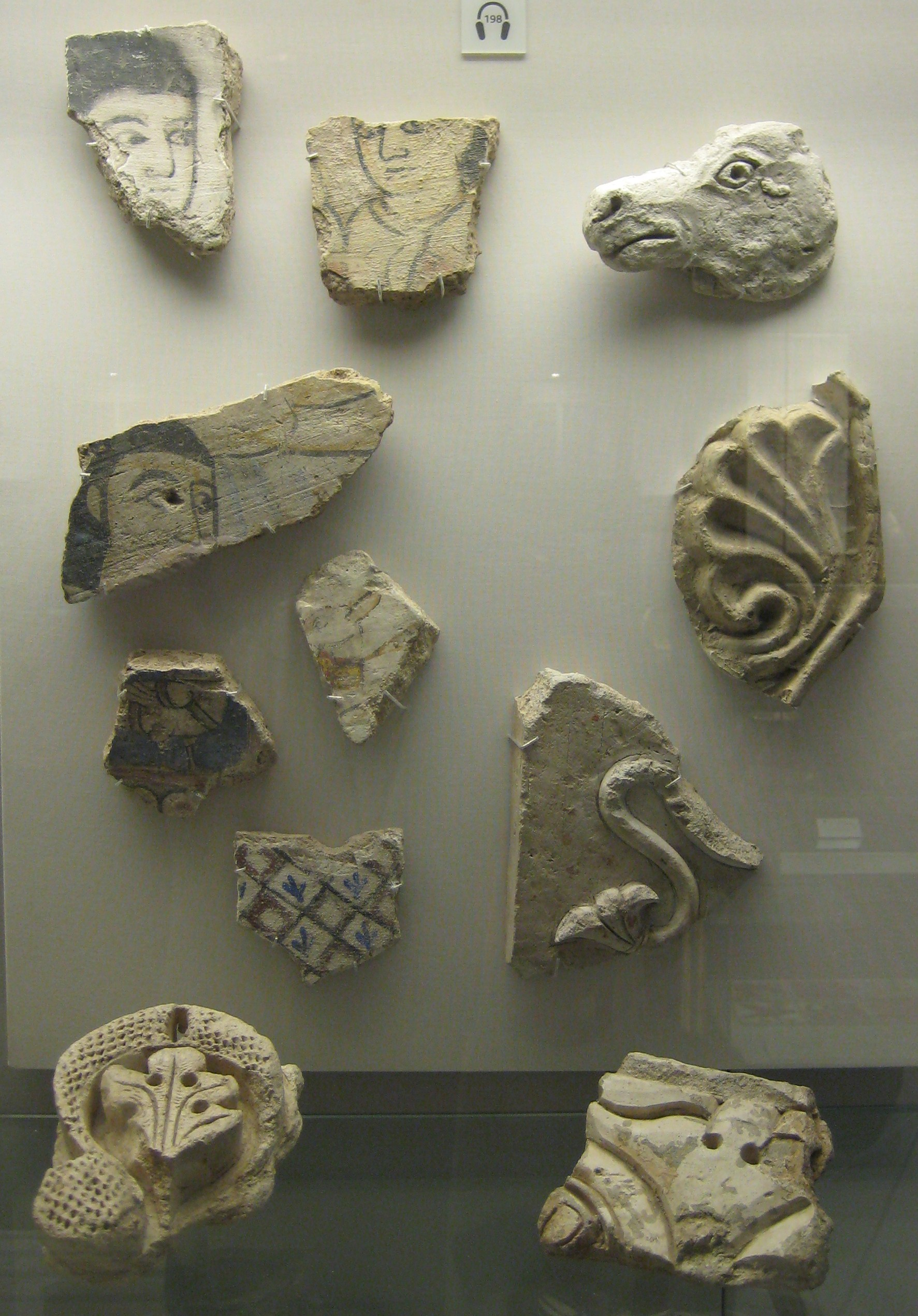
Fragmentos de decoración mural procedentes de Samarra (siglo IX a. C.)
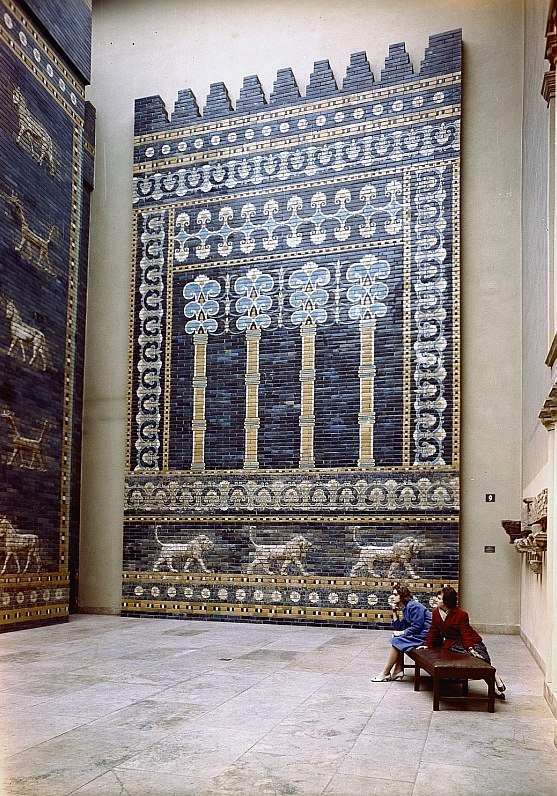
Puerta de Ishtar (Babilonia, 575 a. C.)

## Localización espacial y temporal
| Cronología y mapa de la Mesopotamia antigua |
|                                             |

Más allá de los ríos Éufrates y Tigris, geográficamente la región donde se incluye el espacio mesopotámico (y su zona de proyección próxima en el periodo histórico anterior al Imperio persa) se encuentra limitada por dos mares: el golfo Pérsico al sudeste (que al comienzo de la Antigüedad ocupaba toda la amplia zona de la actual desembocadura —Chat el-Arab—, significativamente desprovista de lugares marcados en el mapa) y el mar Mediterráneo al oeste. Un obstáculo importante a la ocupación humana fueron los desiertos de Siria y de Arabia, y en menor medida las zonas áridas de la meseta de Irán (Media —Médovia en este mapa—, Elam) y las cordilleras de Anatolia (Hititas) y el Cáucaso (Urartu, desde la zona de los lagos Van y Urmía —Urmija en este mapa—).
En el mapa se reflejan las grandes unidades políticas desde la cultura El Obeid (5000 a. C.) hasta el periodo neobabilónico (siglo VI a. C.); en áreas marcadas con líneas de color: 
| Azul de puntos: El Obeid. Púrpura de puntos: Uruk III (no debe confundirse con Ur III). Naranja discontinua: Imperio paleoasirio de Shamshiadad I. Púrpura discontinua: Imperio paleobabilónico de Hammurabi. Azul continua: Mittani. | Púrpura continua: Imperio medio babilónico de Agum II y Kurigalzu I. Naranja continua: Imperio Asirio Medio de Tiglatpileser I. Verde continua: Imperio neoasirio de Asarhaddón, Asurbanipal y Sargón II. Verde de puntos: Imperio neobabilónico. |

Lugares recogidos en el mapa, en orden alfabético (los señalados con * corresponden a aquellos situados en el borde norte del mapa, y en que  no aparece el número en éste).:

41 Alalakh
60 Altintepe
65 Argistichinili *
46 Arrapha
39 Assur
30 Babilonia
75 Bagdad
74 Borsippa
49 Biblos
61 Cavustepe (Haykaberd)
12 Choga Mami
76 Chogha Mish
70 Damasco
51 Dur-Kurigalzu
58 Dur Sharrukin
27 Ebla
43 Emar
38 Erbil
68 Erebuni
1 Eridu
37 Ešnunna
42 Halab
56 Teppe Hasanlu
55 Hit
69 Harrán
35 Isin
19 Jarim Tepe (Yarim Tappeh)
74 Jerusalén
40 Kanes
53 Kalhu (Nimrud)
52 Karkemish
54 Kar-Tukulti-Ninurta
18 Kermez Dere (Qermez Dere)
31 Kish
33 Lagash (Sirpula)
32 Larsa
28 Mari
59 Melid (Arslantepe, Malatya)
66 Menuahinili
57 Musasir
15 Nínive
47 Nuzi
36 Puzris Dagan (Drehem, Nippur)
63 Rusahinili
64 Rusa-i-uru-tur
9 Samarra
73 Samaria
71 Sidon
29 Sippar
7 Susa
22 Sagar Bazar (Ashnakkum)
45 Semsara (Tell Shemshara, Susarra)
44 Shubat Enlil (Tell Leilan)
67 Teishebani (Karmir Blur, Ereván)
11 Tell Abada (Lago Hamrin)
21 Tell Brak (Nagar)
3 Tell al-Ubaid (El Obeid)
4 Tell al-Avajli
16 Tell Arpachiyah
8 Tell es Sawwan
23 Tell Halaf
14 Tell Hassuna
10 Tell Madhur (Lago Hamrin)
20 Tell Magzalija (Magzaliya, Maghzaliyeh)
26 Tell Sabi Abyad
17 Tepe Gawra
48 Terka (Terqa, Tell Ashara)
25 Tilki Tepe (Tilkitepe, Merkez)
62 Tushpa
72 Tiro
24 Ugarit
34 Umma
13 Umm Dabaghiyah
2 Ur
5 Uruk
50 Wassugani

Mapas complementarios
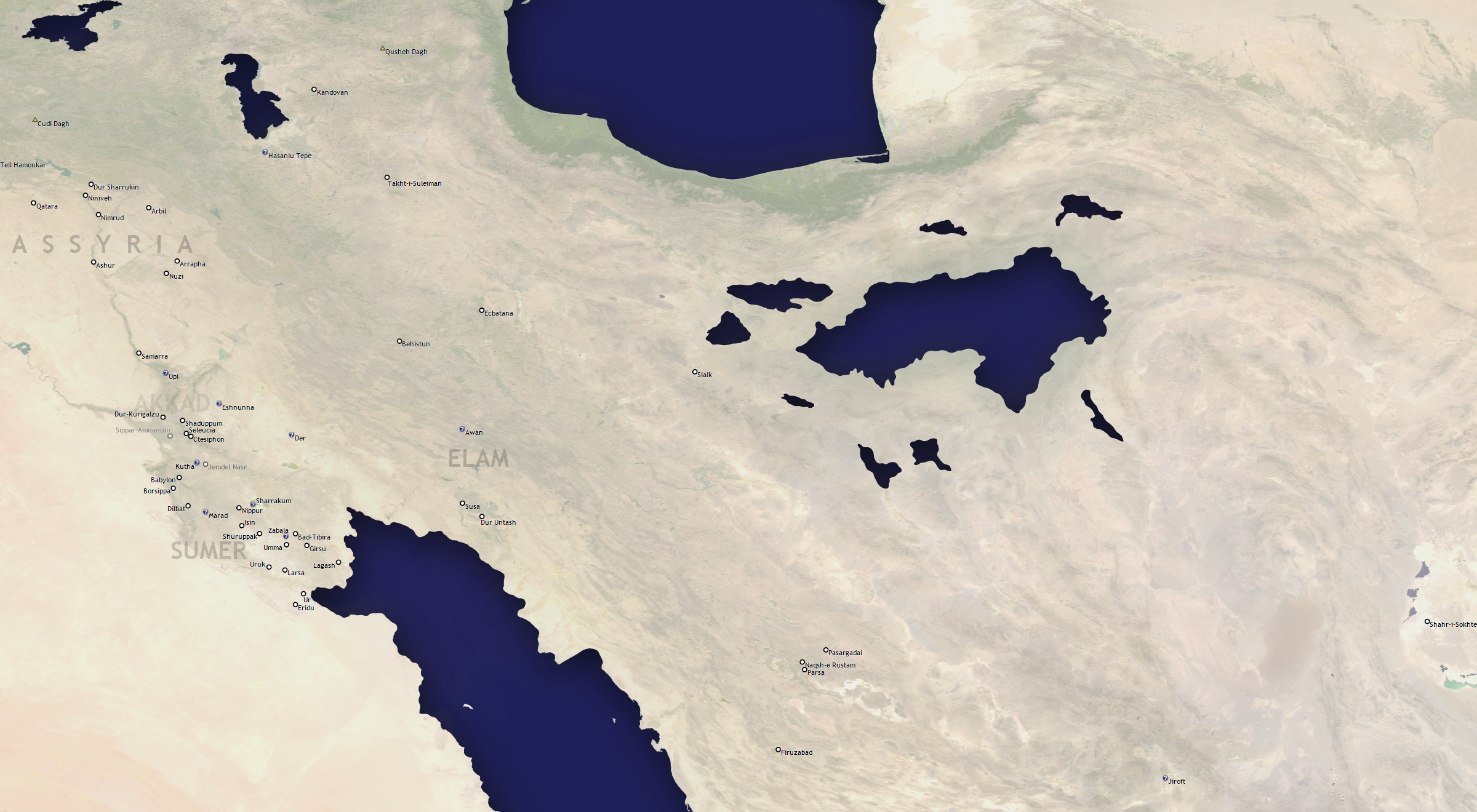
Ídem, ampliado hacia Irán
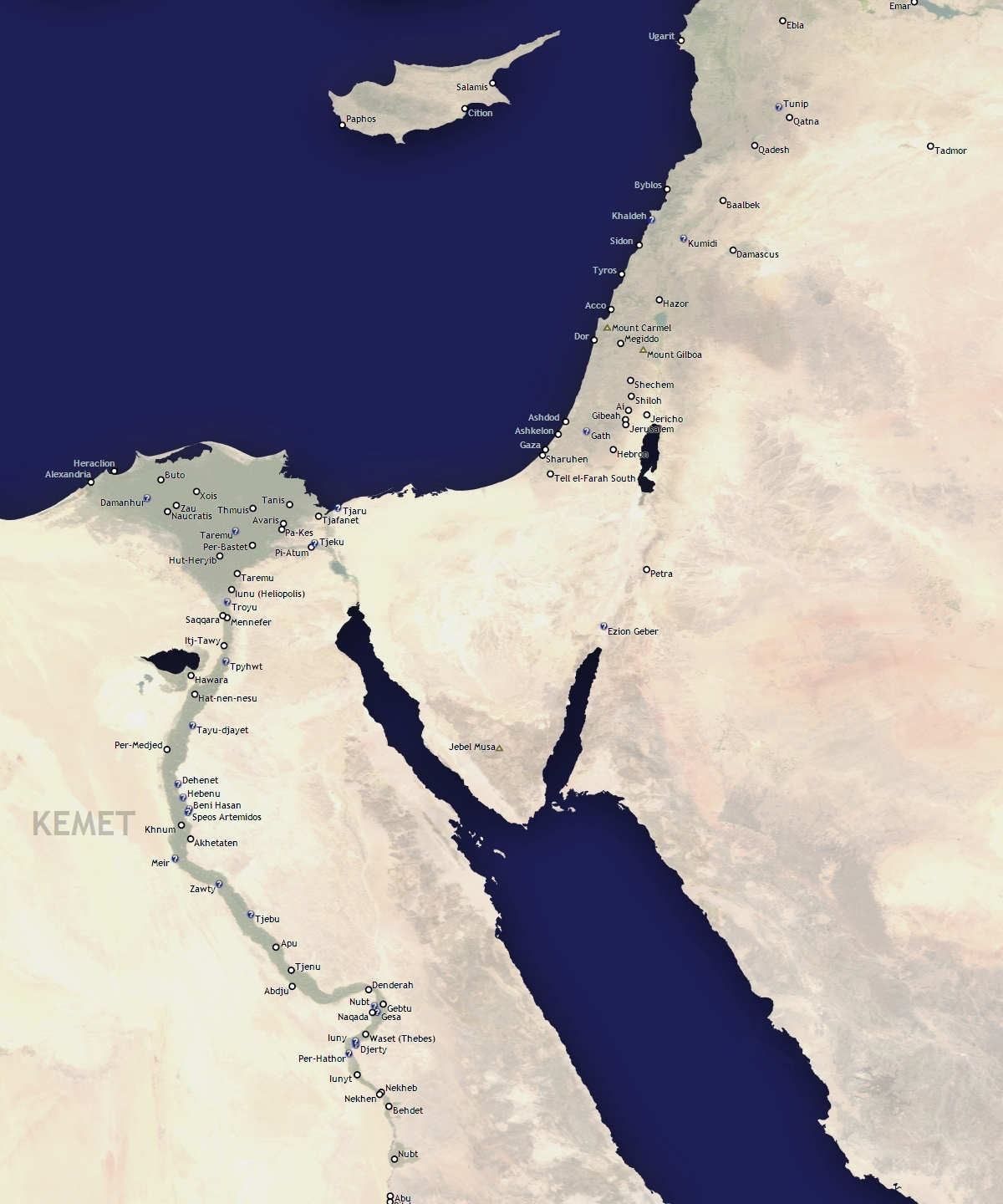
Ídem, ampliado hacia el Levante mediterráneo y Egipto
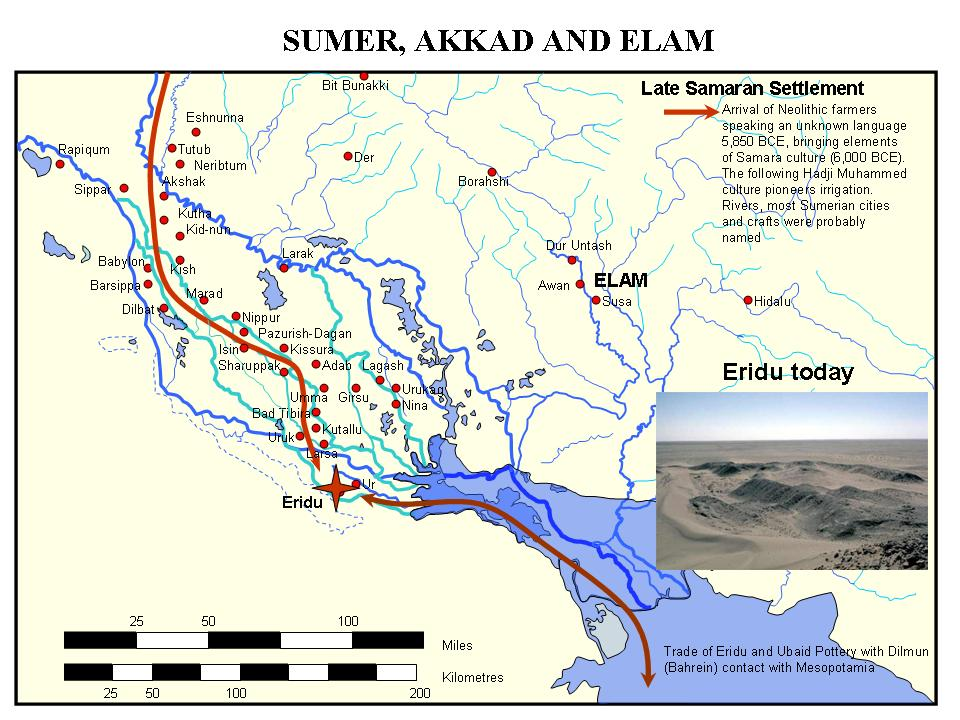
Sumeria y Akkad, con la antigua línea de la costa del golfo Pérsico
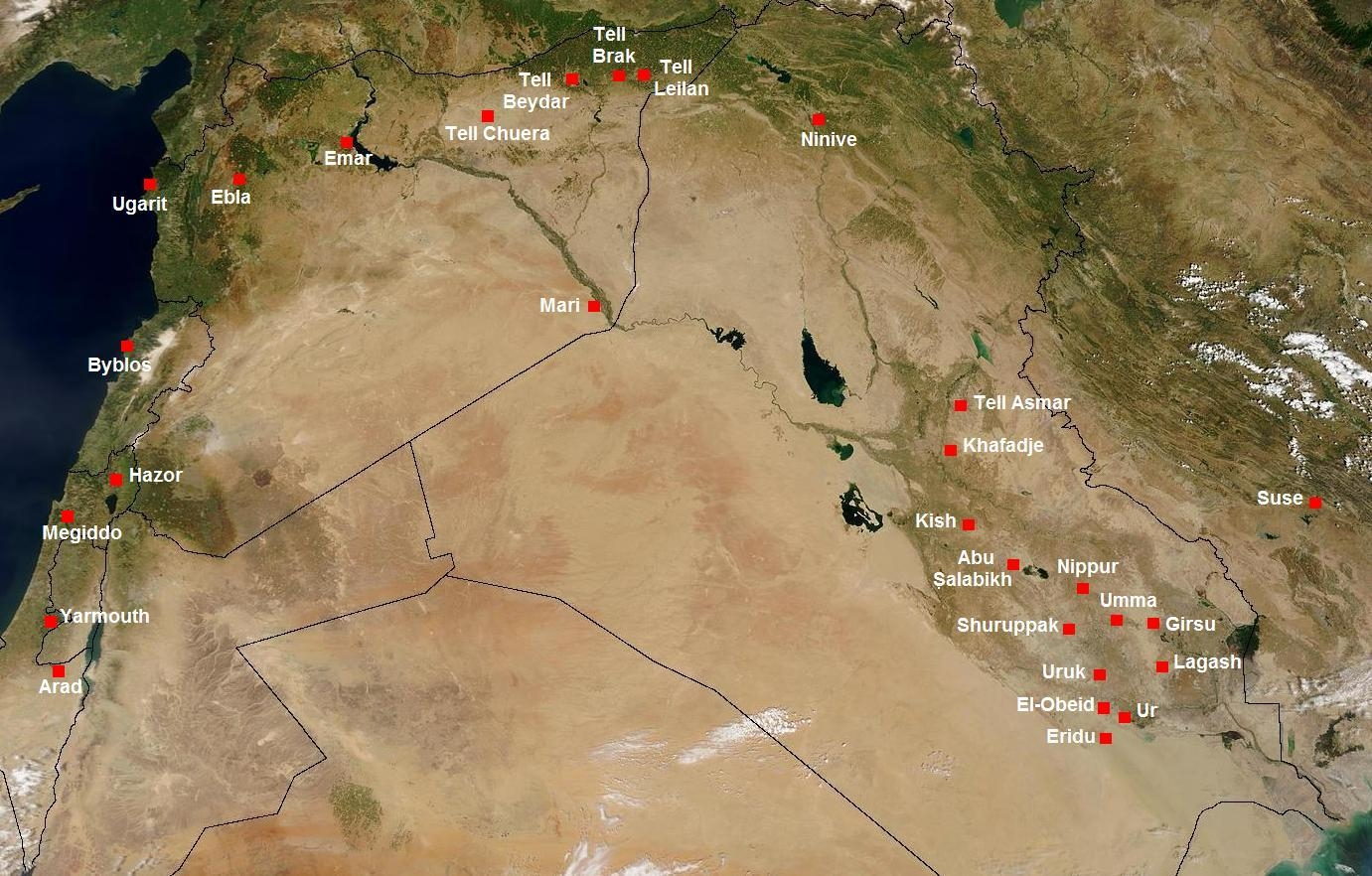
Periodo final de las dinastías arcaicas
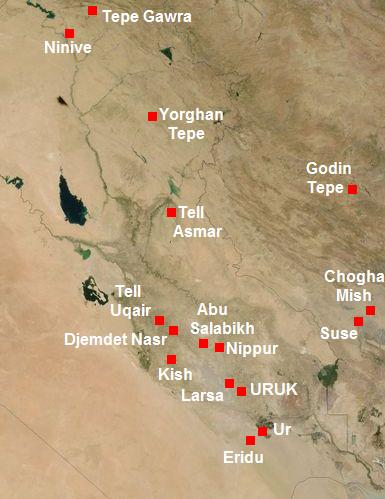
Periodo de Uruk en Mesopotamia e Irán occidental
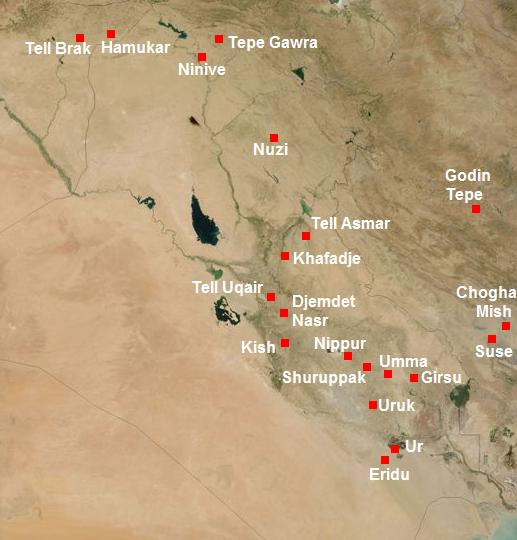
Periodo de Uruk (4000-2900 a. C.)
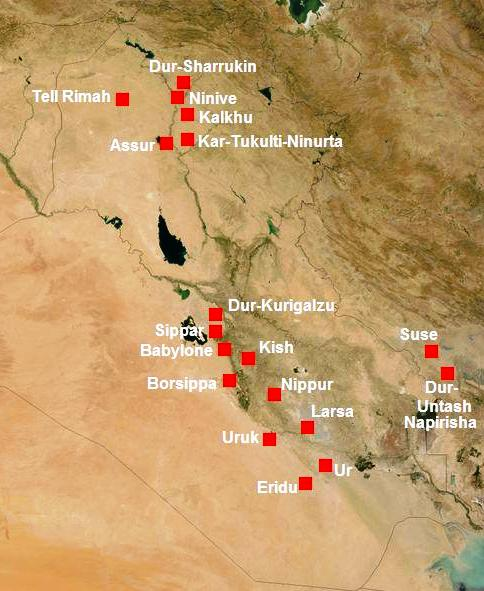
Localización de los ziggurat
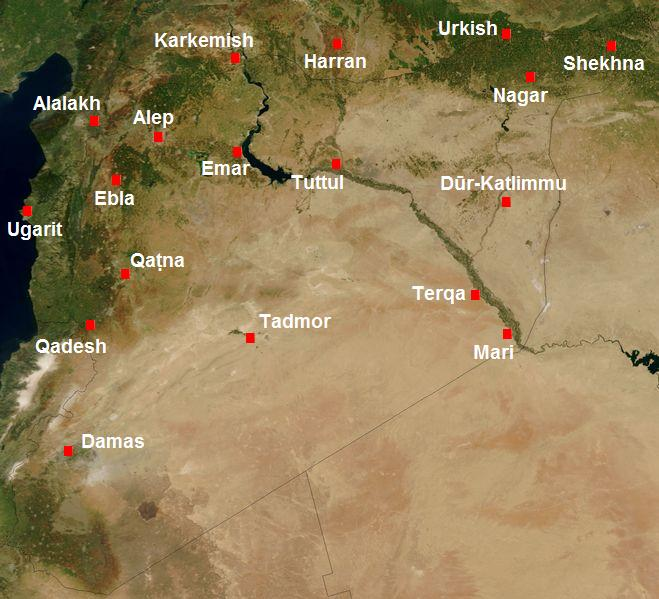
Norte de Mesopotamia y Siria en el II milenio a. C.
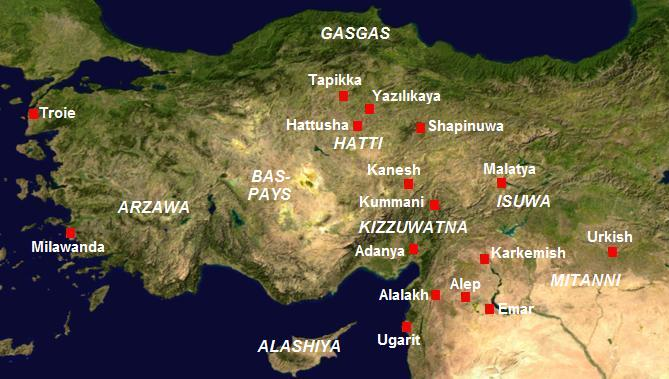
Anatolia, Siria y Norte de Mesopotamia en la época de los hititas
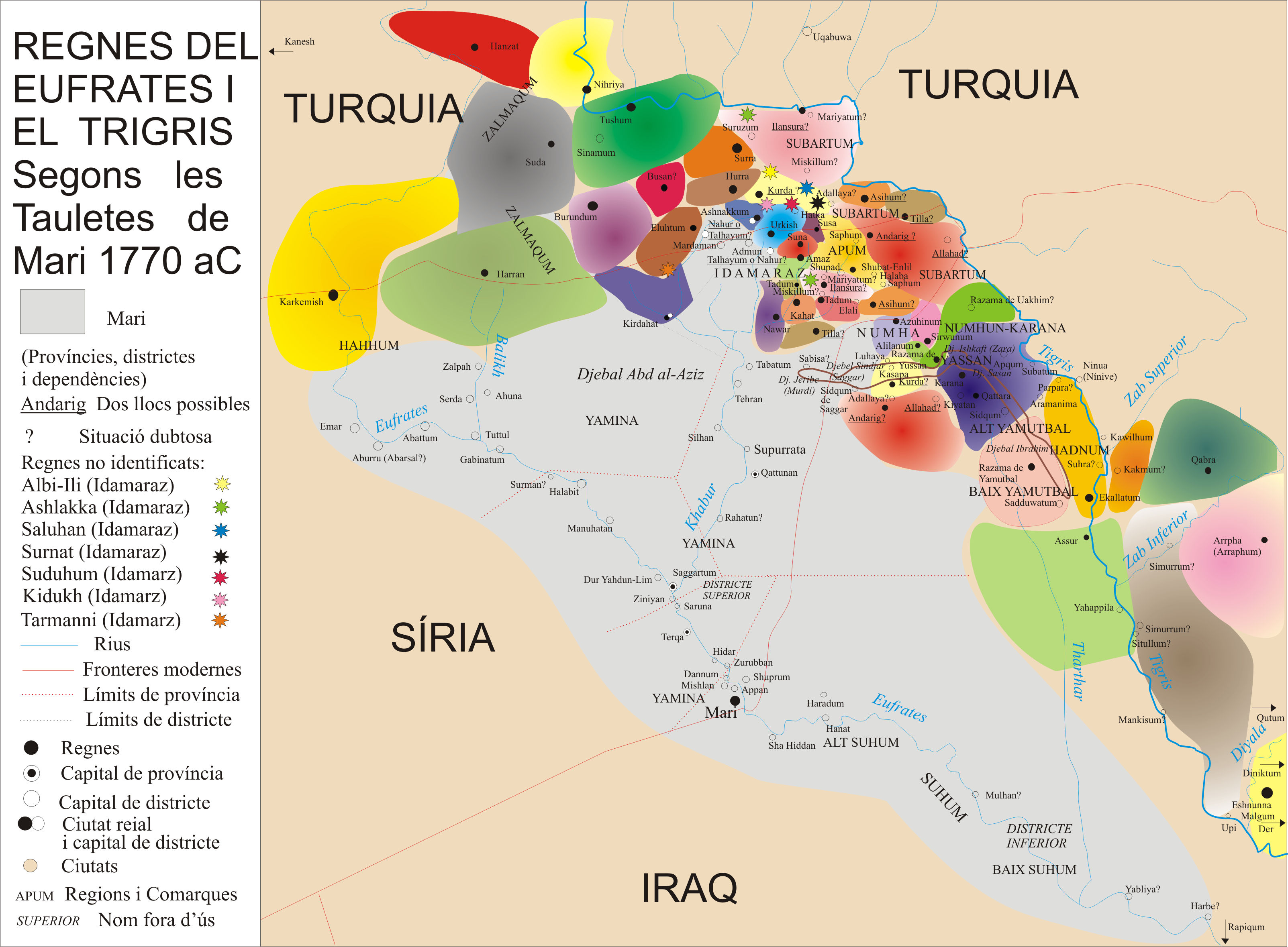
Reinos del Éufrates y el Tigris según las tablillas de Mari (1770 a. C.)